# Biserica de lemn din Strugureni

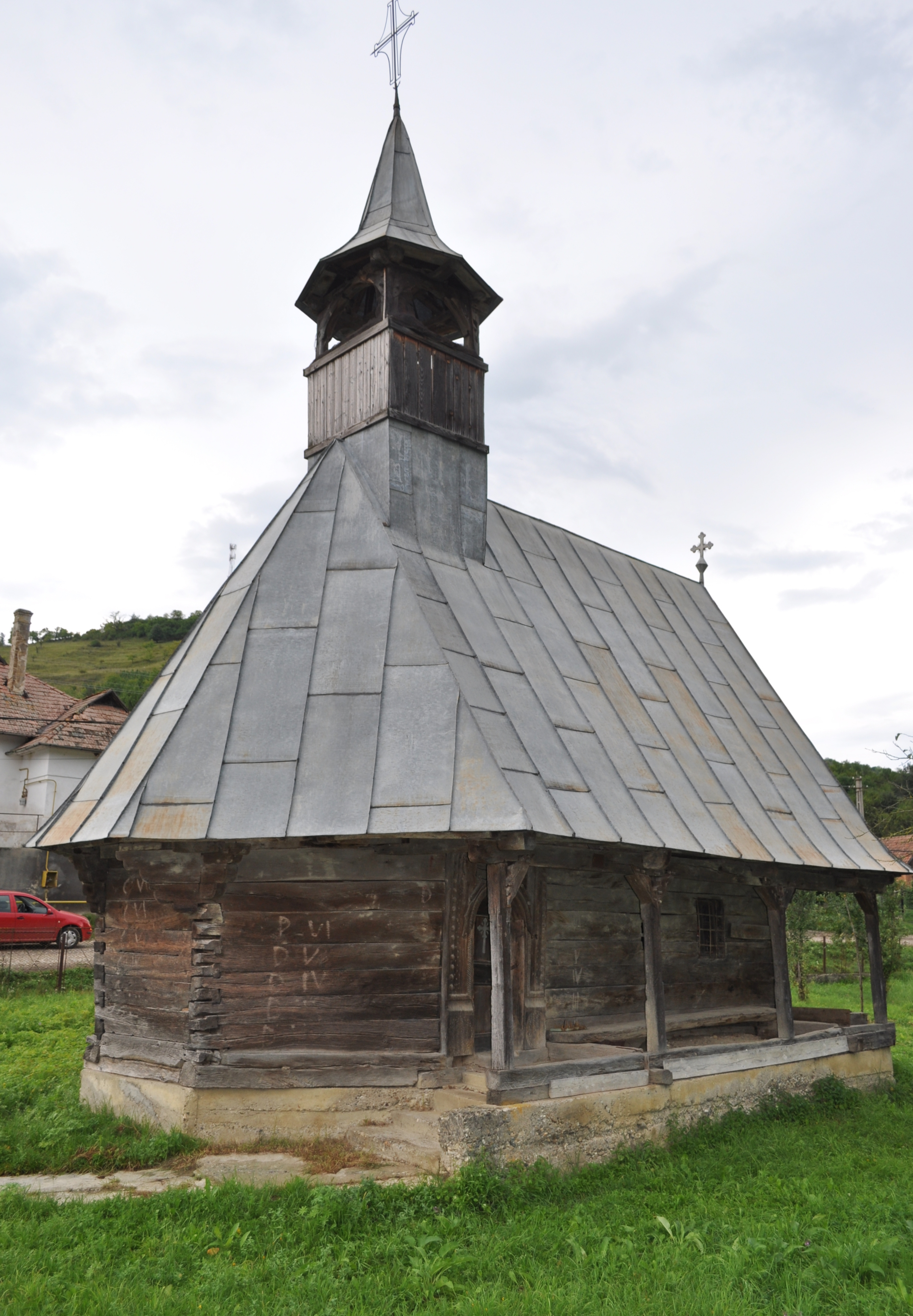
Biserica de lemn „Sfinții Arhangheli Mihail și Gavriil” din Strugureni, comuna Chiochiș, județul Bistrița-Năsăud, foto: august 2011.

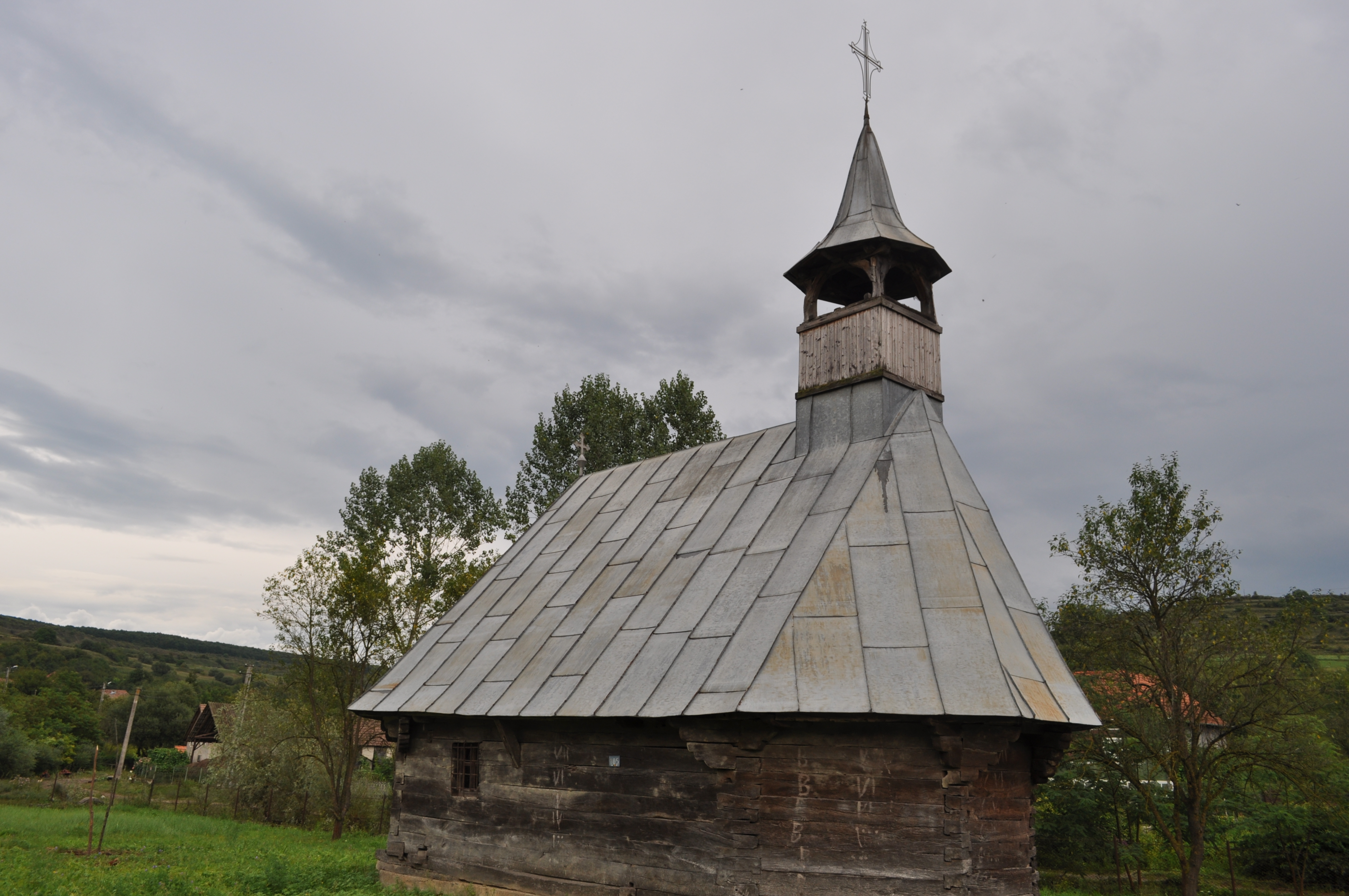
Biserica de lemn „Sfinții Arhangheli Mihail și Gavriil” din Strugureni, comuna Chiochiș, județul Bistrița-Năsăud, foto: august 2011.

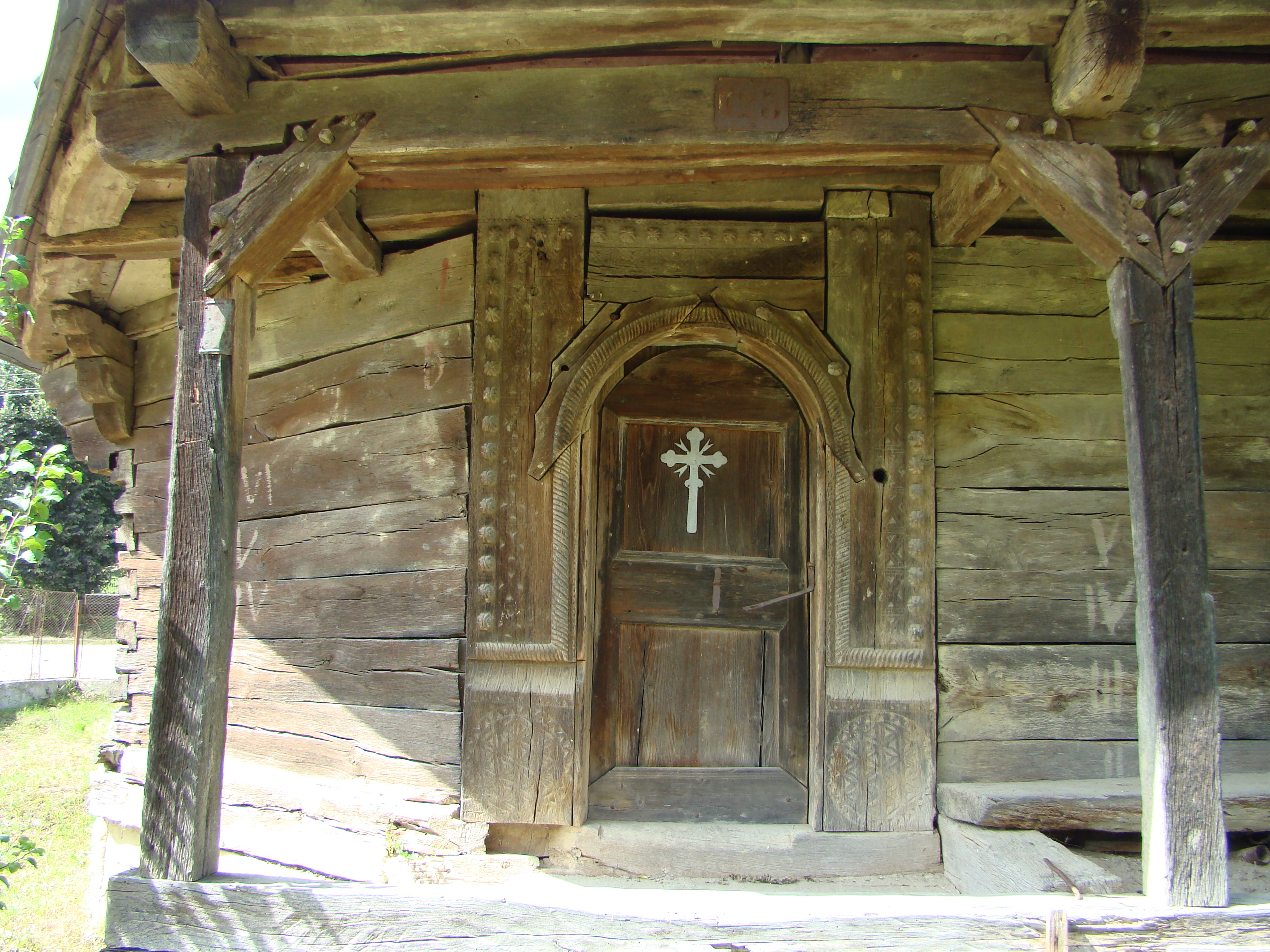
Pridvorul de pe latura sudică, susținut de stâlpi sculptați în lemn

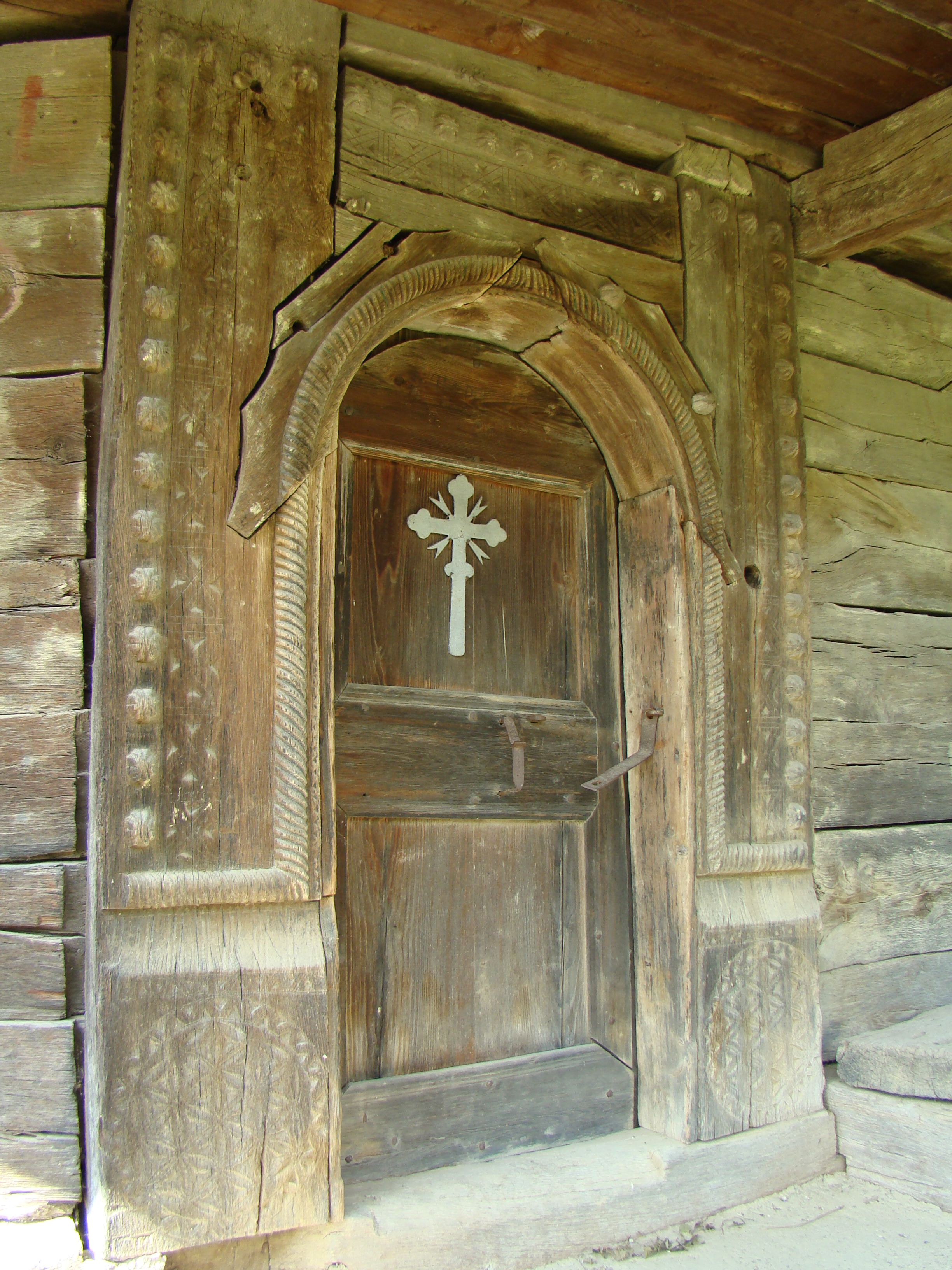
Portalul exterior bogat ornamentat

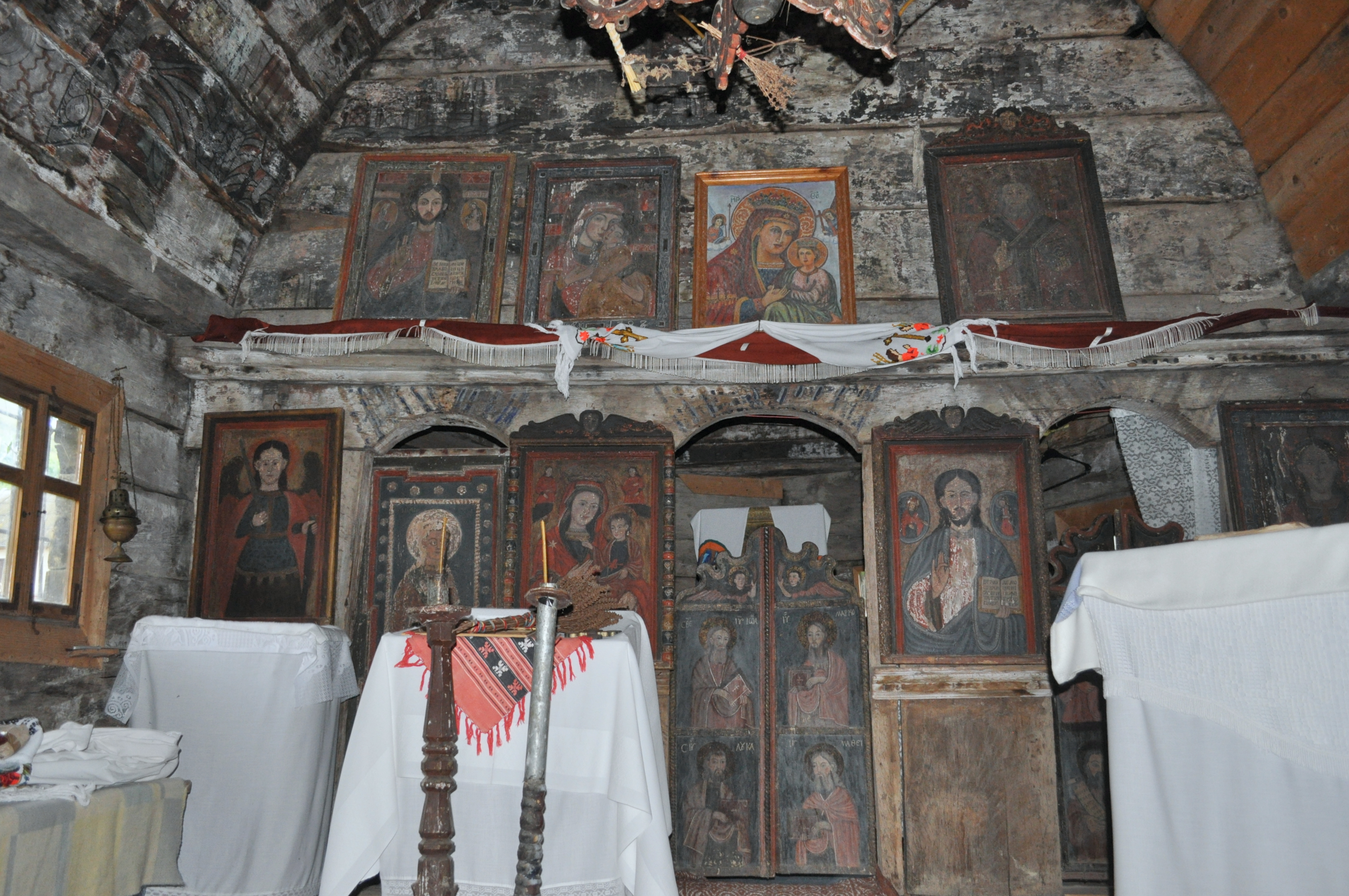
Iconostasul bisericii de lemn din Strugureni

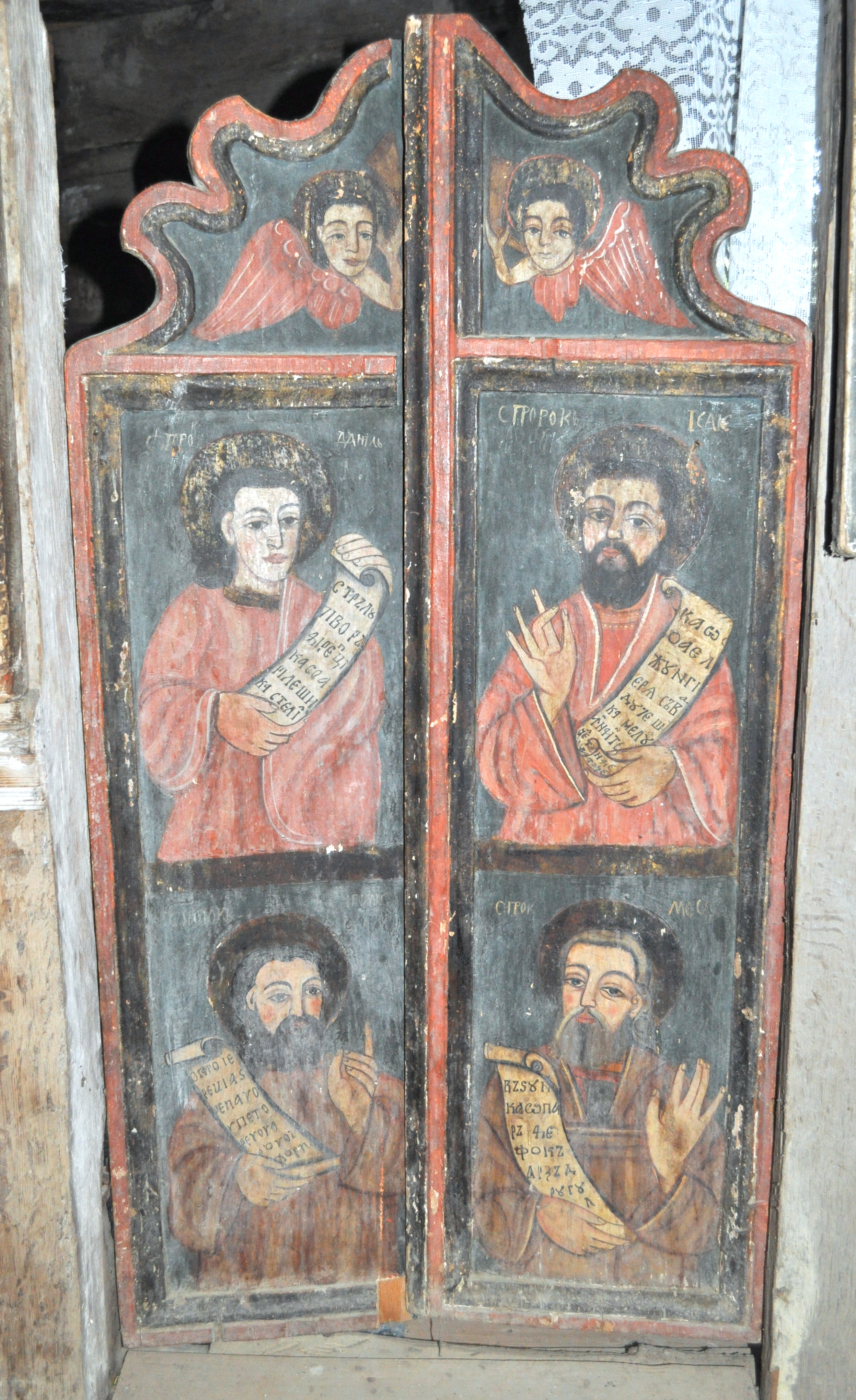
Ușile împărătești: Evangheliștii

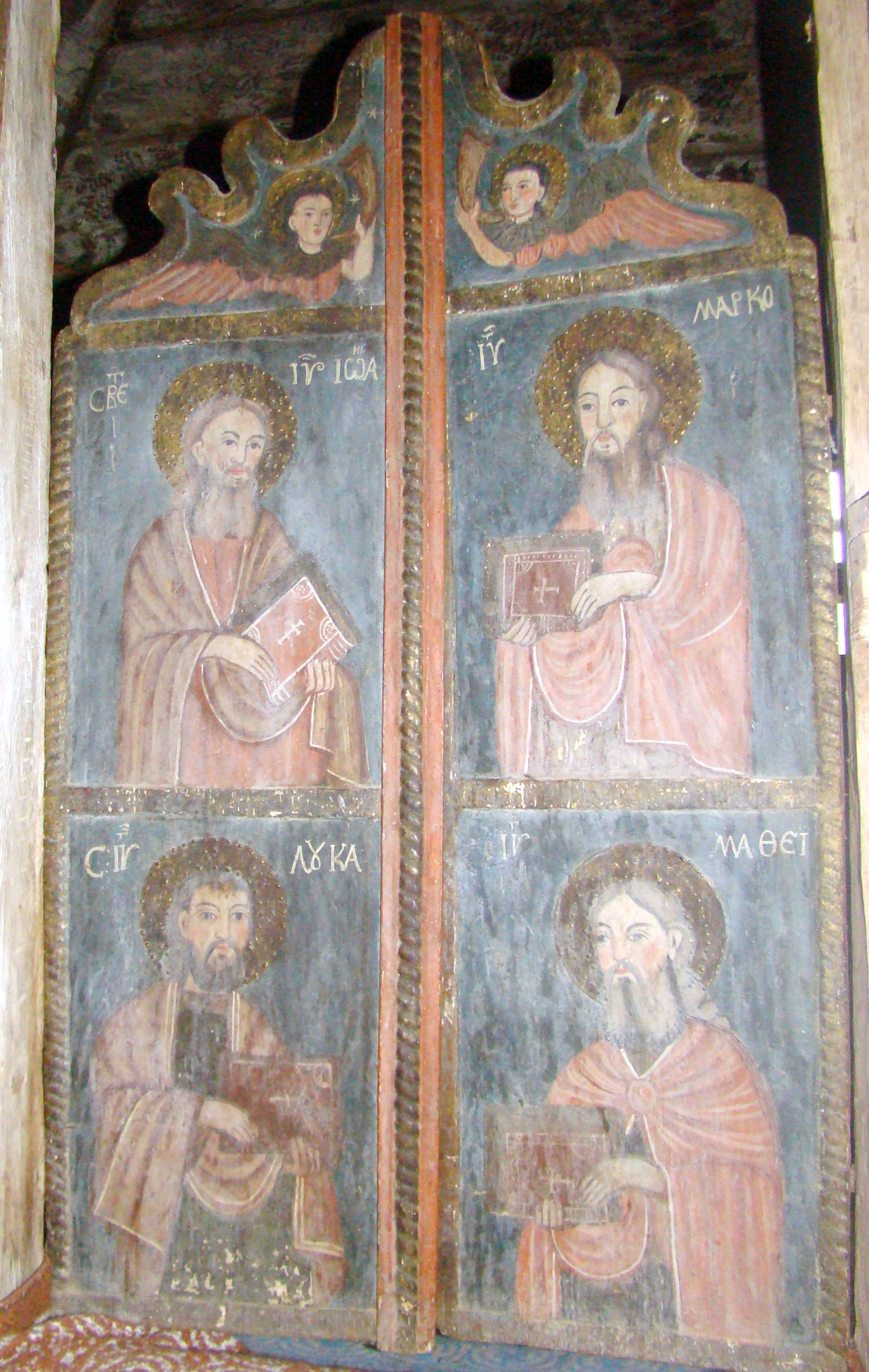
Al doilea rând de uși împărătești

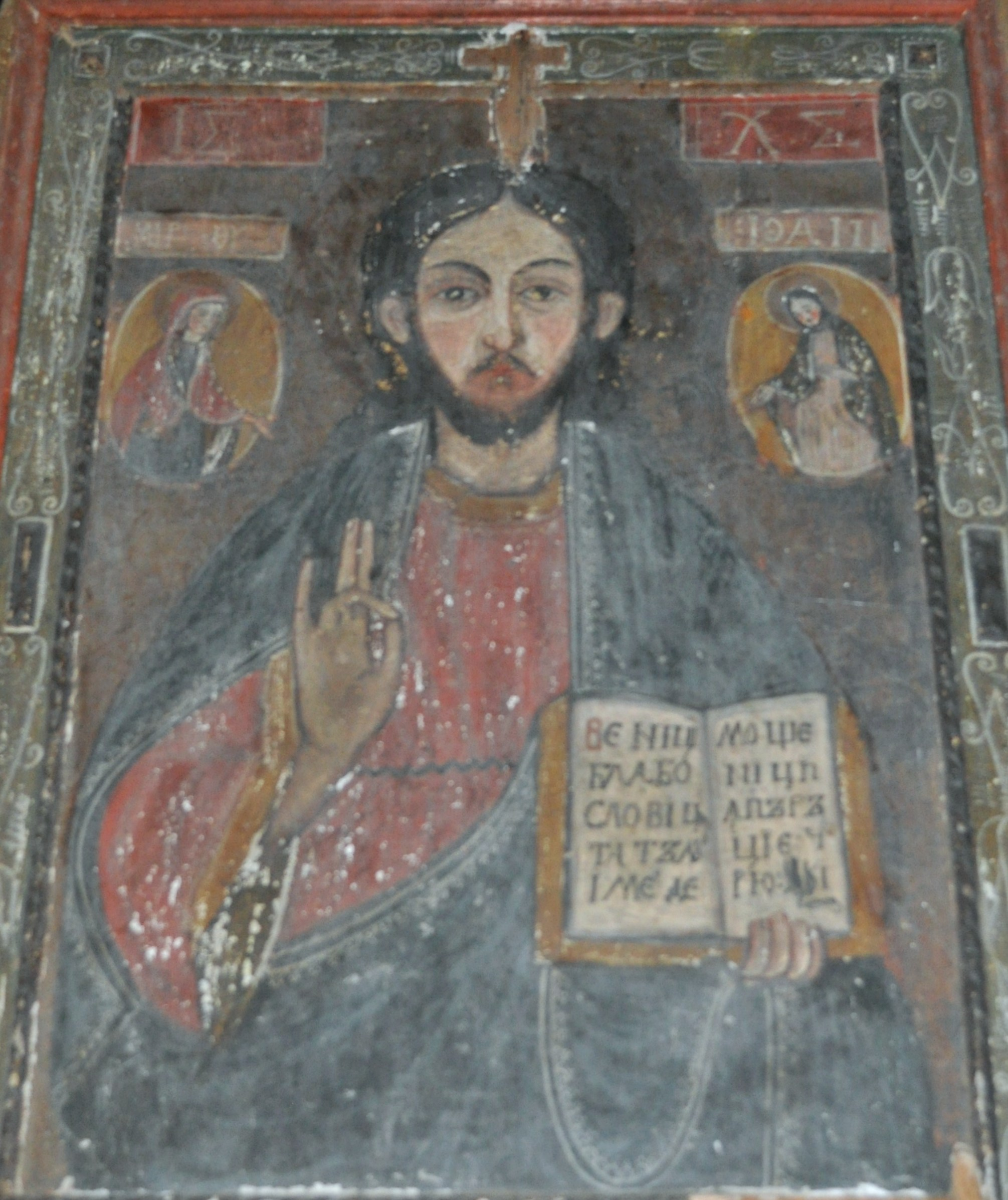
Iisus binecuvântând

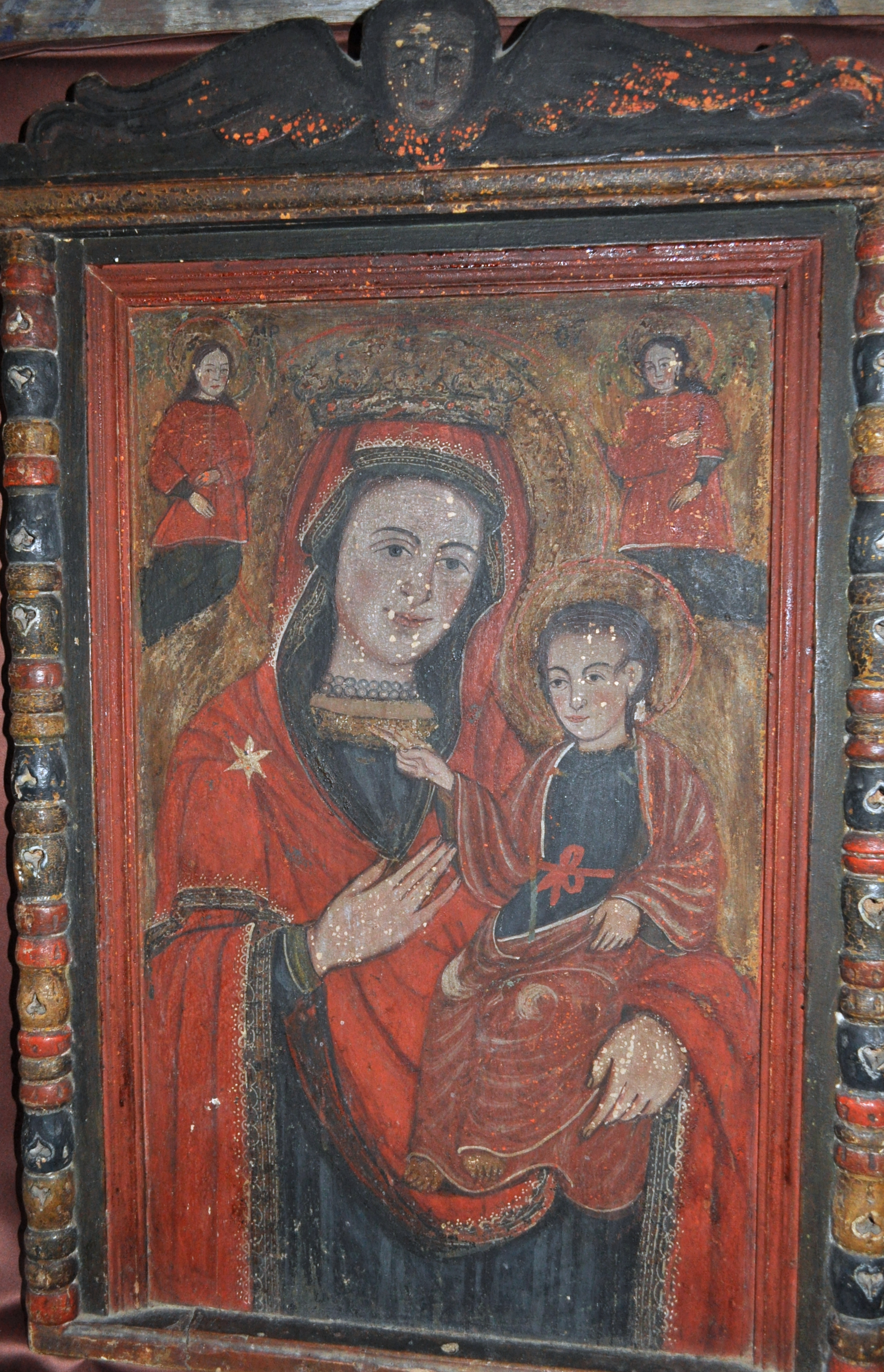
Maica Domnului cu Pruncul

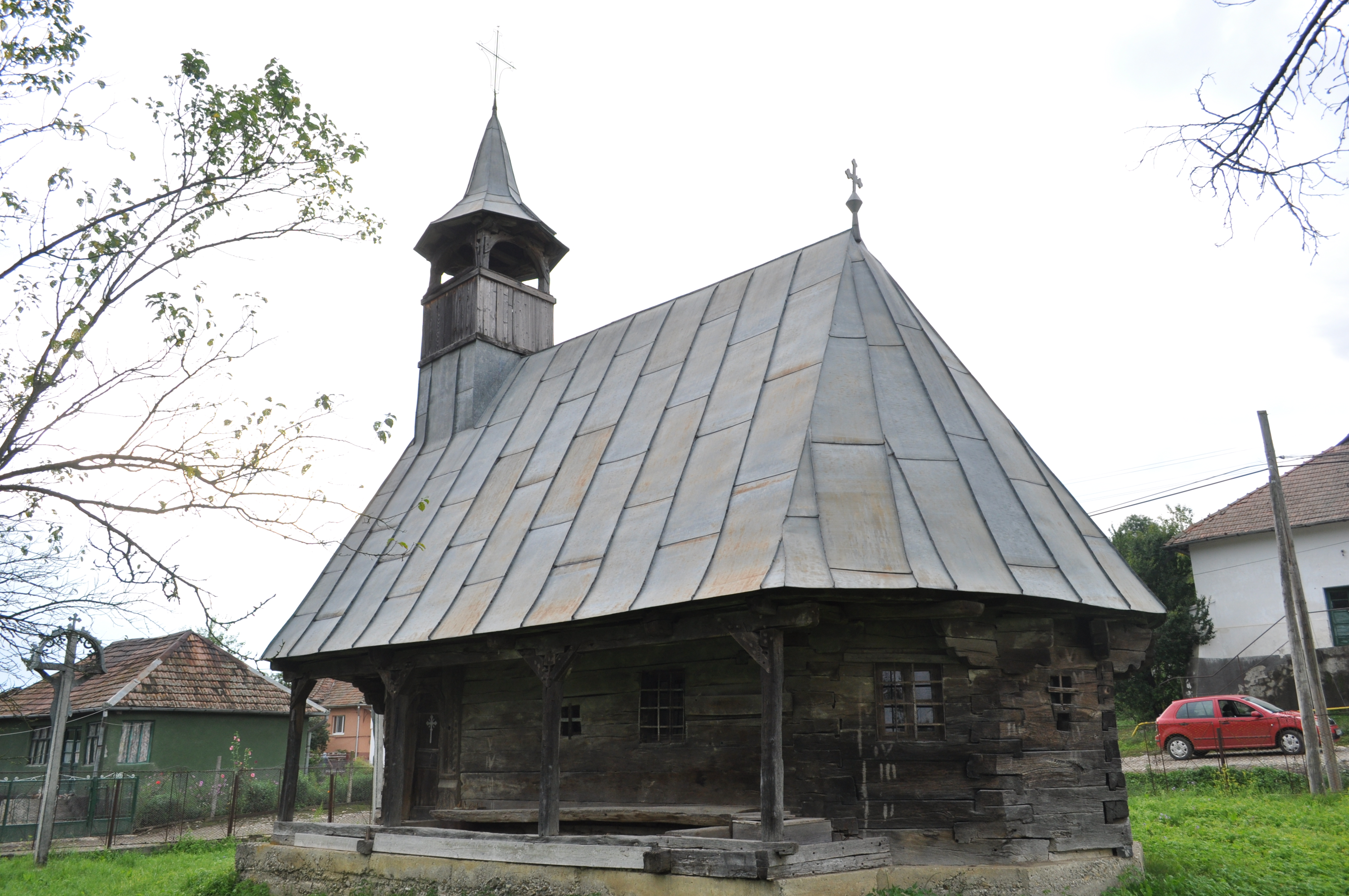
Biserica (sud-est)

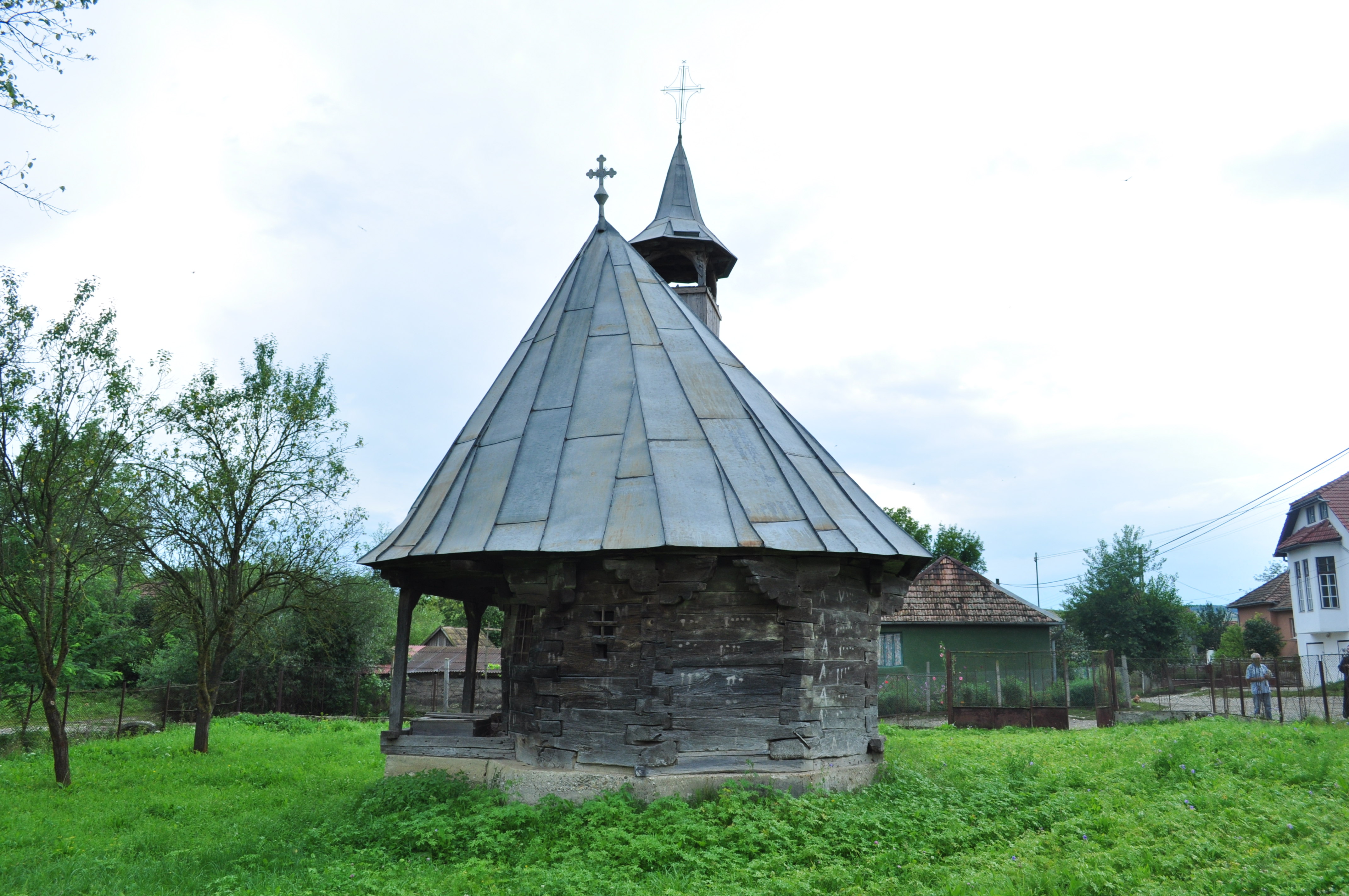
Biserica (est)

Biserica de lemn din Strugureni, comuna Chiochiș, județul Bistrița-Năsăud datează din secolul XVIII . Lăcașul are hramul „Sfinții Arhangheli Mihail și Gavriil” (8 noiembrie) și figurează pe lista monumentelor istorice, cod LMI BN-II-m-A-01705.

## Istoric și trăsături
Biserica de lemn este așezată în cimitir, pe o culme ce domină satul și datează din secolul XVIII. Construcția este compusă dintr-un pronaos cu cinci laturi,  cu intrarea în partea de sud, un naos de formă dreptunghiulară, în timp ce absida altarului este nedecroșată, cu patru laturi. Pe latura sudică există un pridvor, delimitat de patru stâlpi ce susțin acoperișul de tablă. Stâlpii de susținere, cu ramificațiile de sub streașină, sunt sculptați, cu îmbinări ingenioase, fixate în cuie de lemn.  Atât pe laturile pronaosului, cât și ale altarului, consolele treptate formează îmbinări în coadă de rândunică. Deschiderea ușii de acces în pronaos este semicirculară,  delimitată de un brâu în formă de funie răsucită, un șir motive geometrice și frumoase rozete în relief. La baza ancadramentului există două rozete mari, bogat ornamentate. 
Pronaosul este tăvănit, formând o tribună. Cu ocazia reparațiilor din 1930, în peretele plin dintre naos și pronaos au fost tăiate deschideri, concomitent mărindu-se și ferestrele. Prin lărgirea ferestrelor s-au tăiat porțiuni ale unor inscripții. La fereastra nordică întâlnim cuvintele „.... anul domnului ...”, parte probabil a unei inscripții de datare, iar la fereastra de pe latura de sud „s-au zugrăvit cu cheltuiala lui Moga”. În naos, pictura pereților laterali a fost acoperită cu placaj. Pe bolta semicilindrică a naosului au fost pictate scene din ciclul minunilor și patimilor lui Iisus. Iconostasul este format din reprezentarea Răstignirii, având alăturat apostolii. Cele trei uși pictate și sculptate aparțin stilistic secolului al XVIII-lea. Pe bolta semicilindrică a altarului sunt pictați zece îngeri, iar pe pereții laterali Jertfa lui Avraam și sfinți episcopi. Cele nouă icoane pe lemn aflate în biserică sunt opera a trei meșteri diferiți. Dintre aceste icoane, două sunt și datate: Arhanghelul Mihail, probabil icoana de hram, datată 1791, și Maria cu Pruncul, datată 1798.

## Imagini din exterior

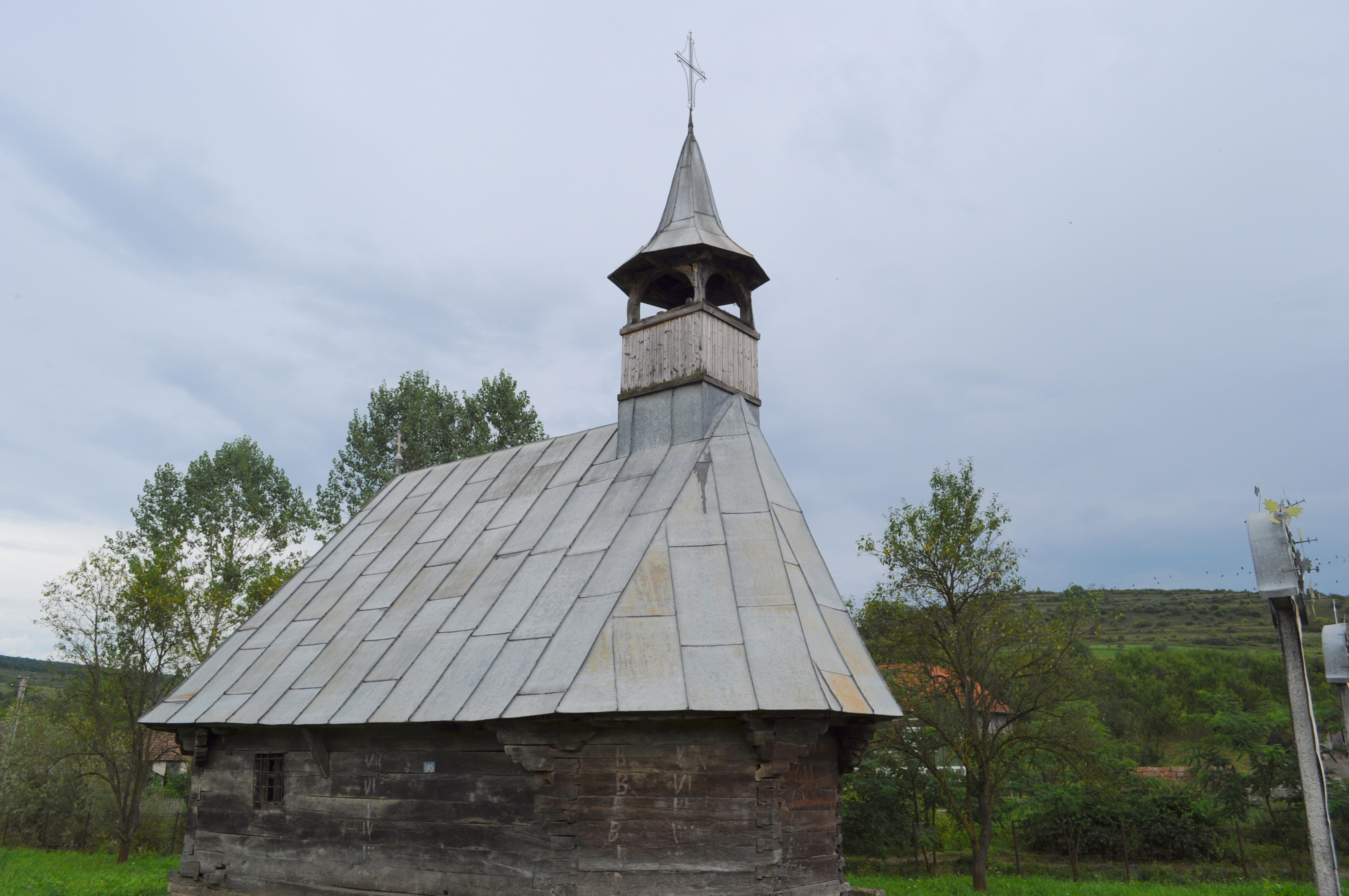
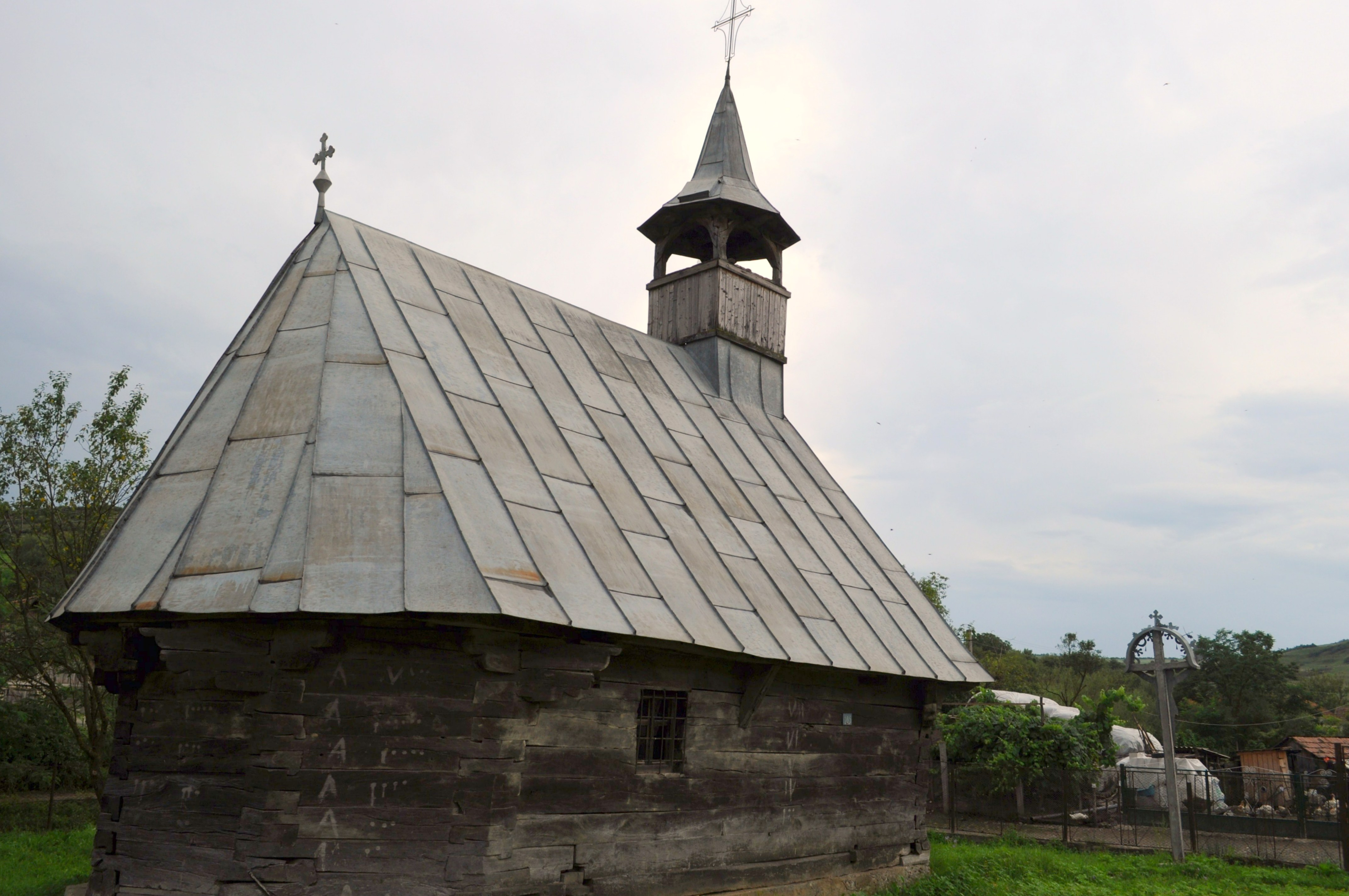
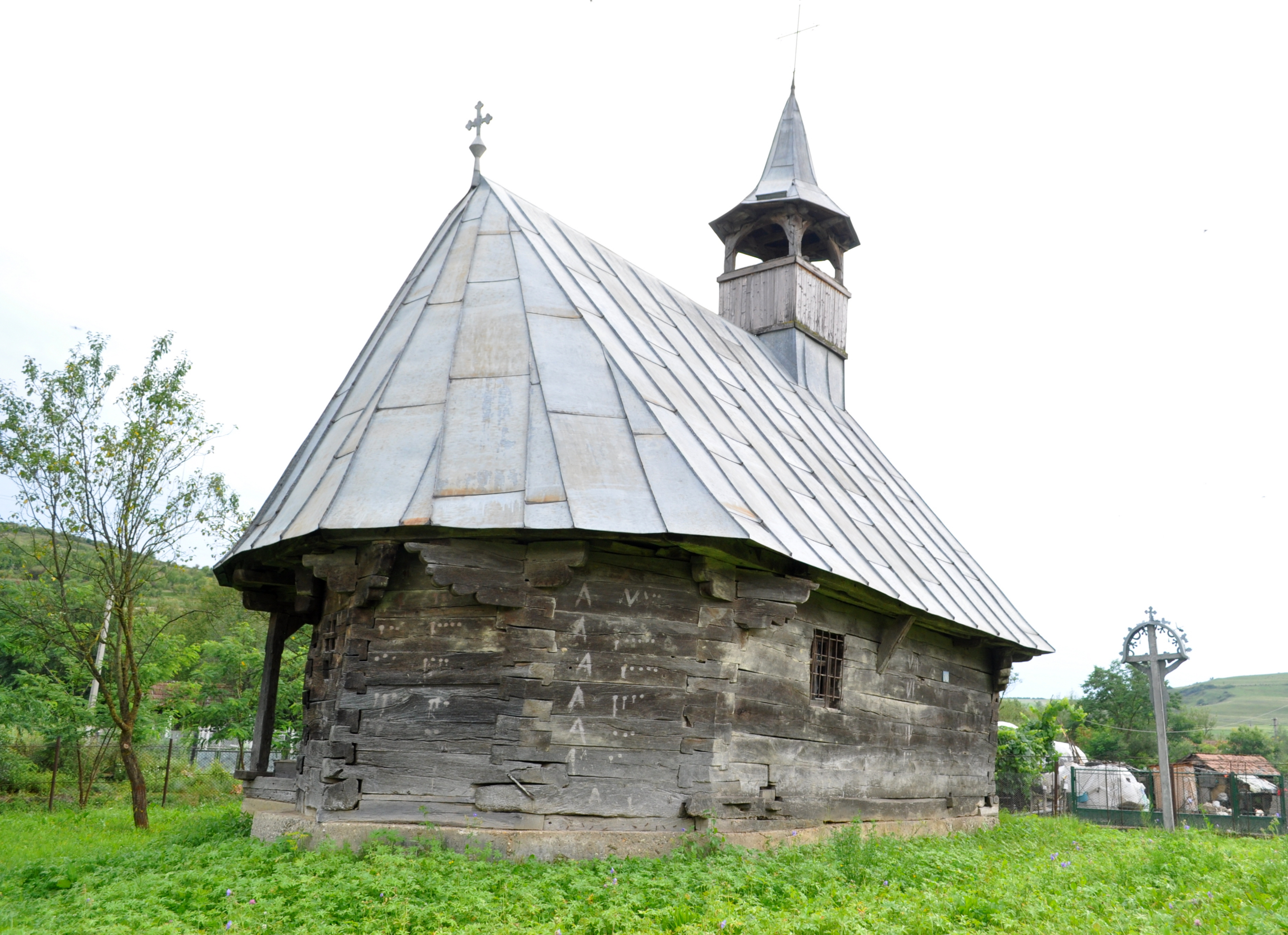
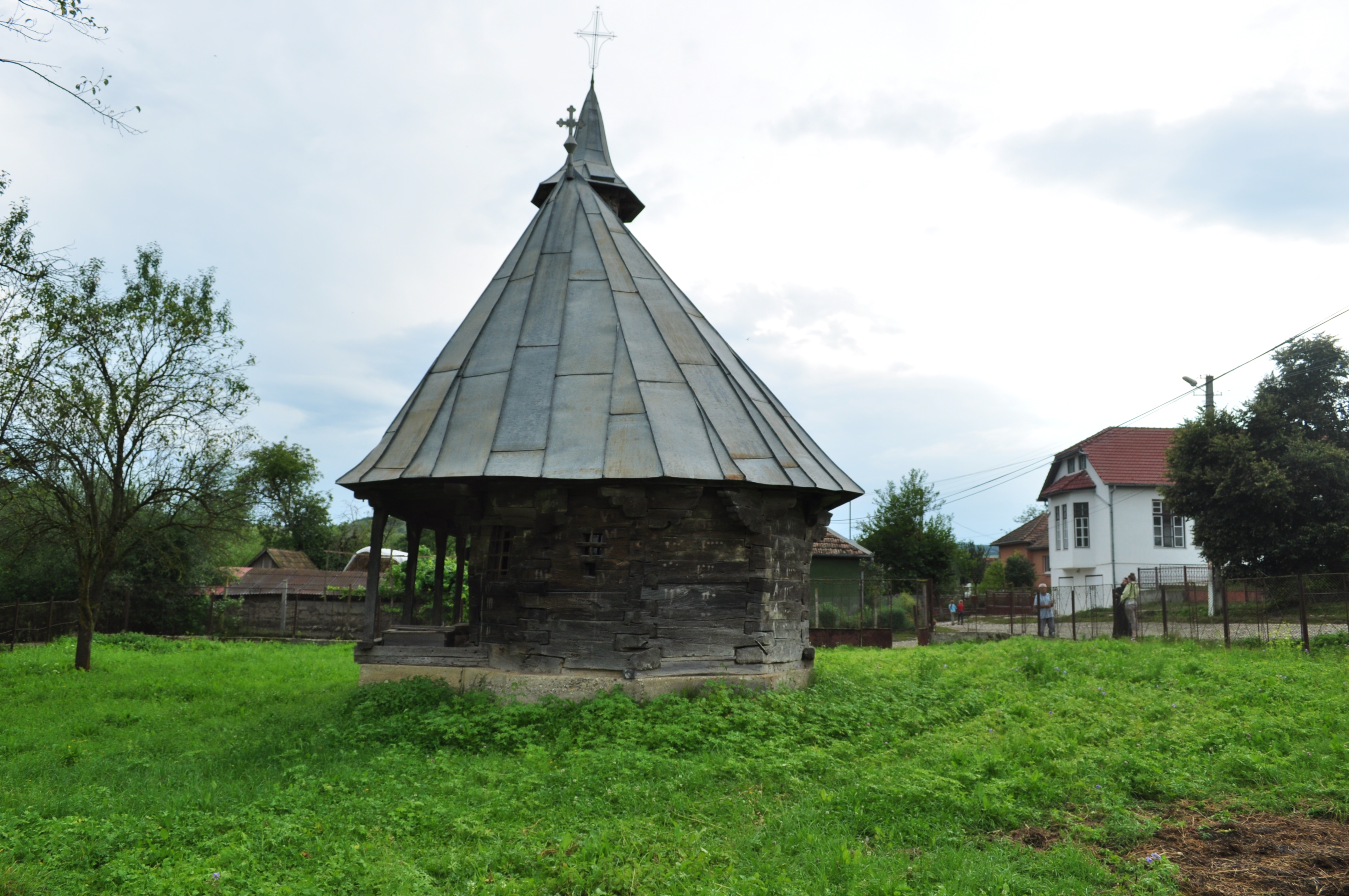
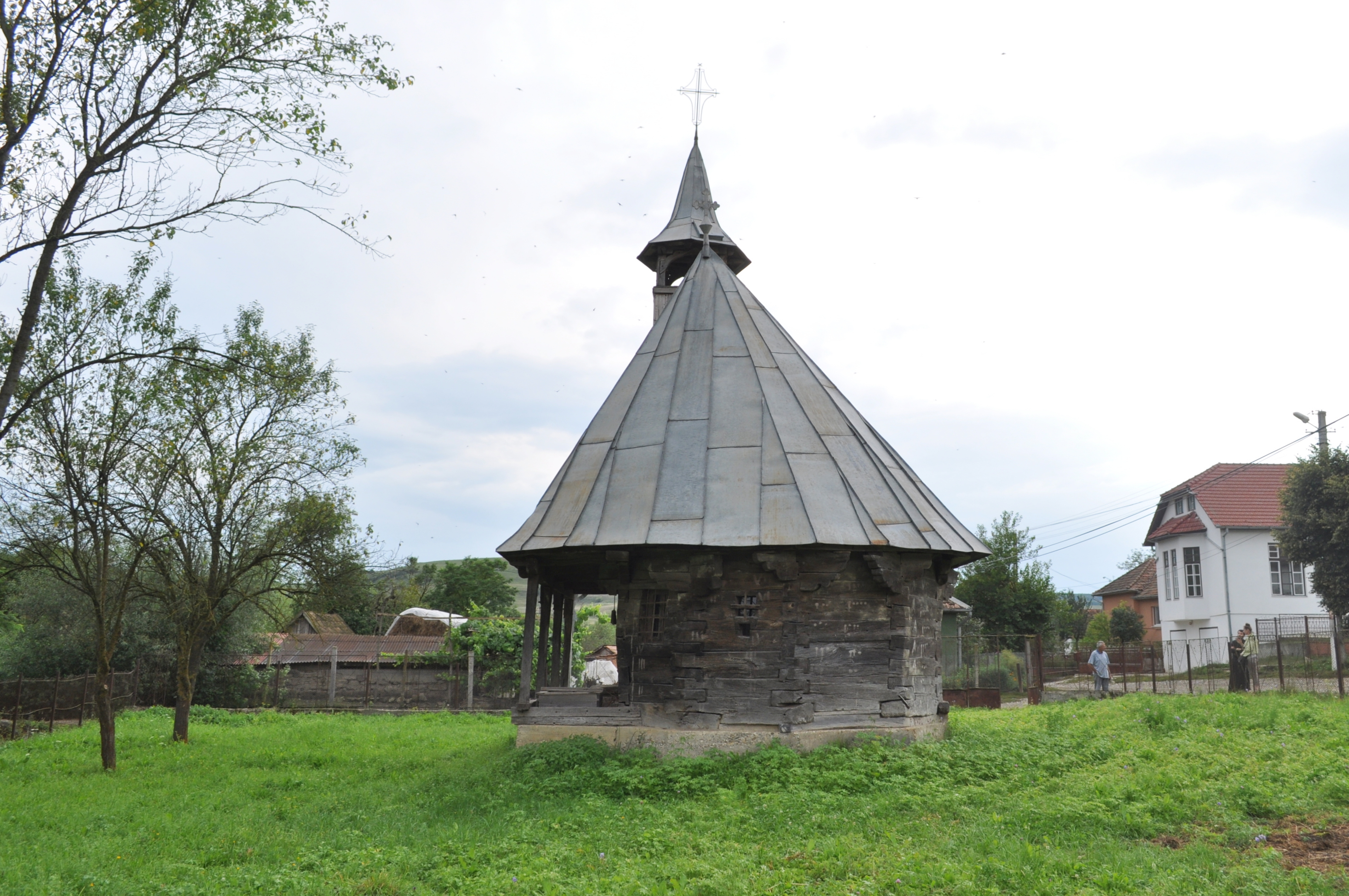
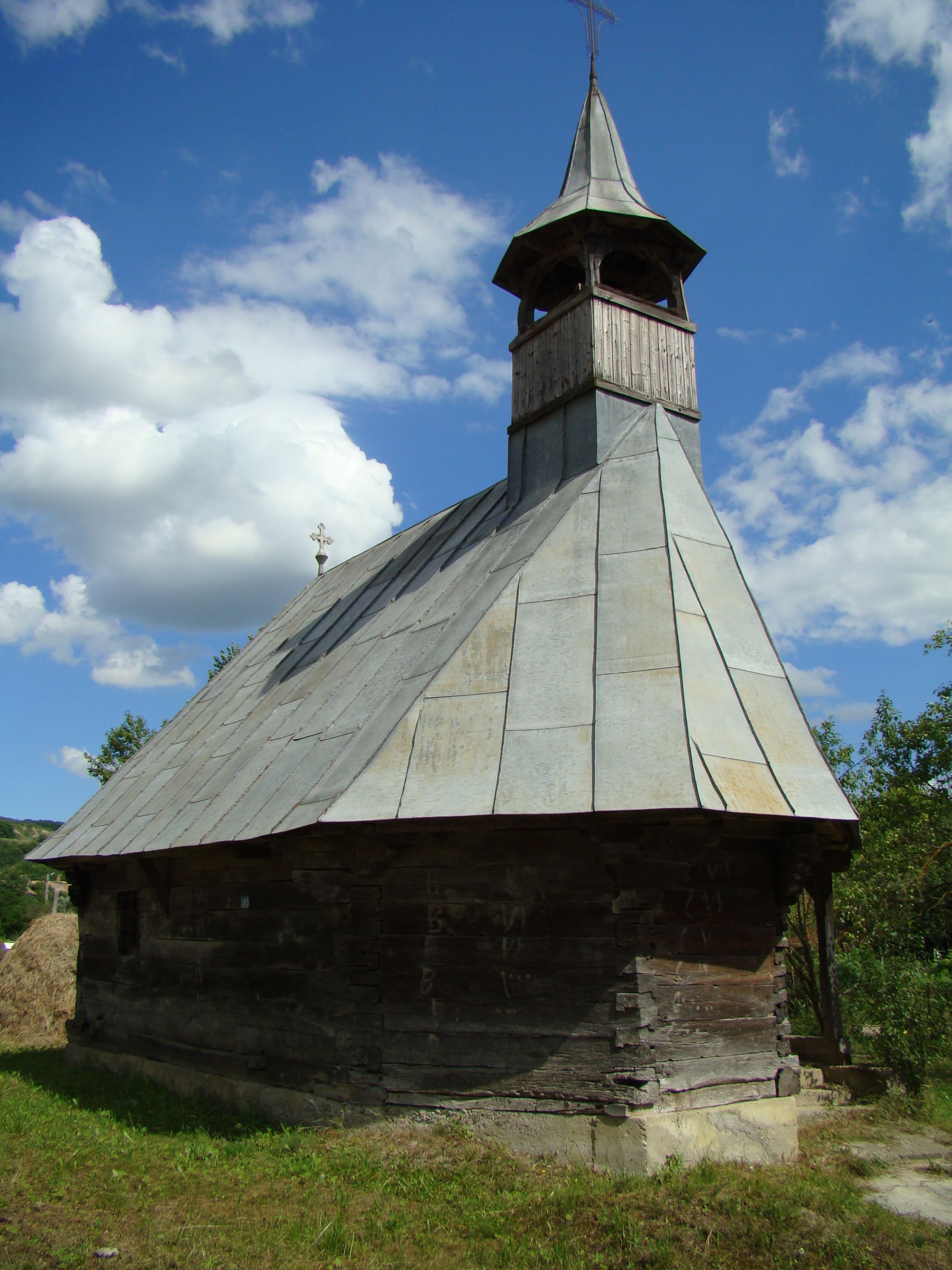
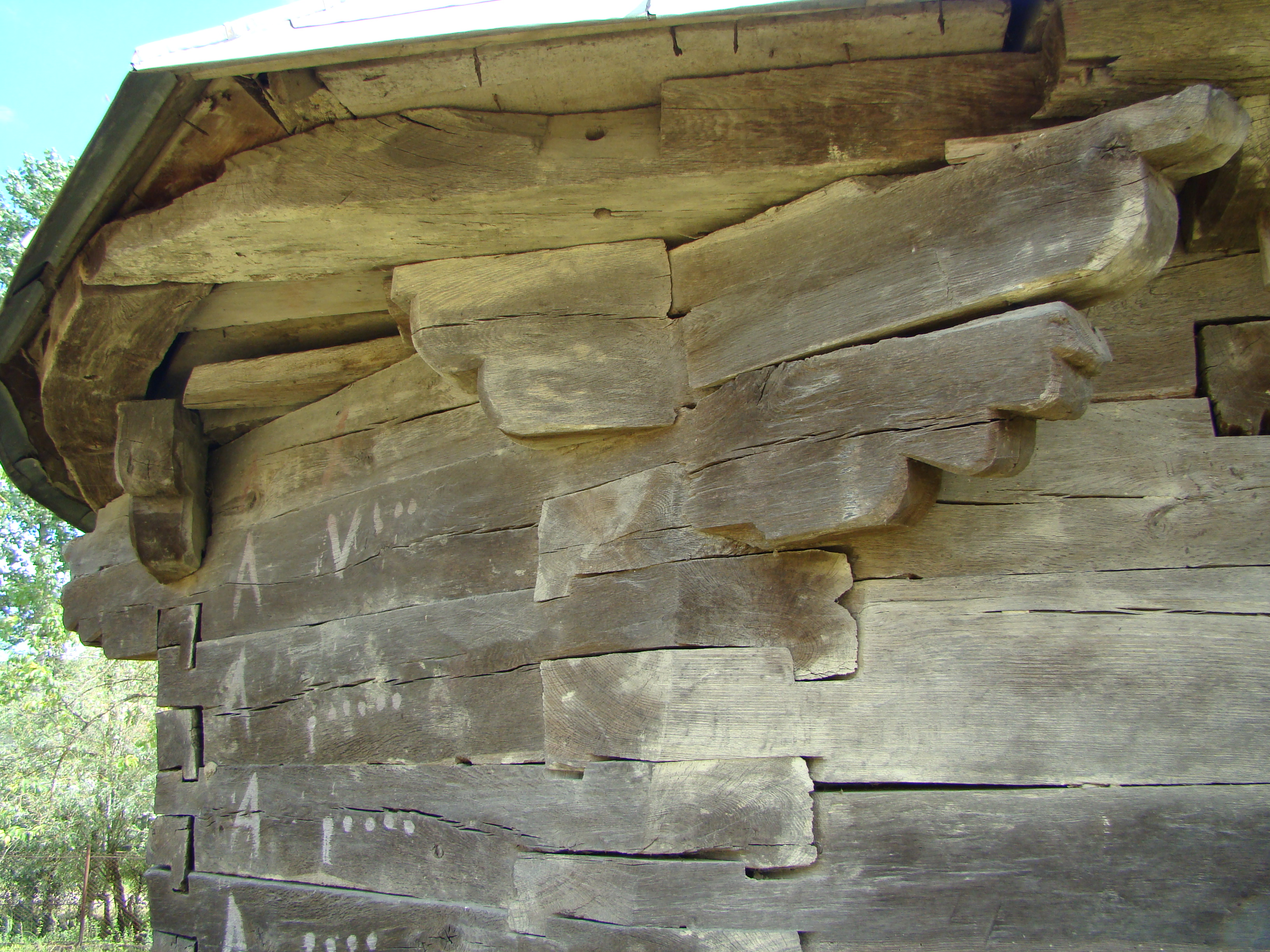
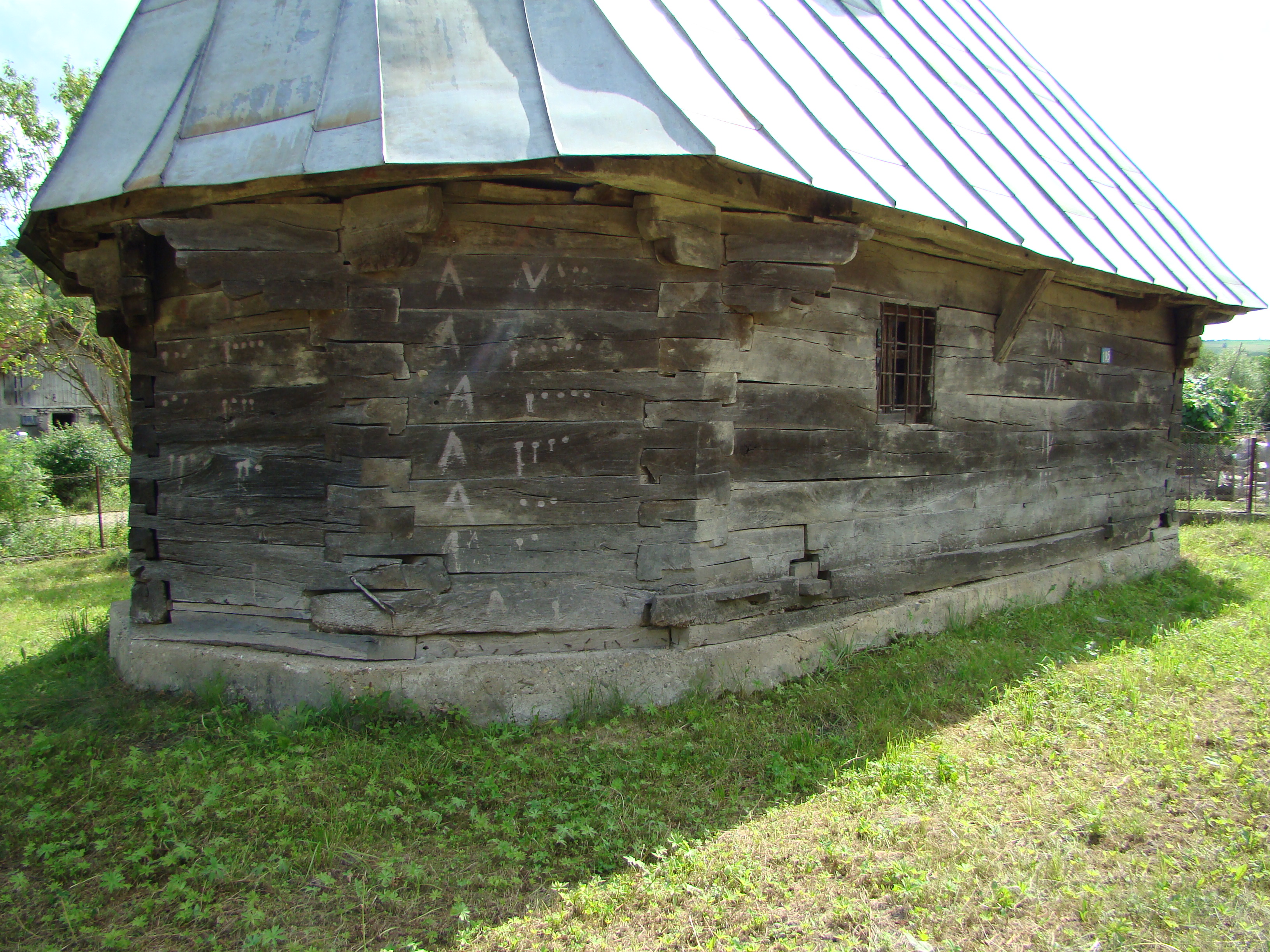
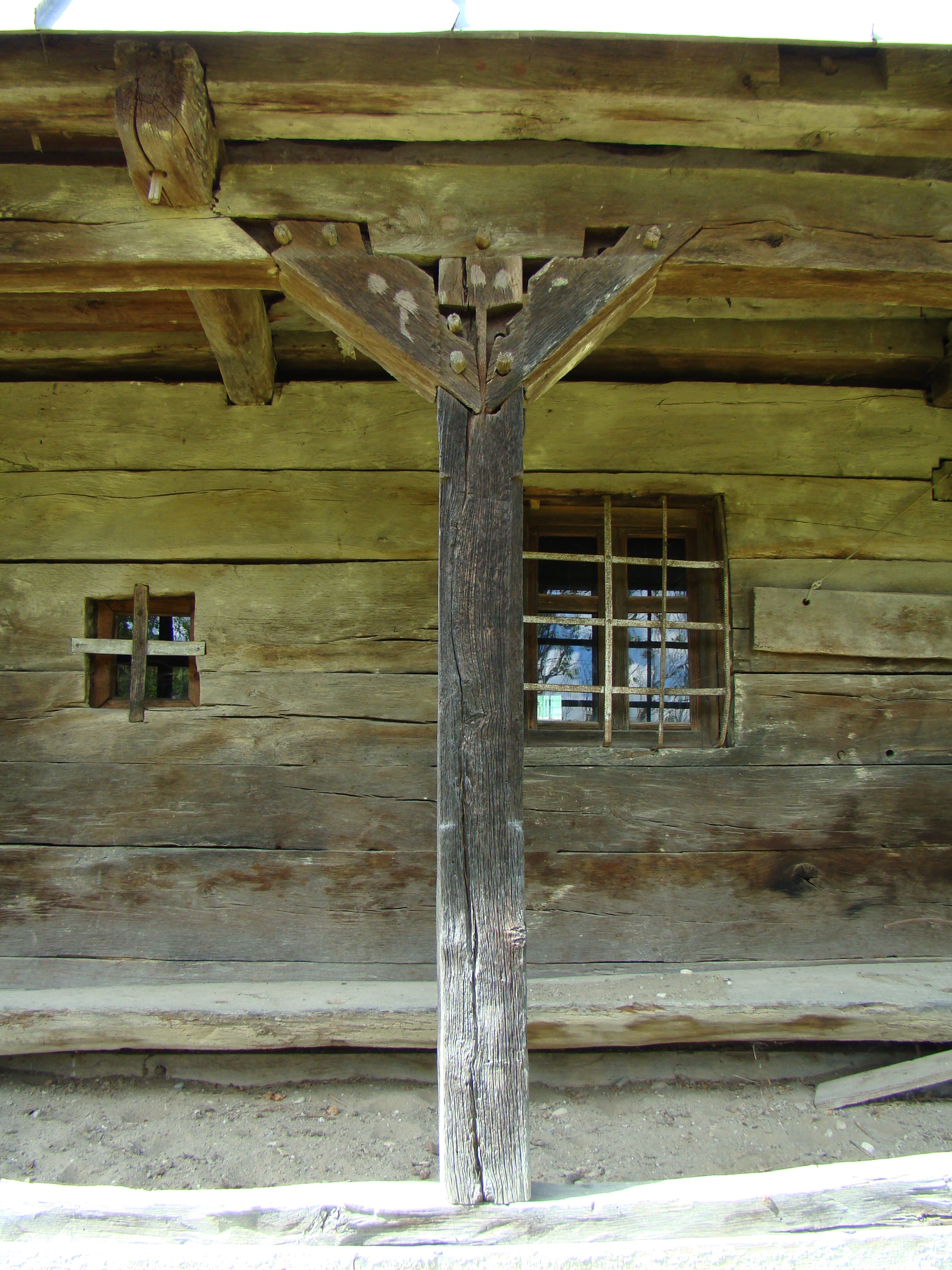
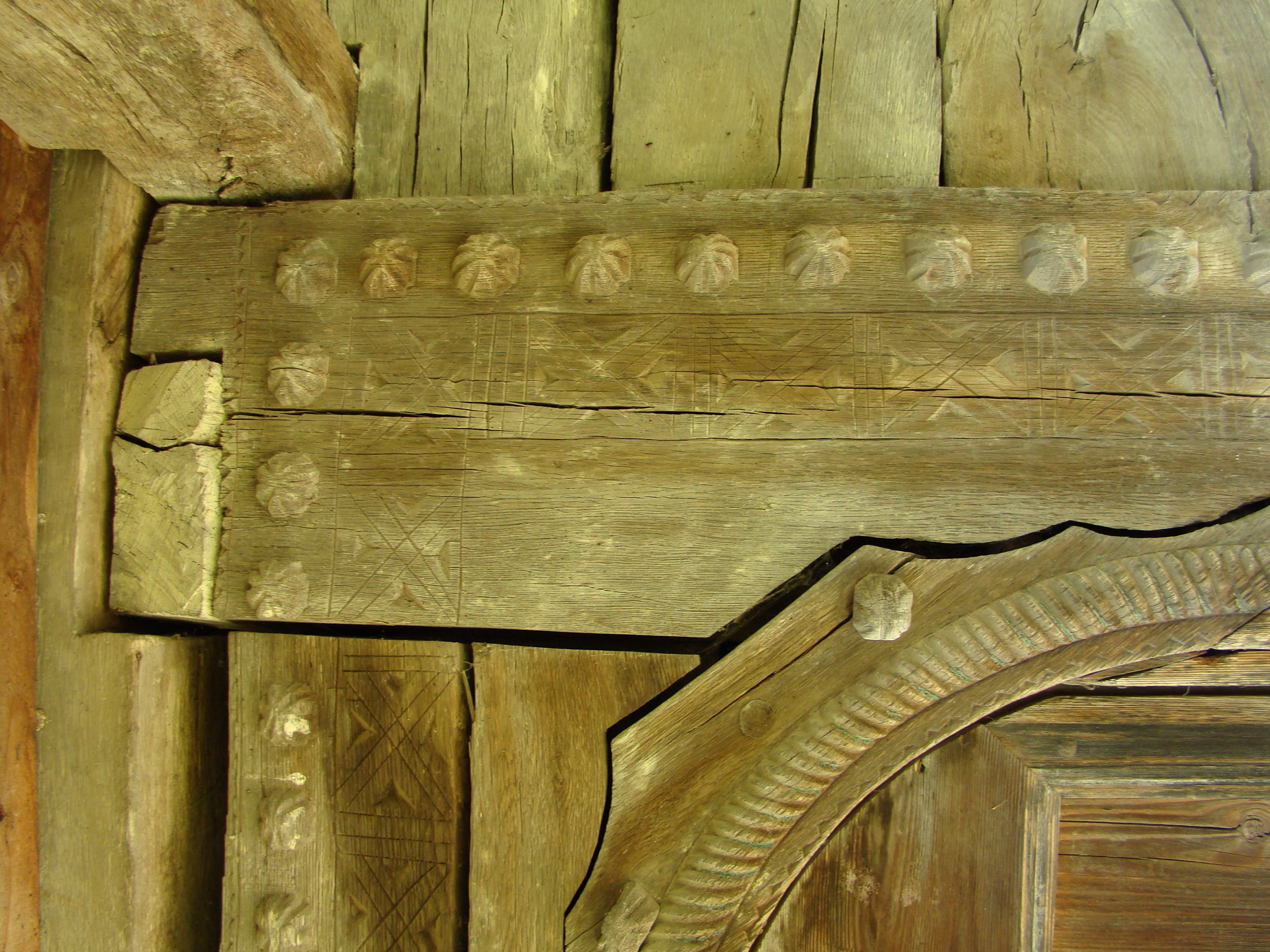
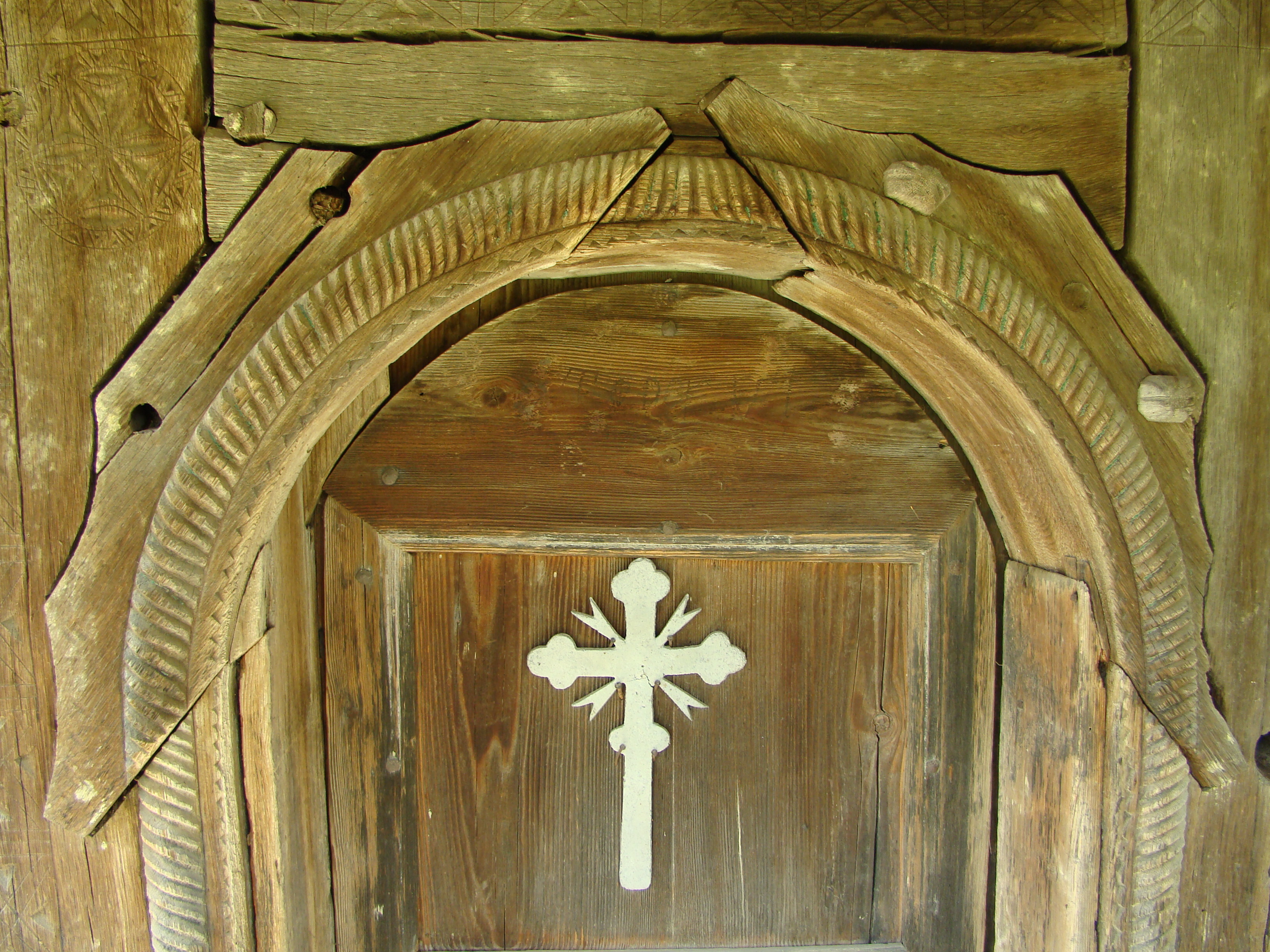
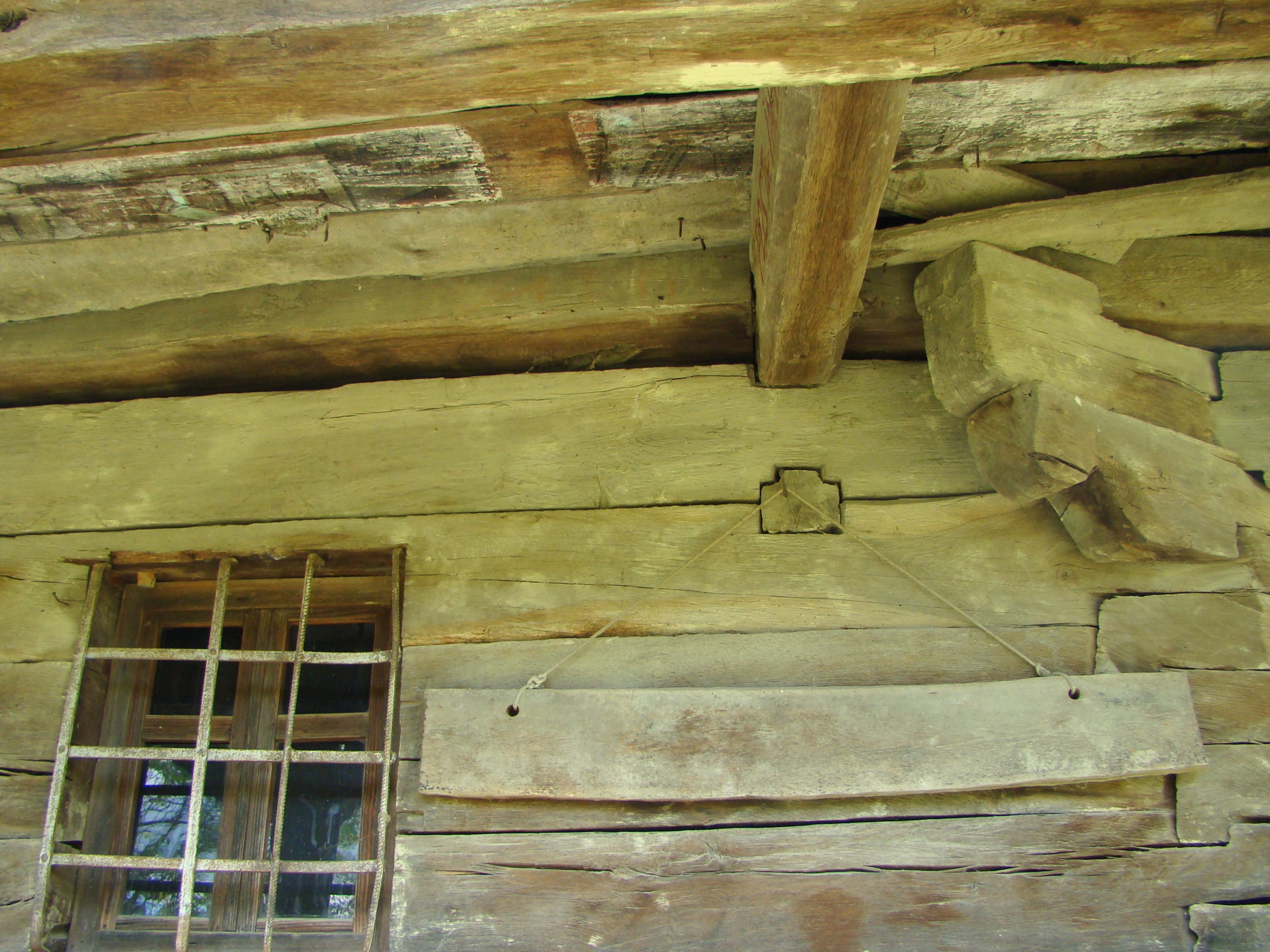
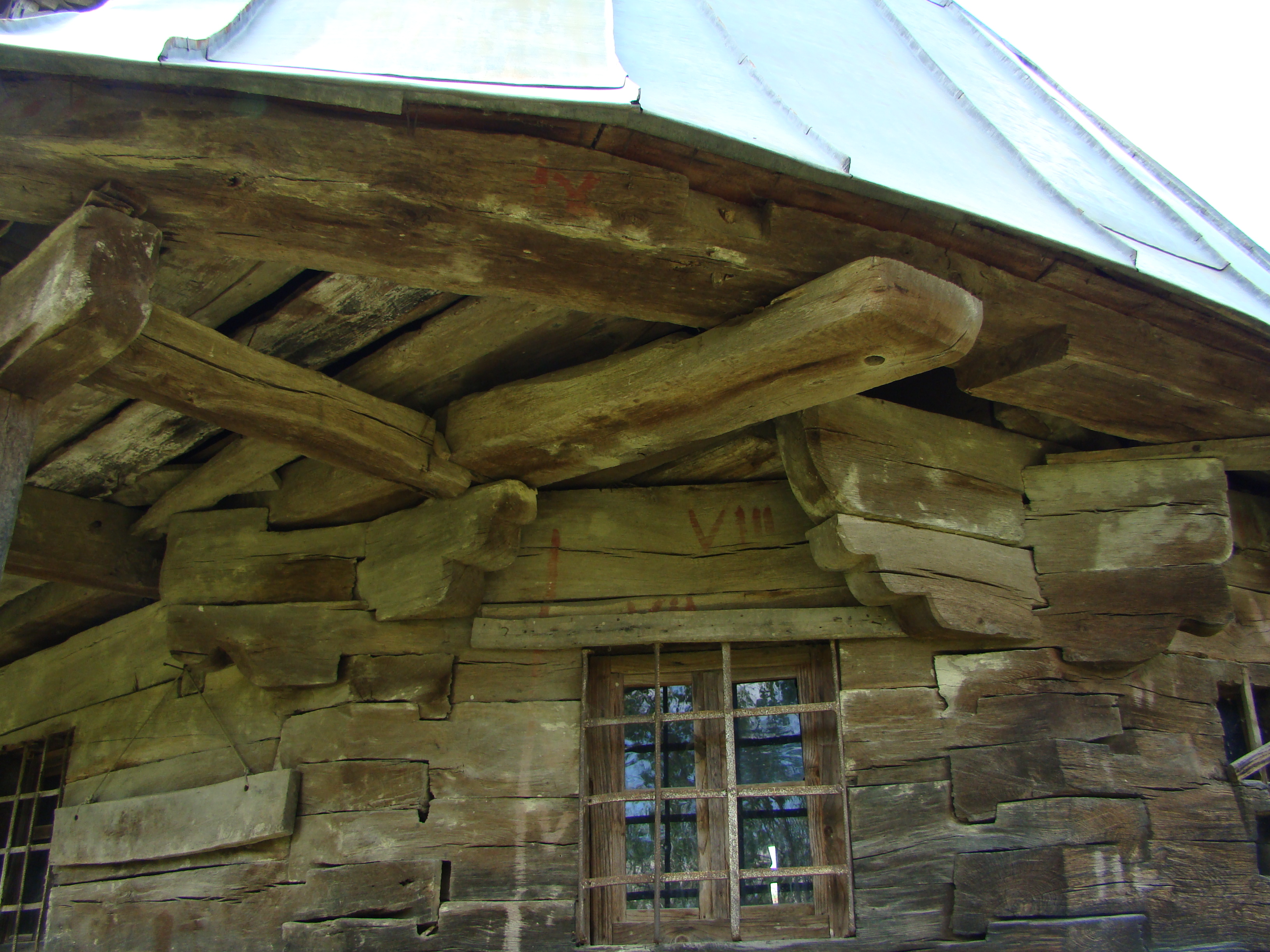
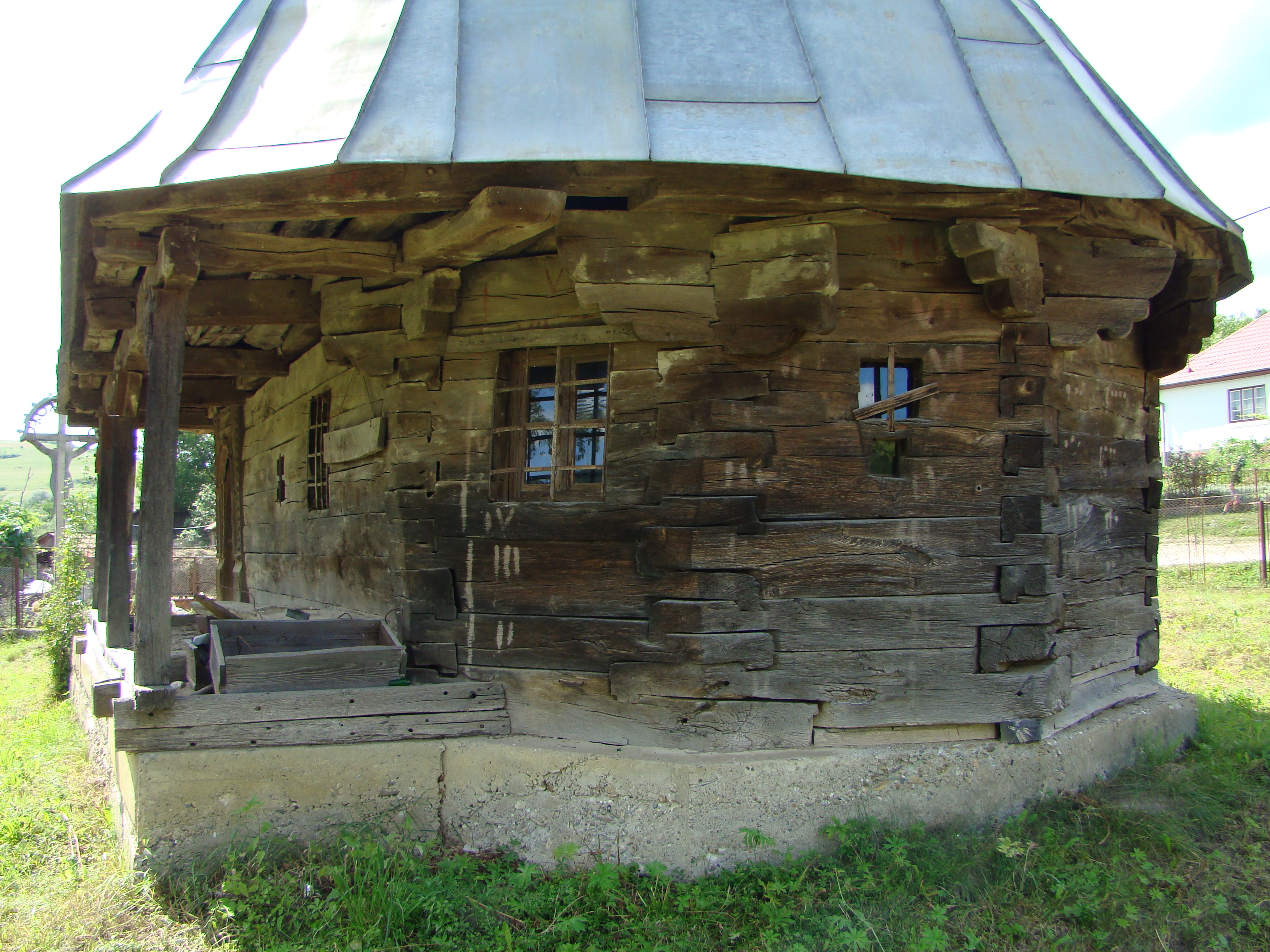
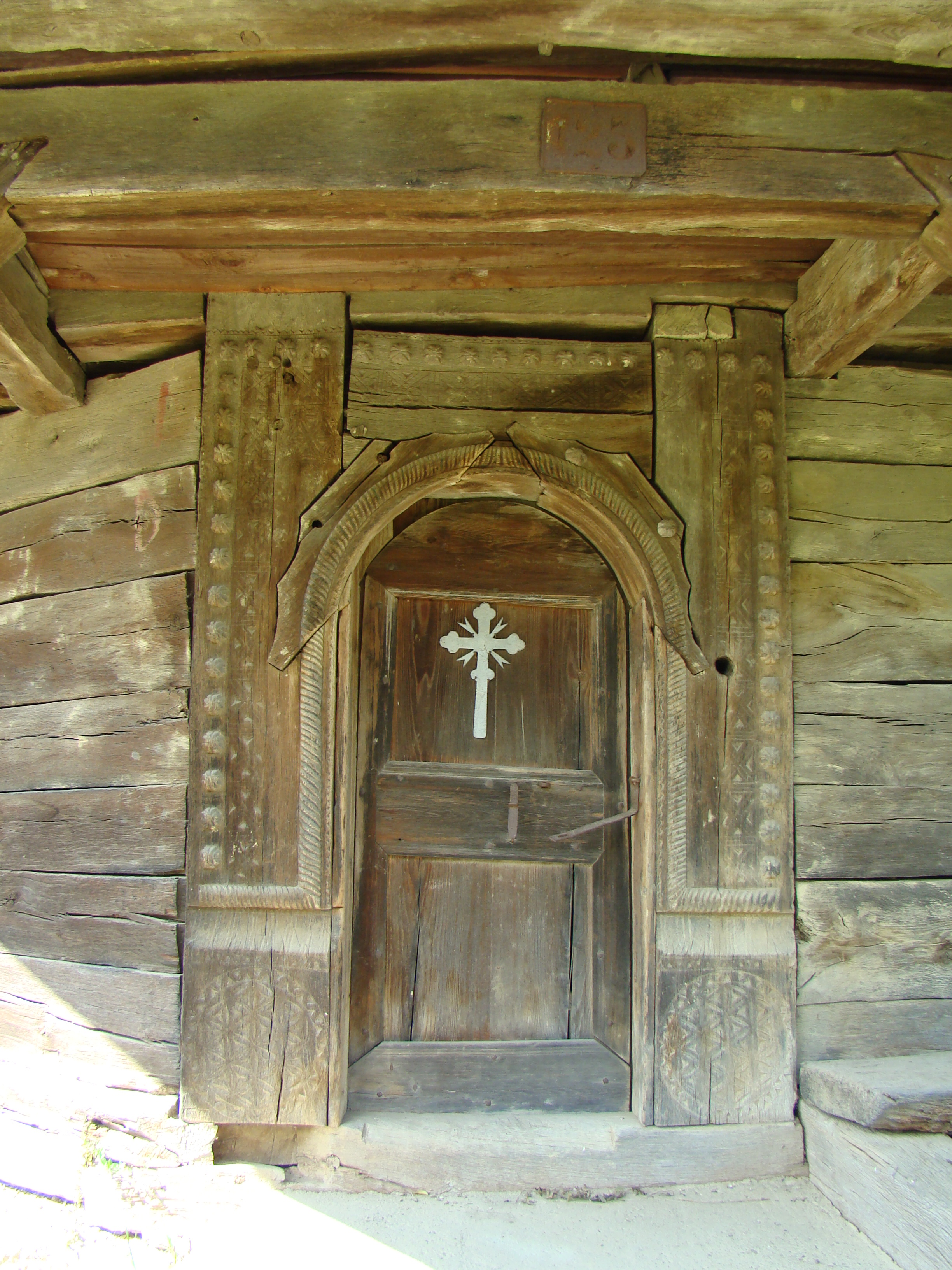
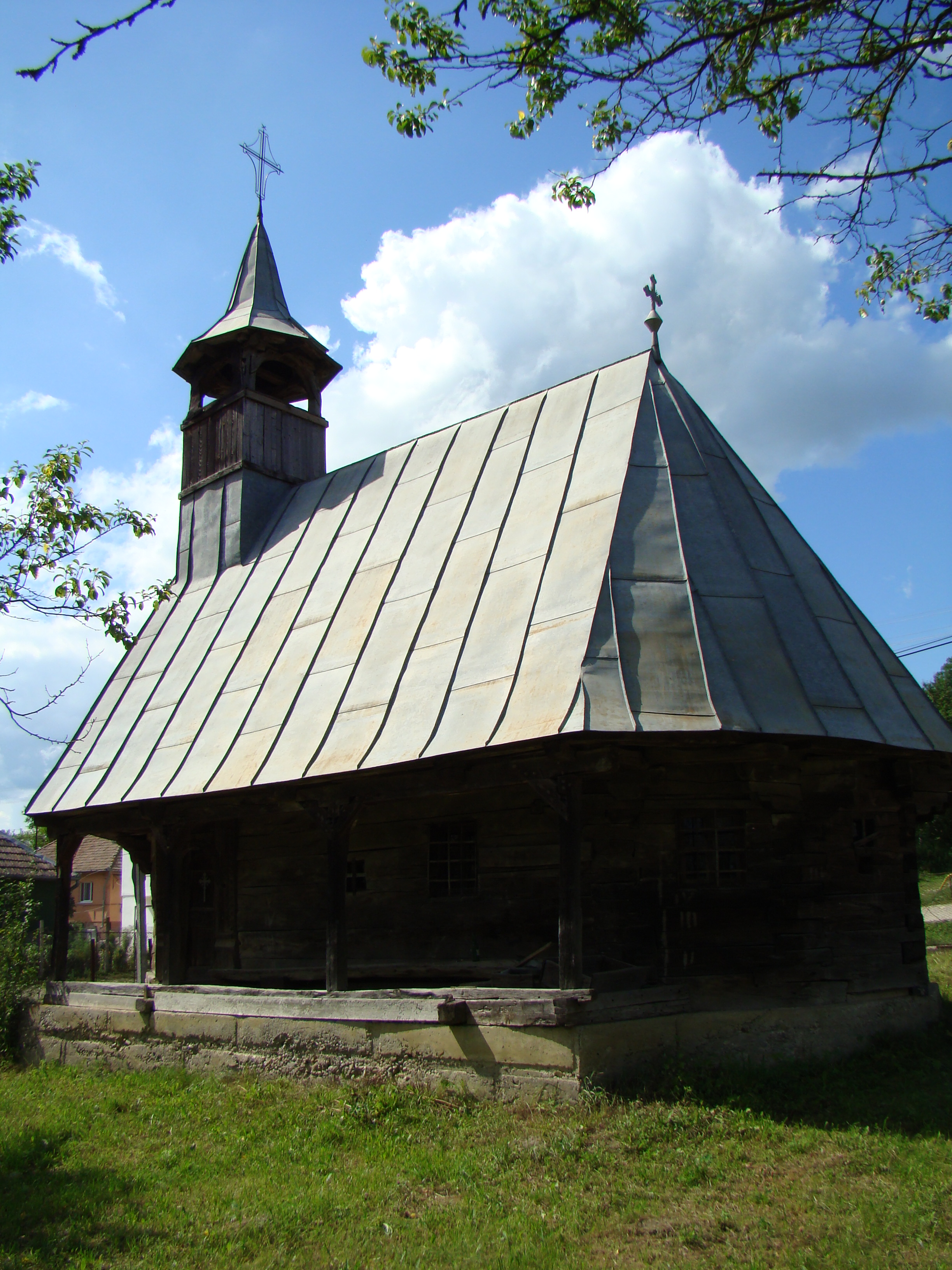
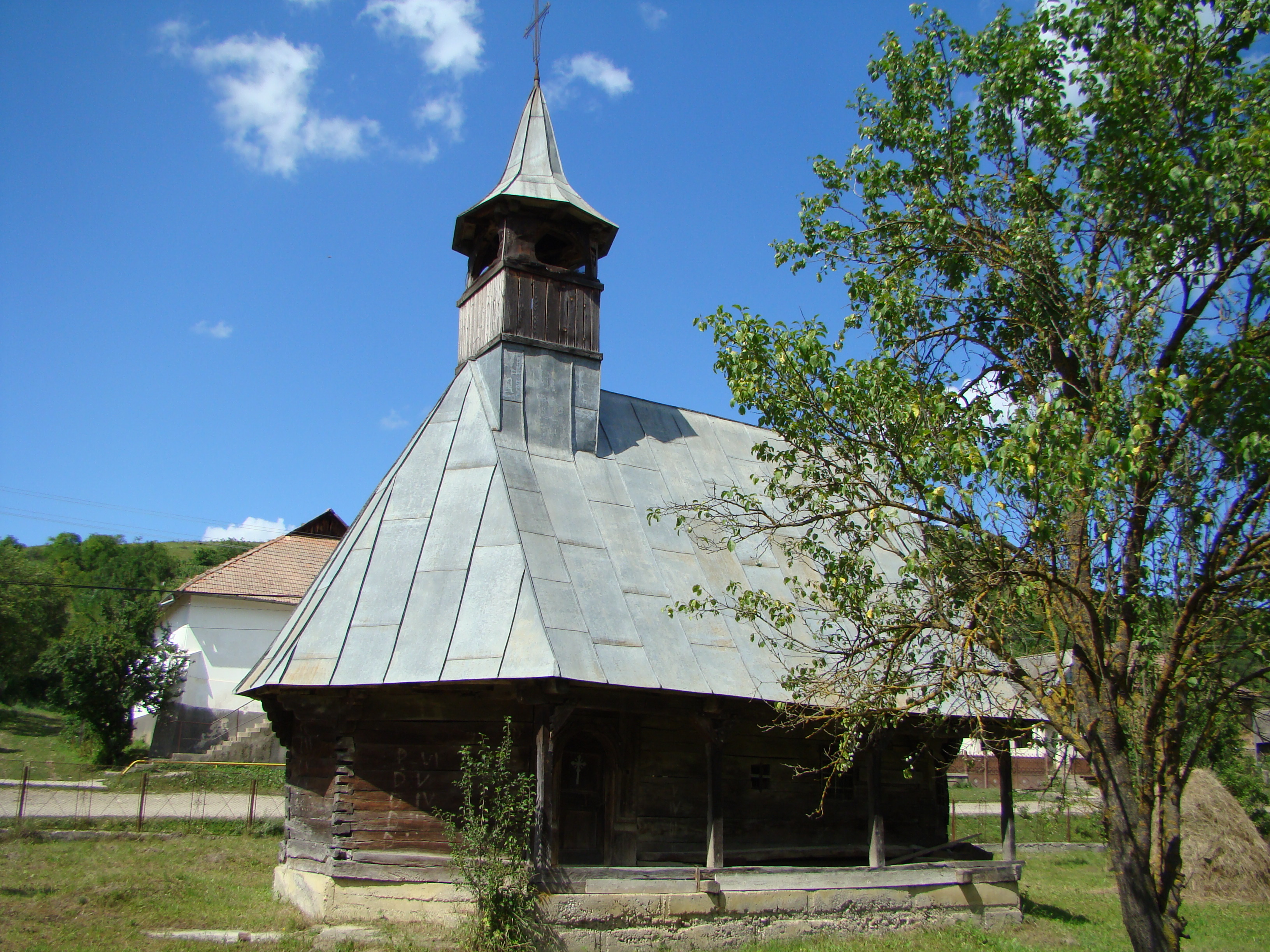
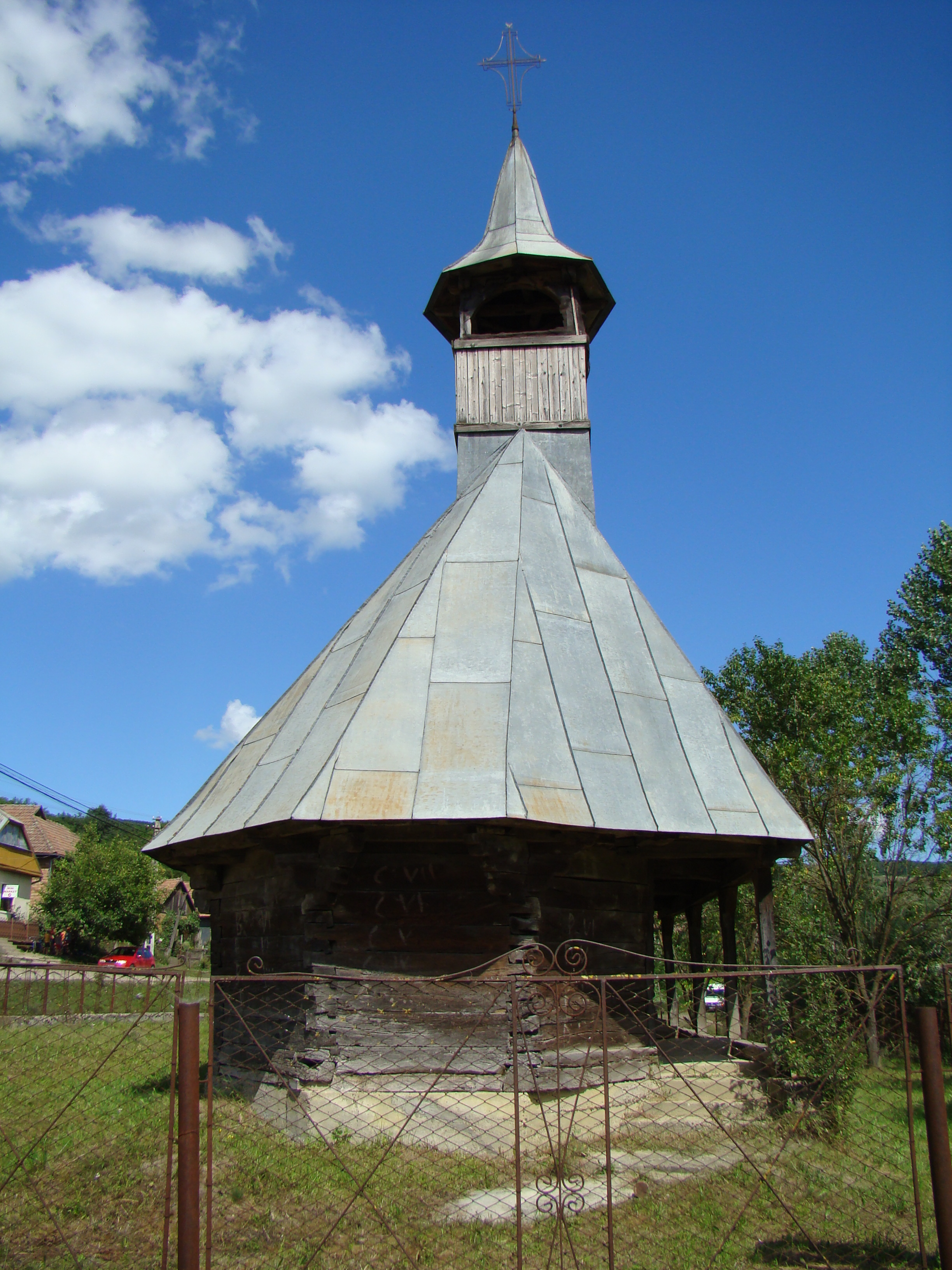
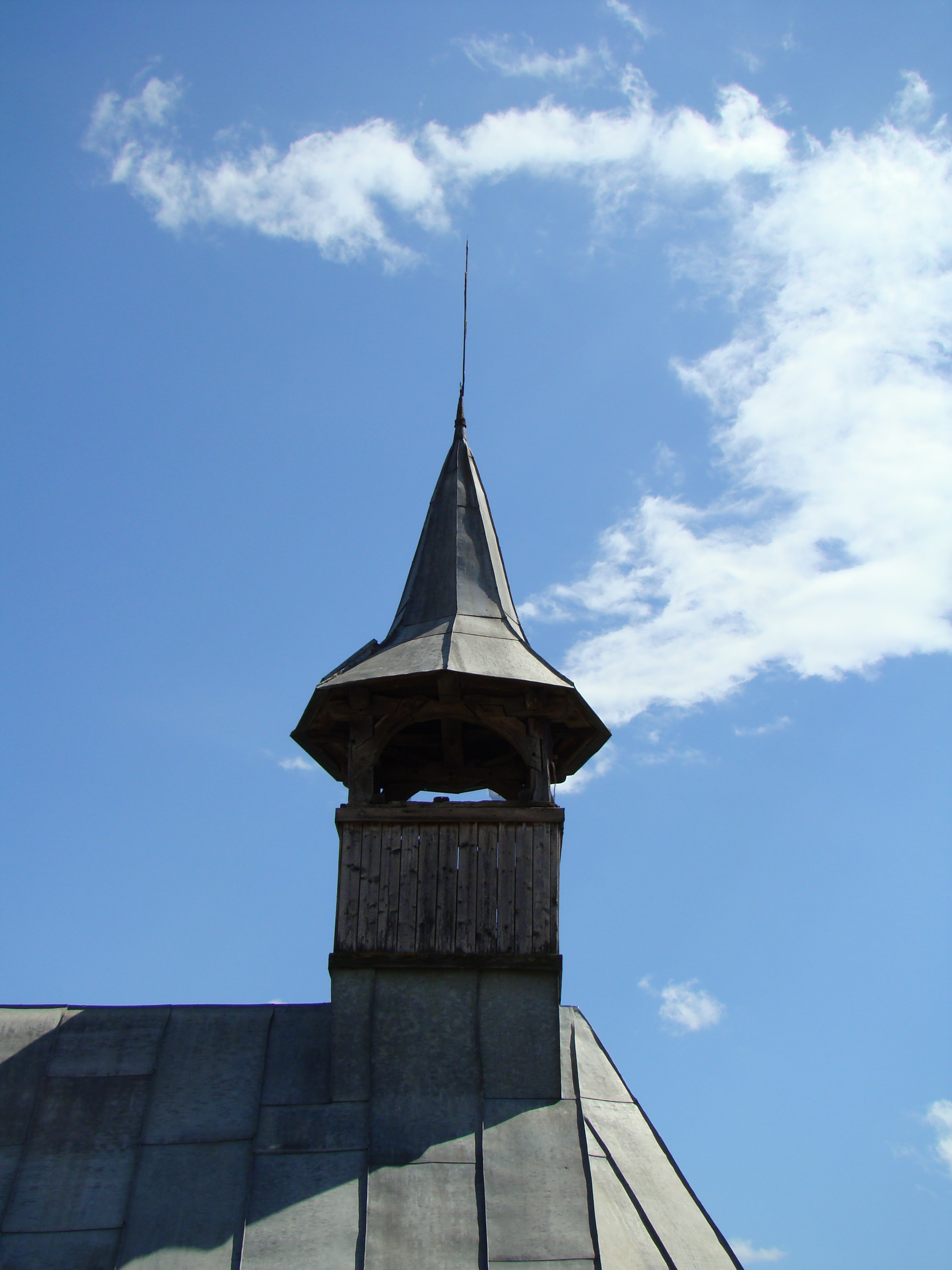
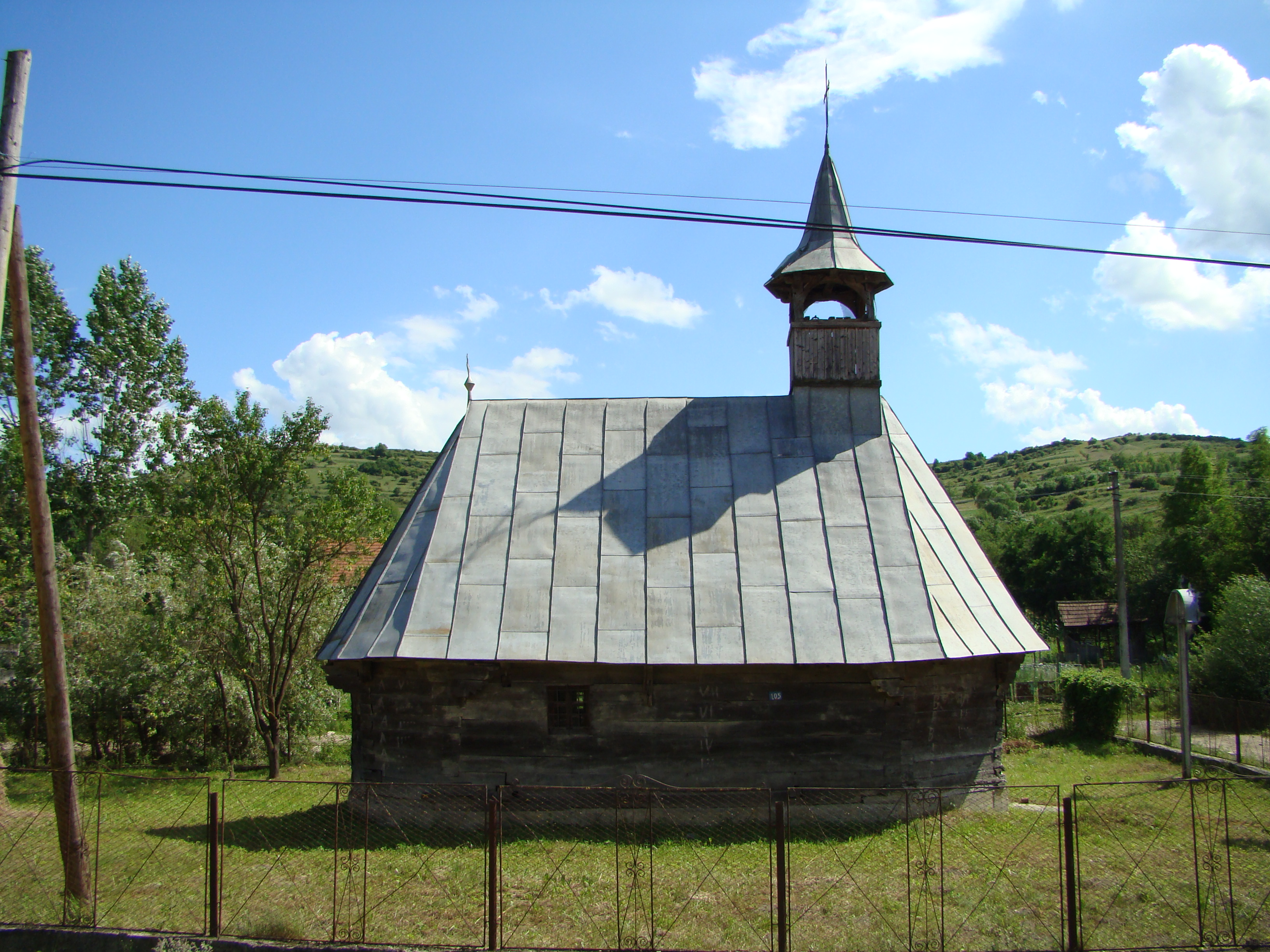
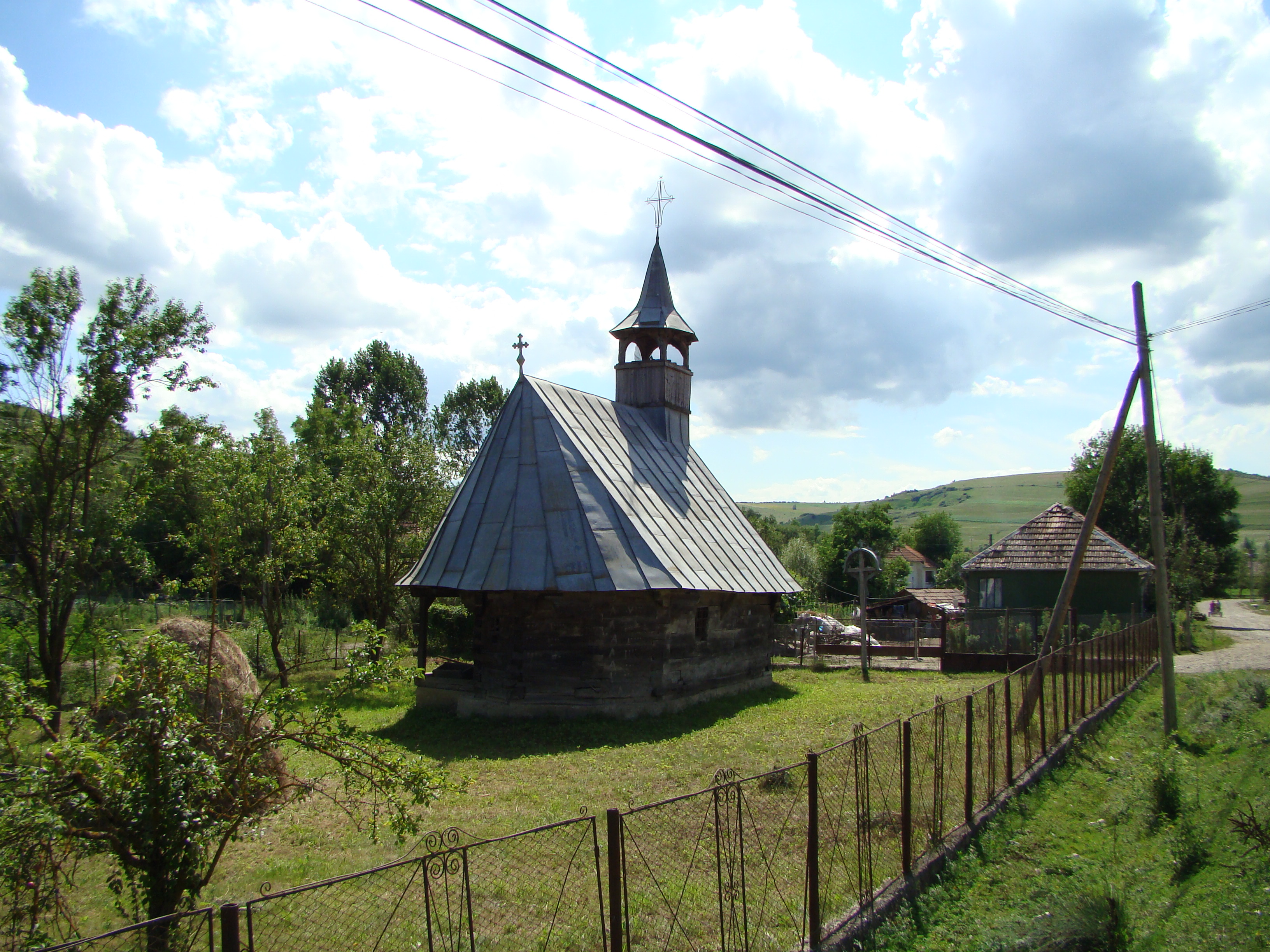
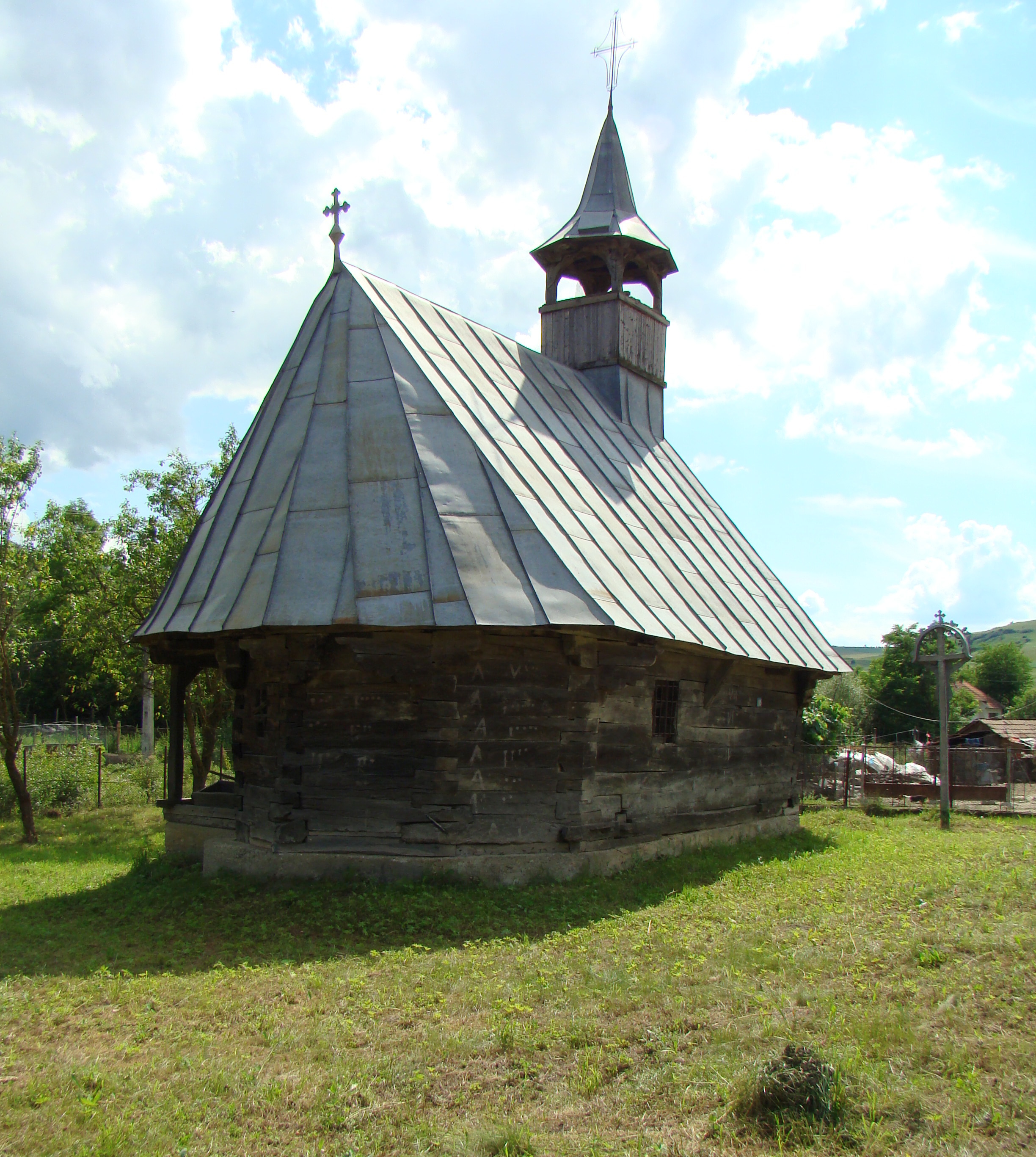
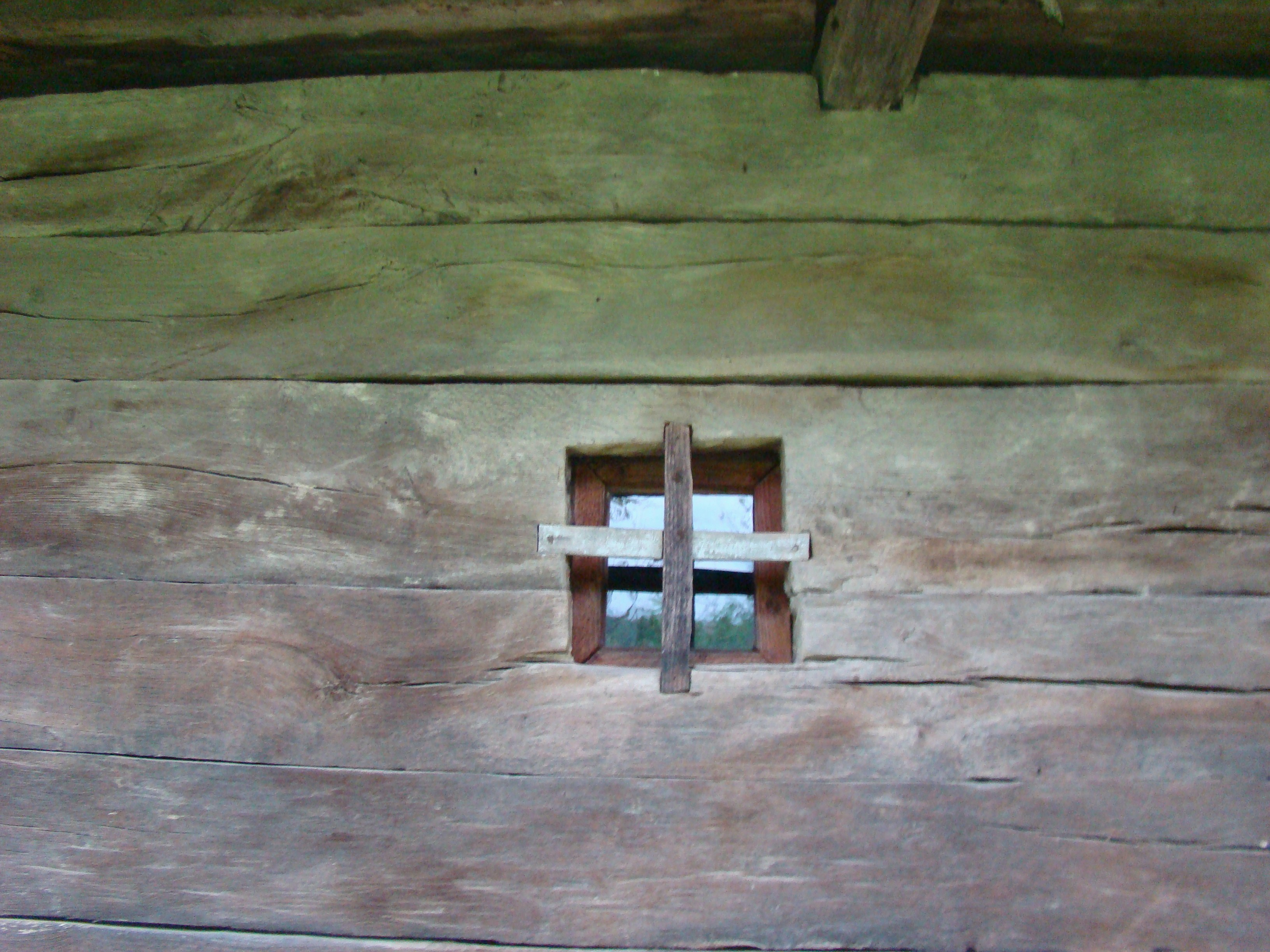
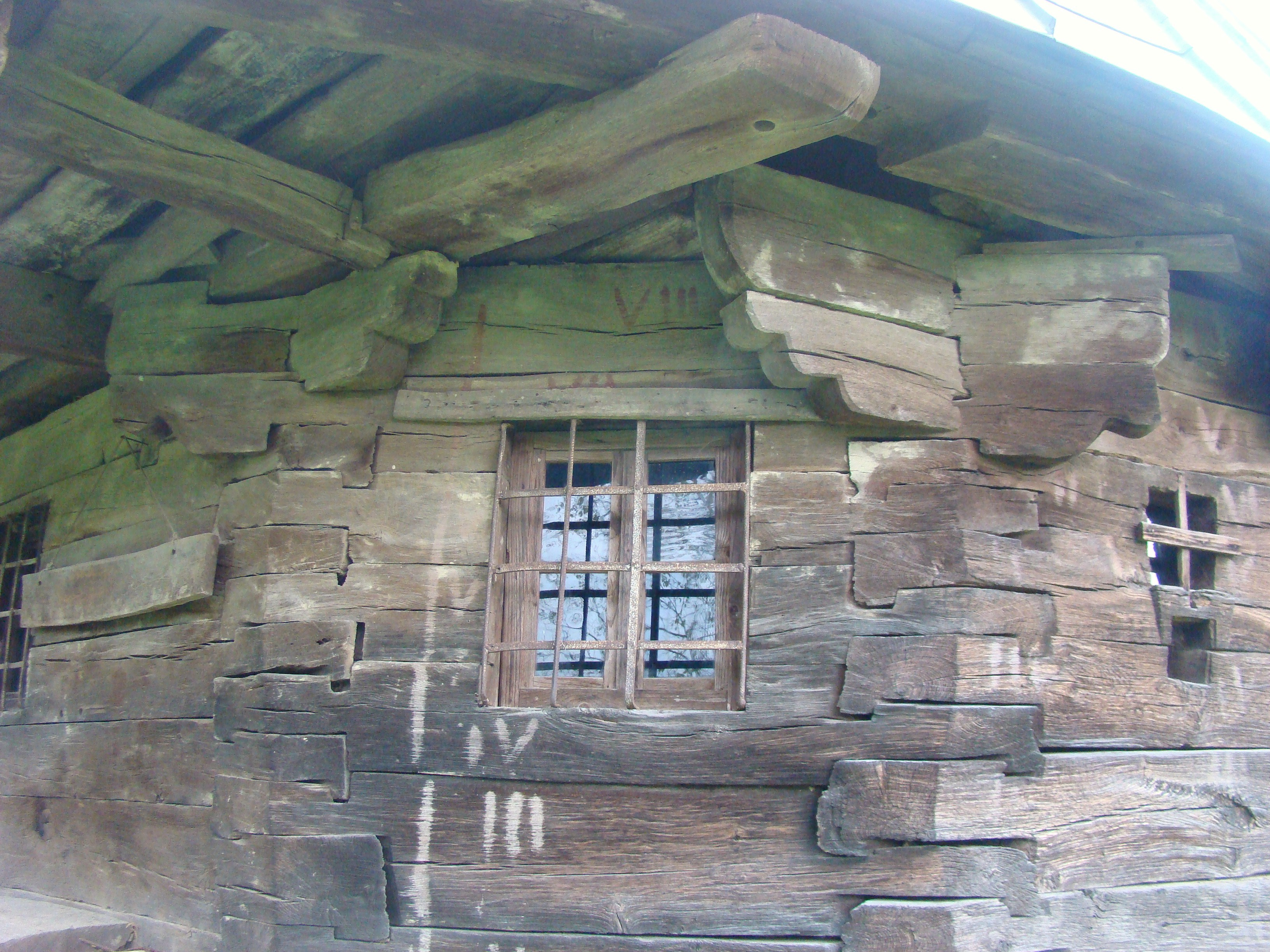
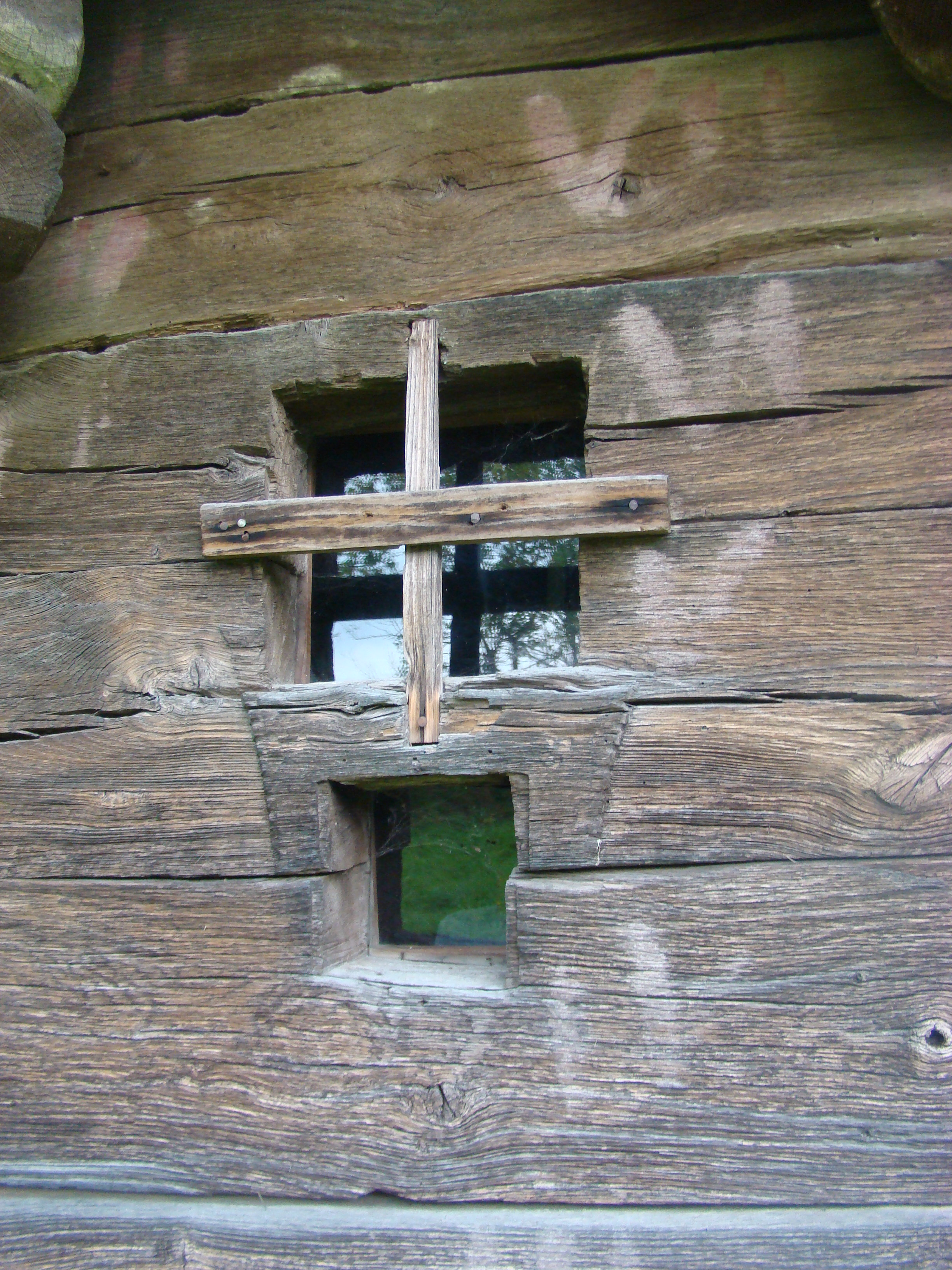
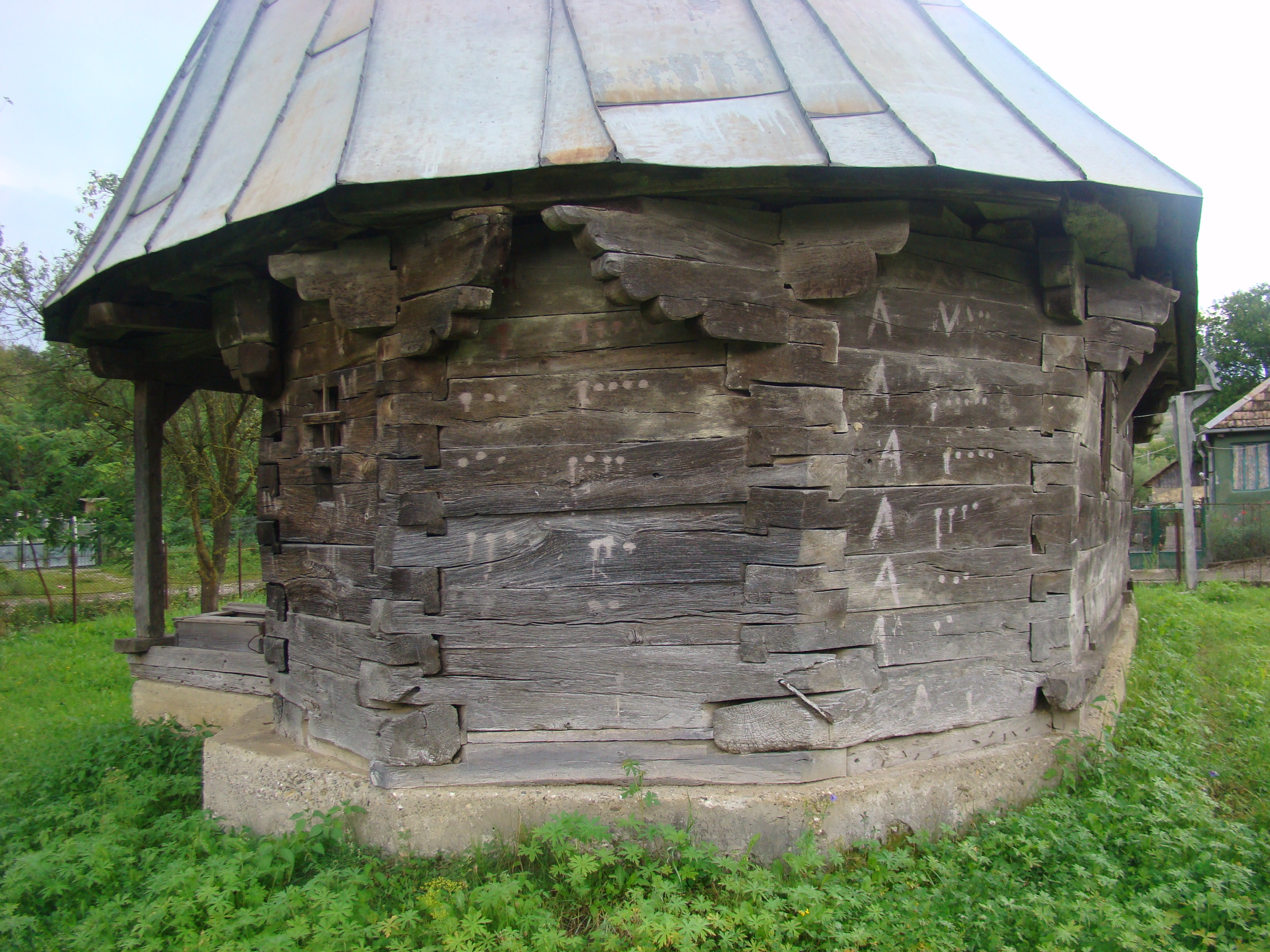
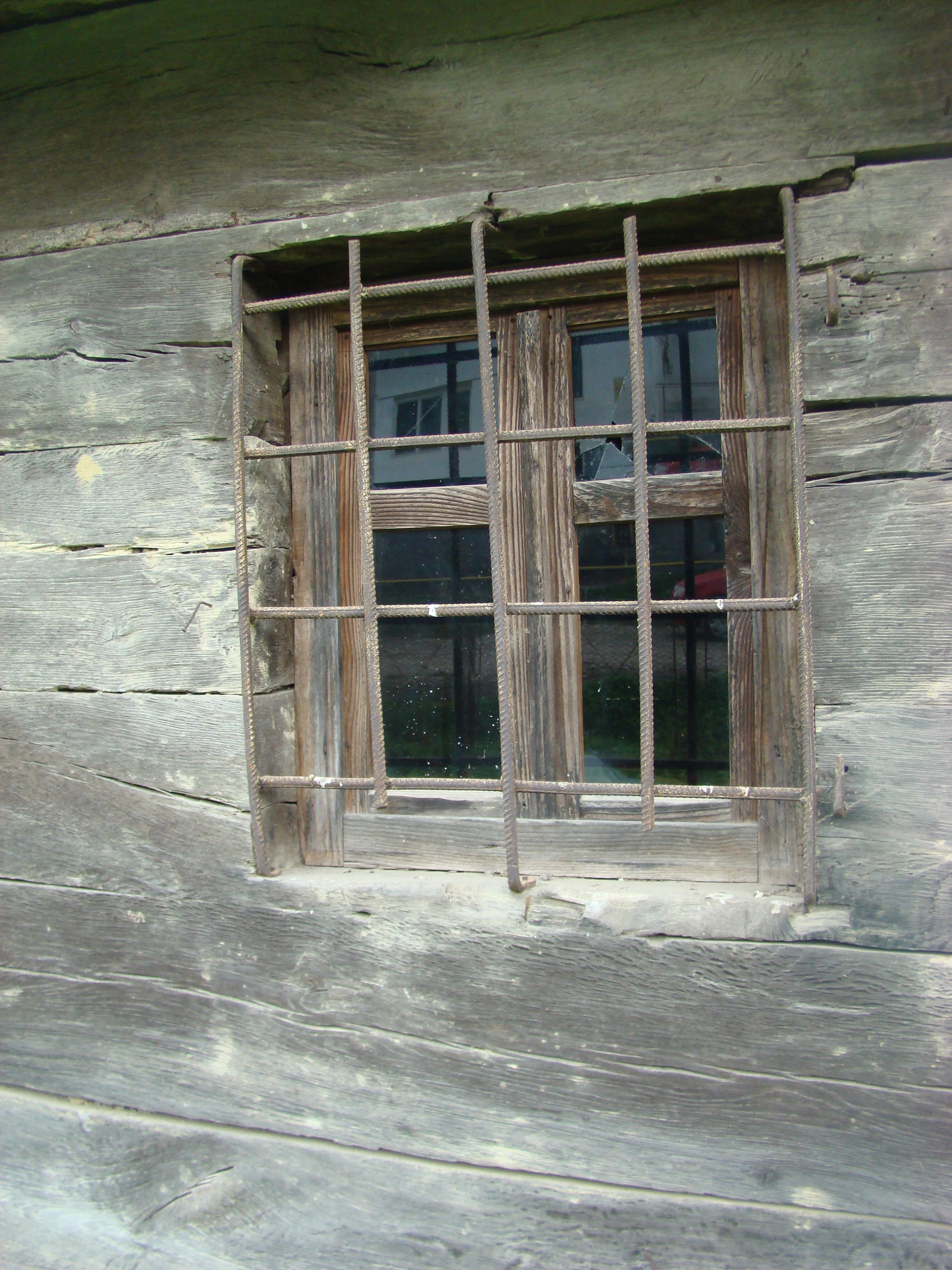
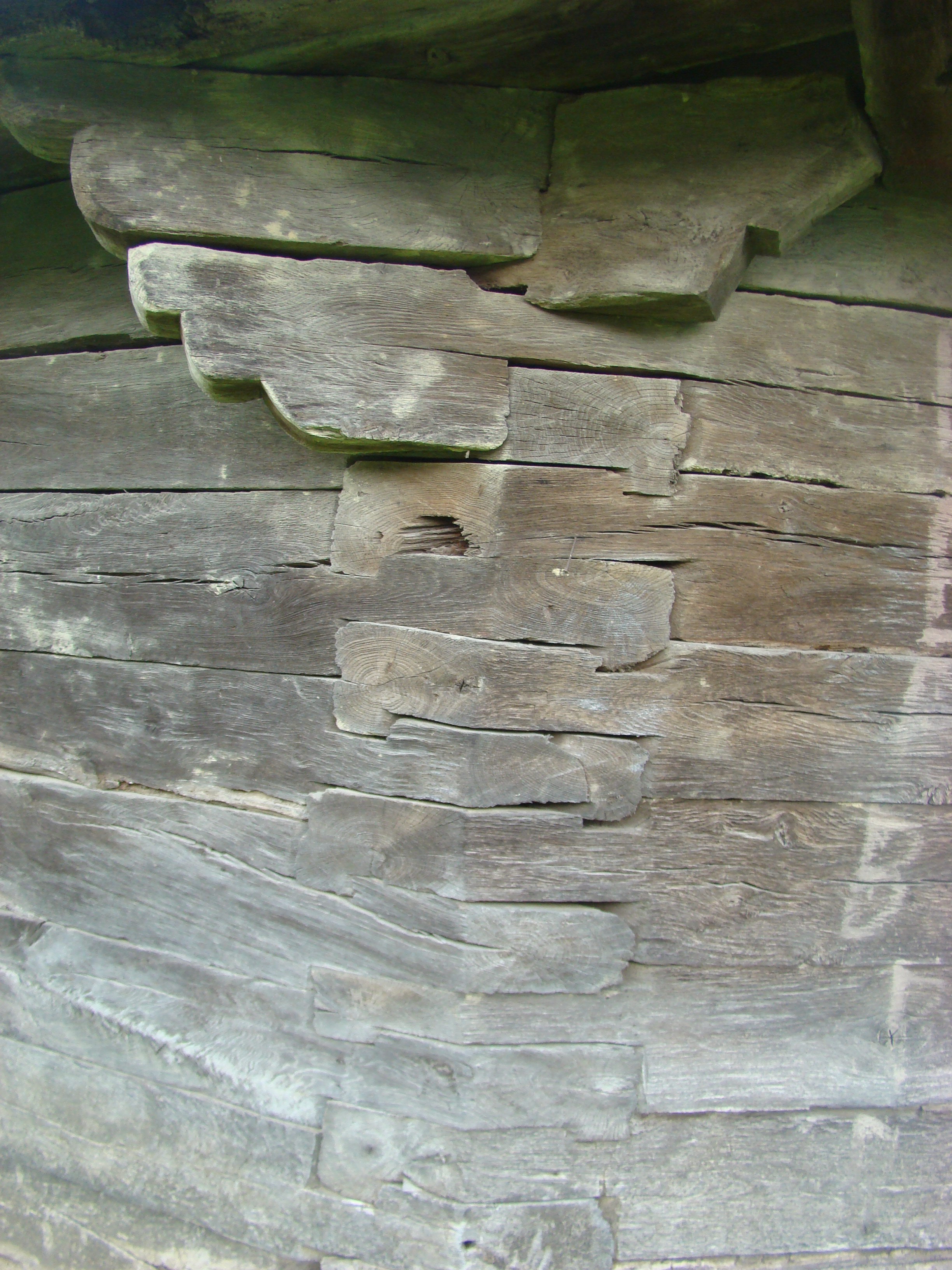
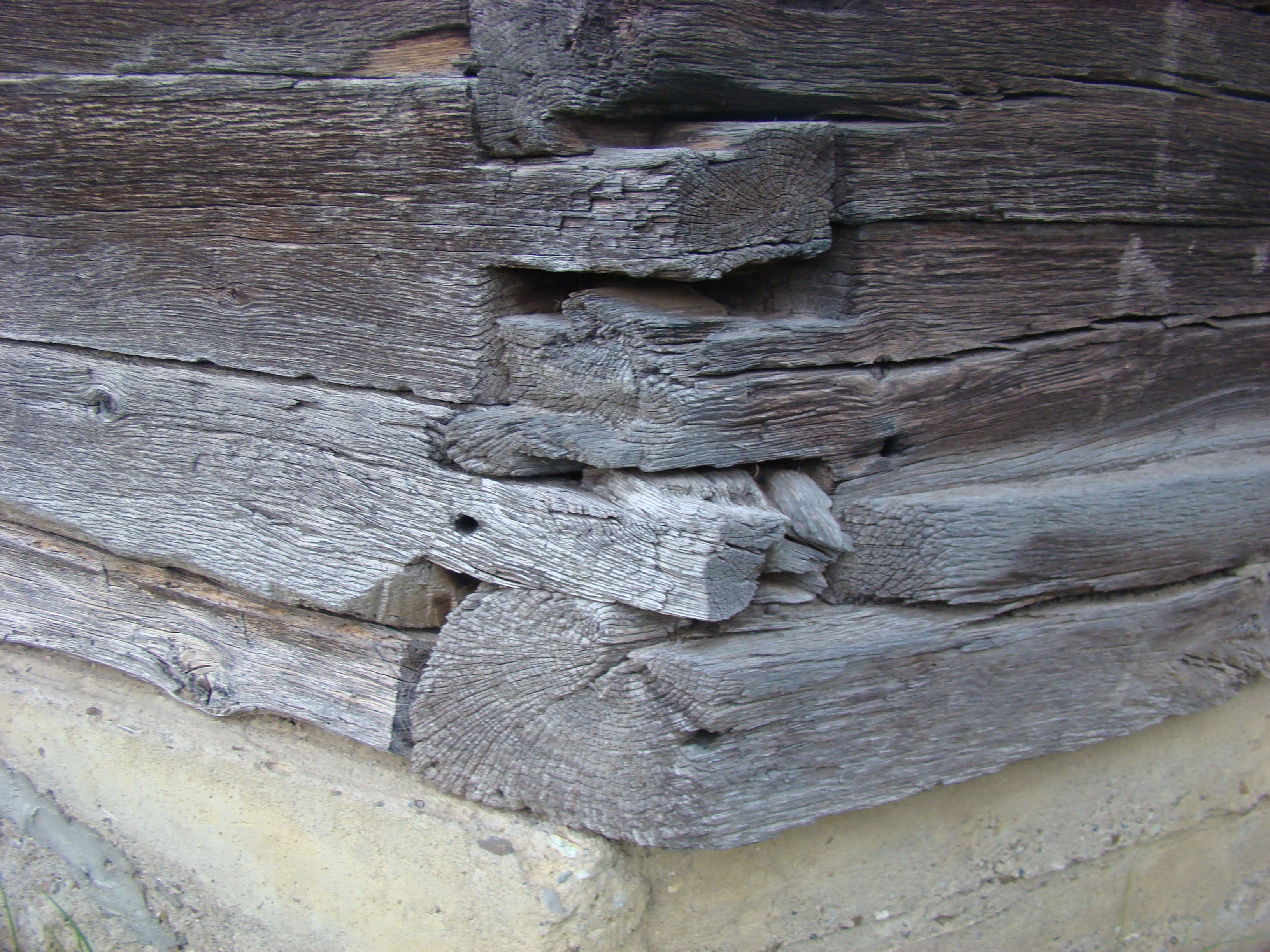
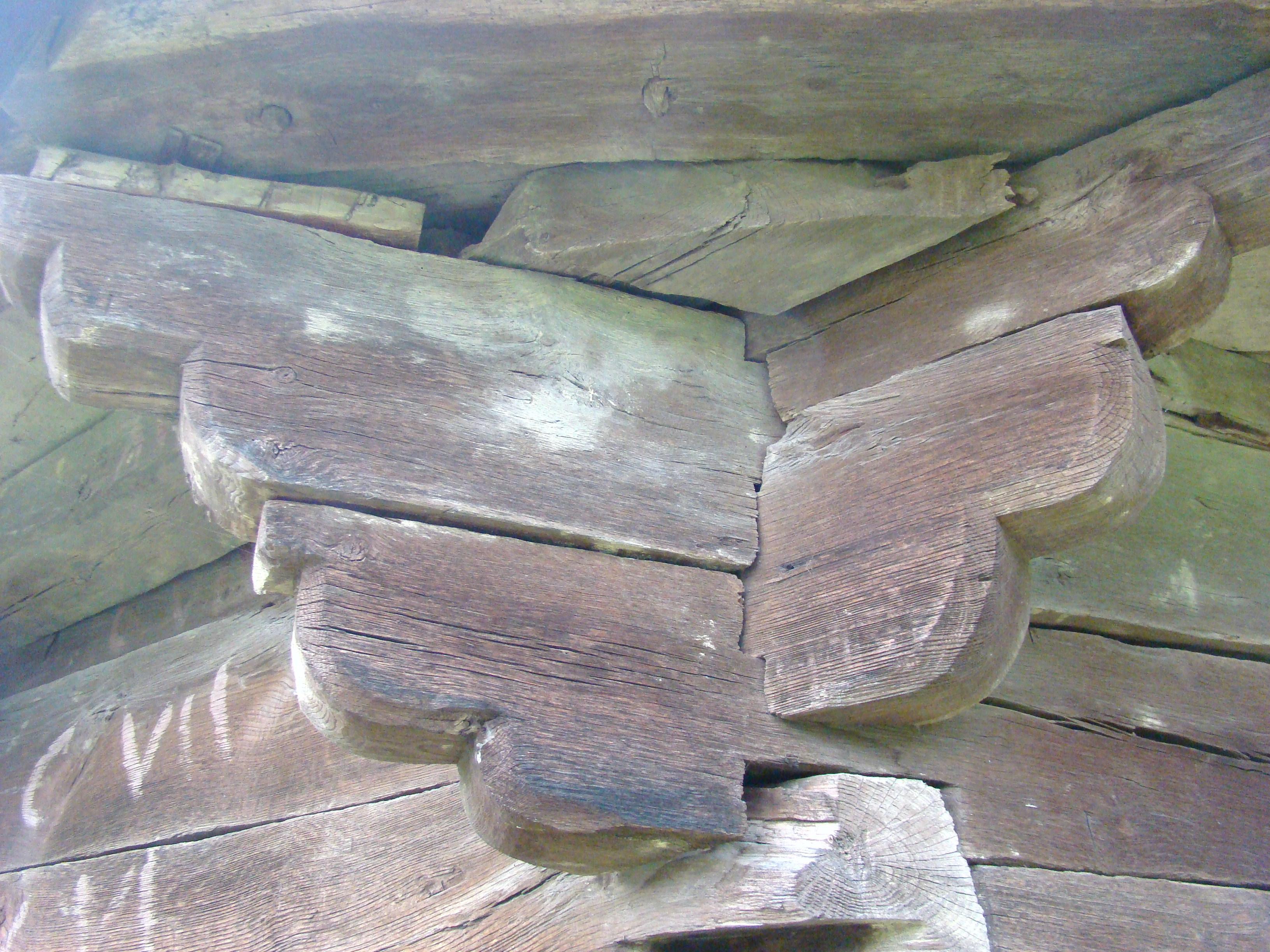
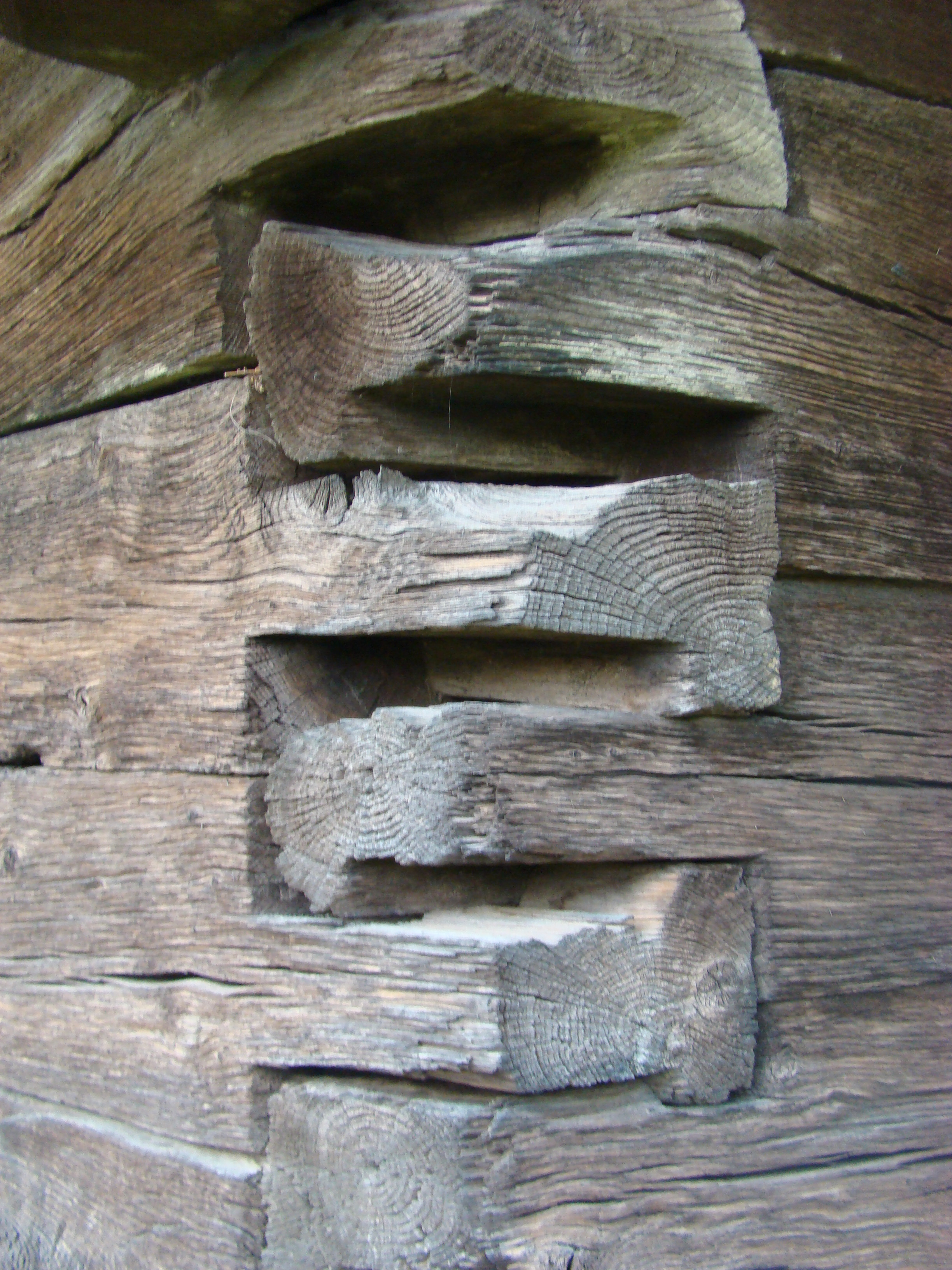
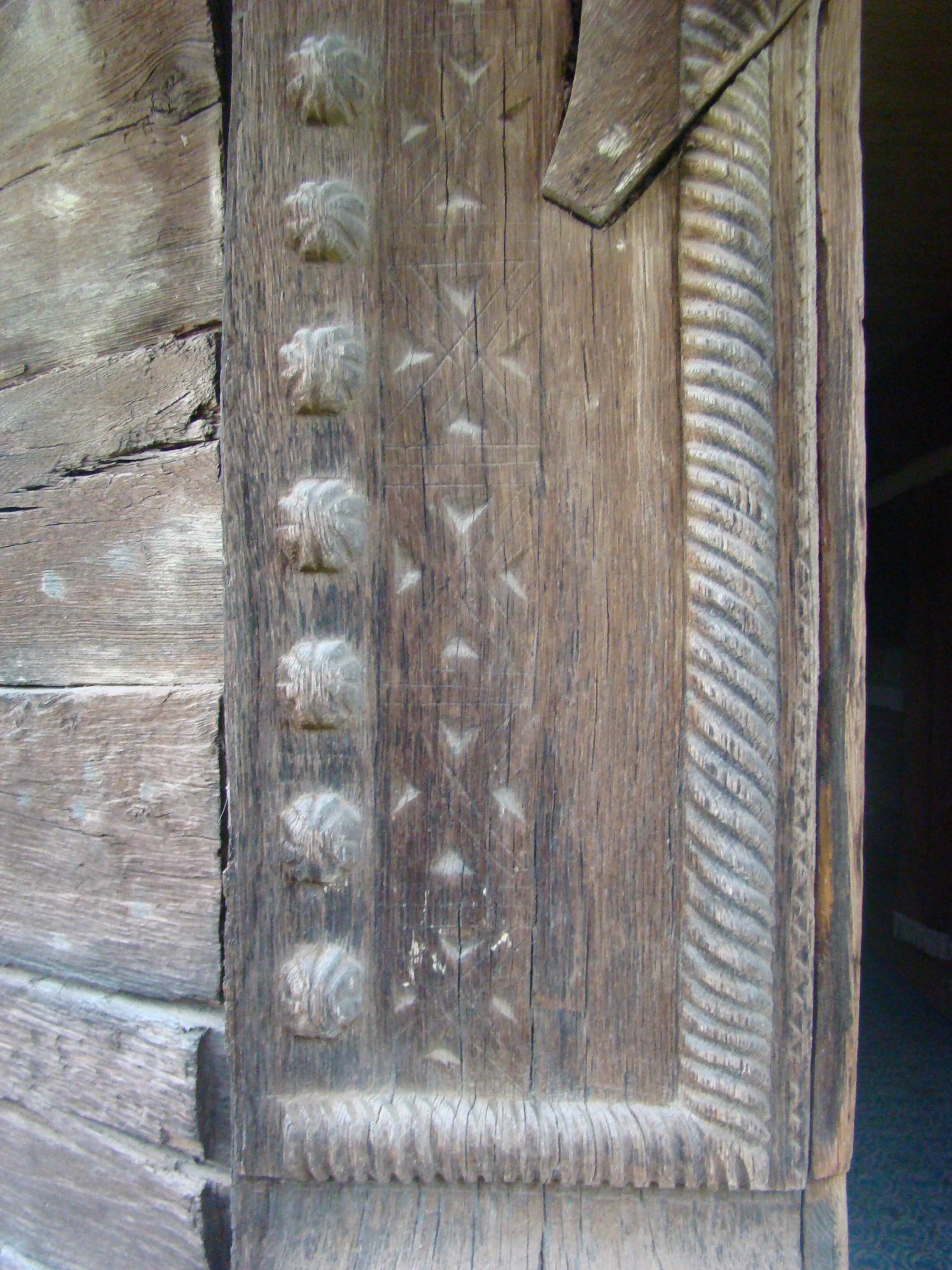
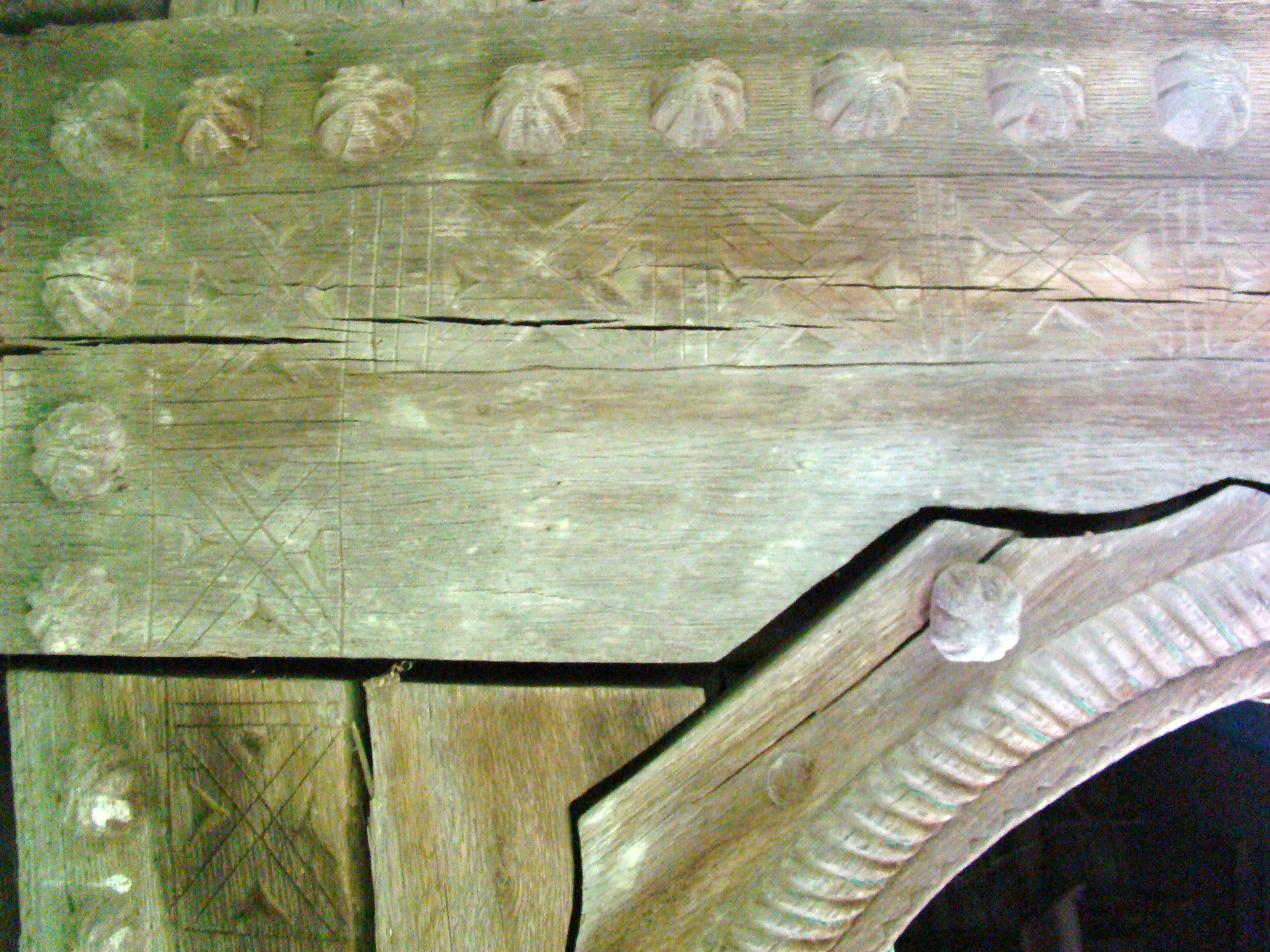

## Imagini din interior

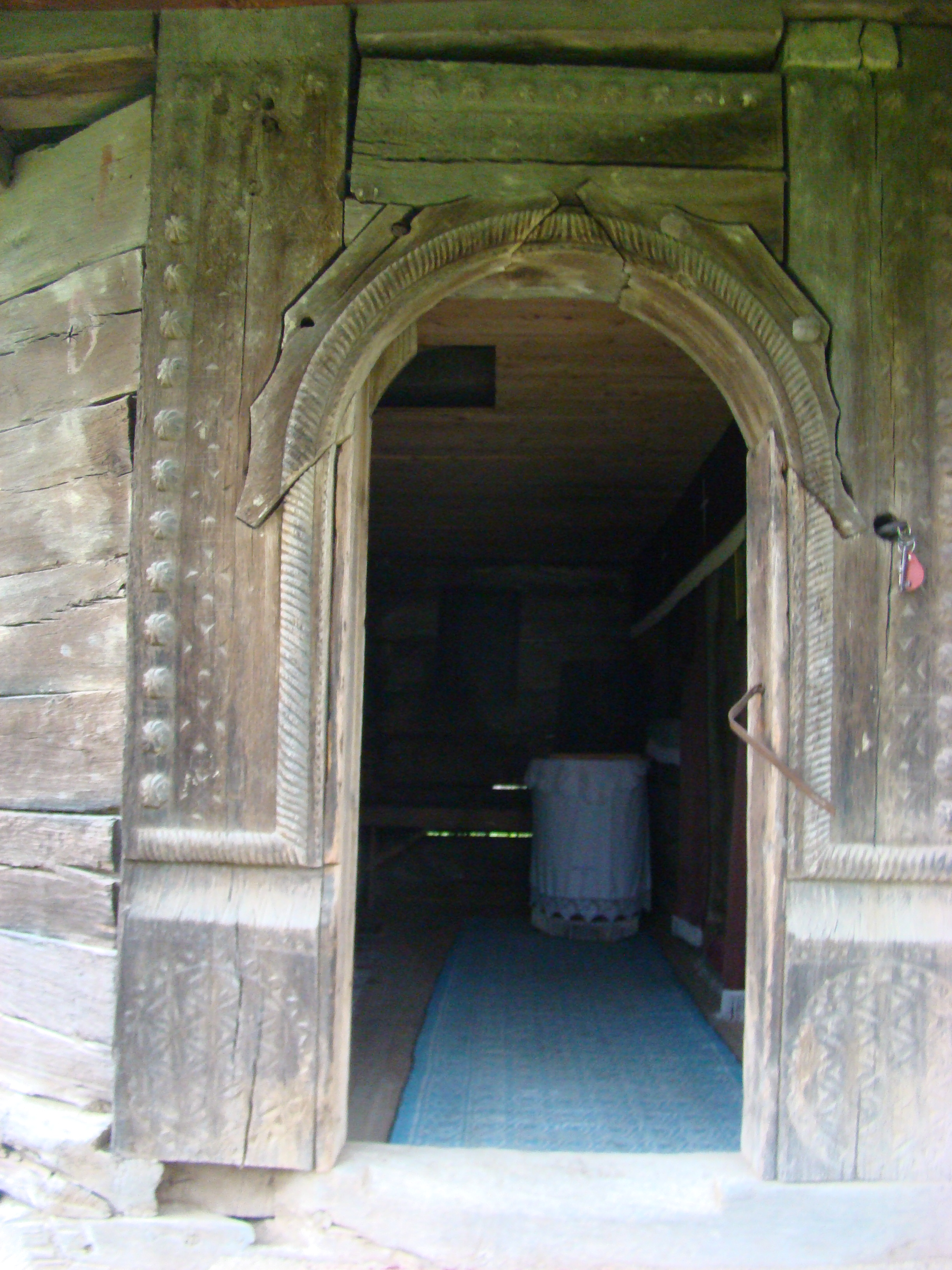
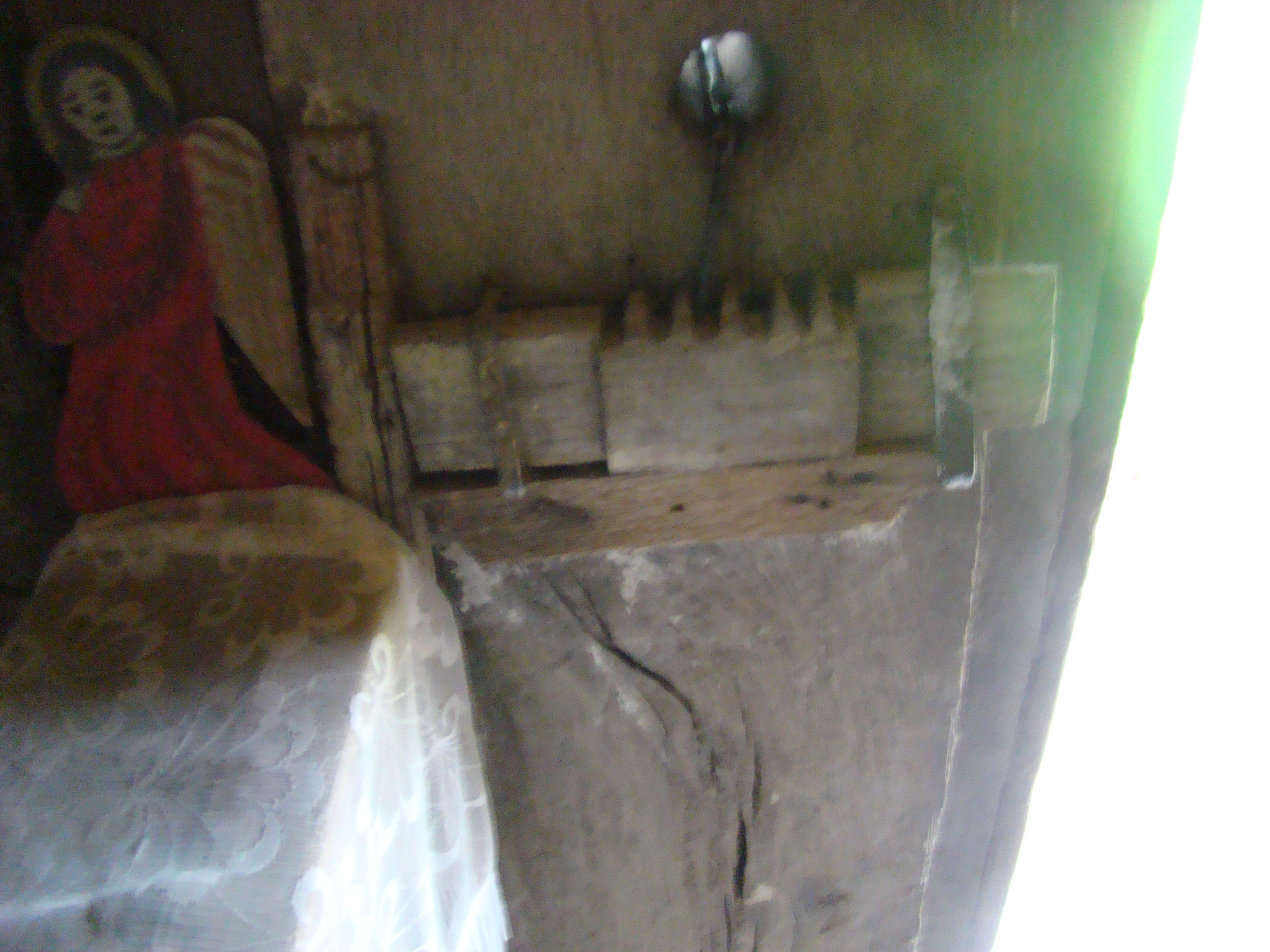
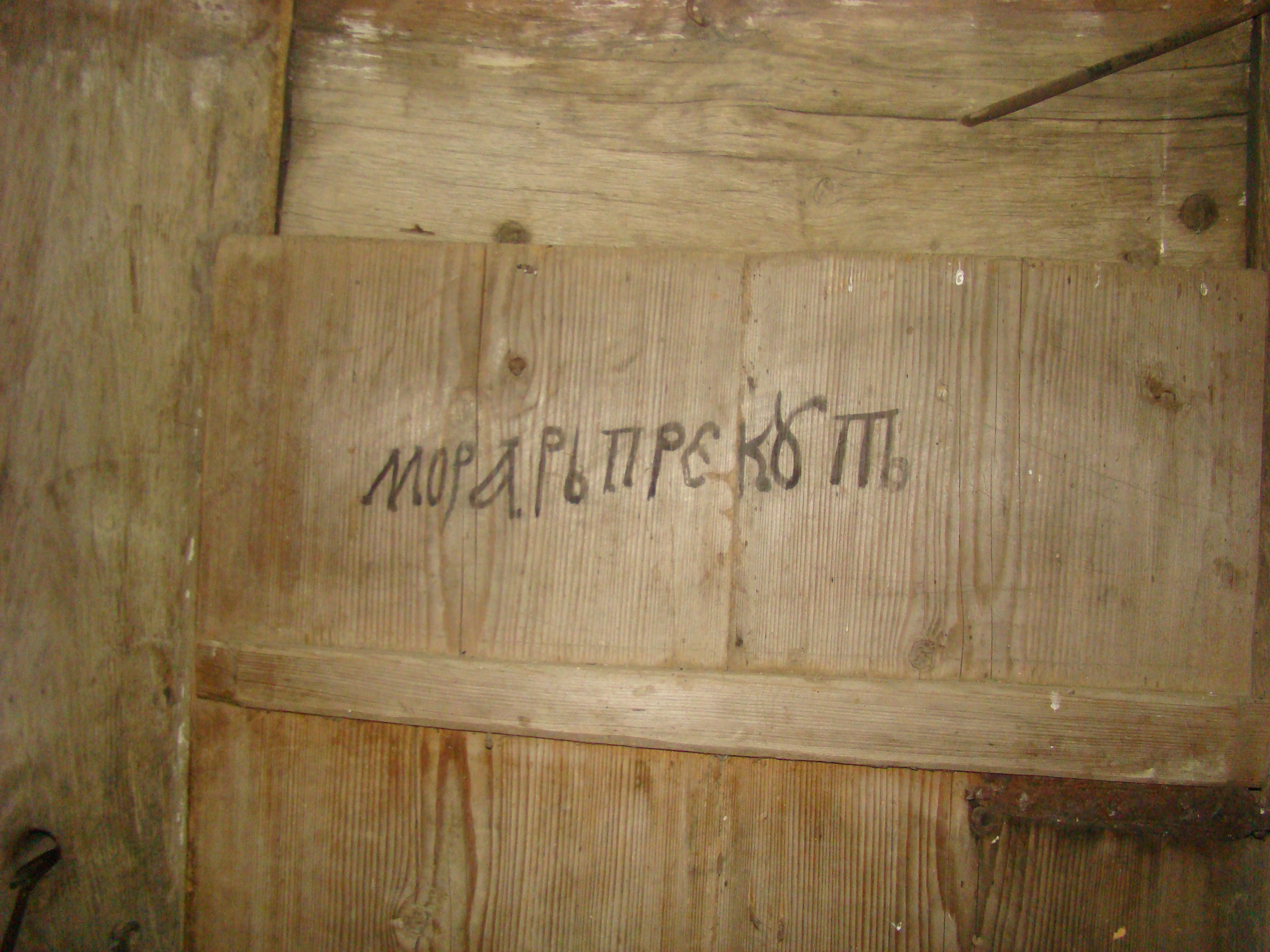
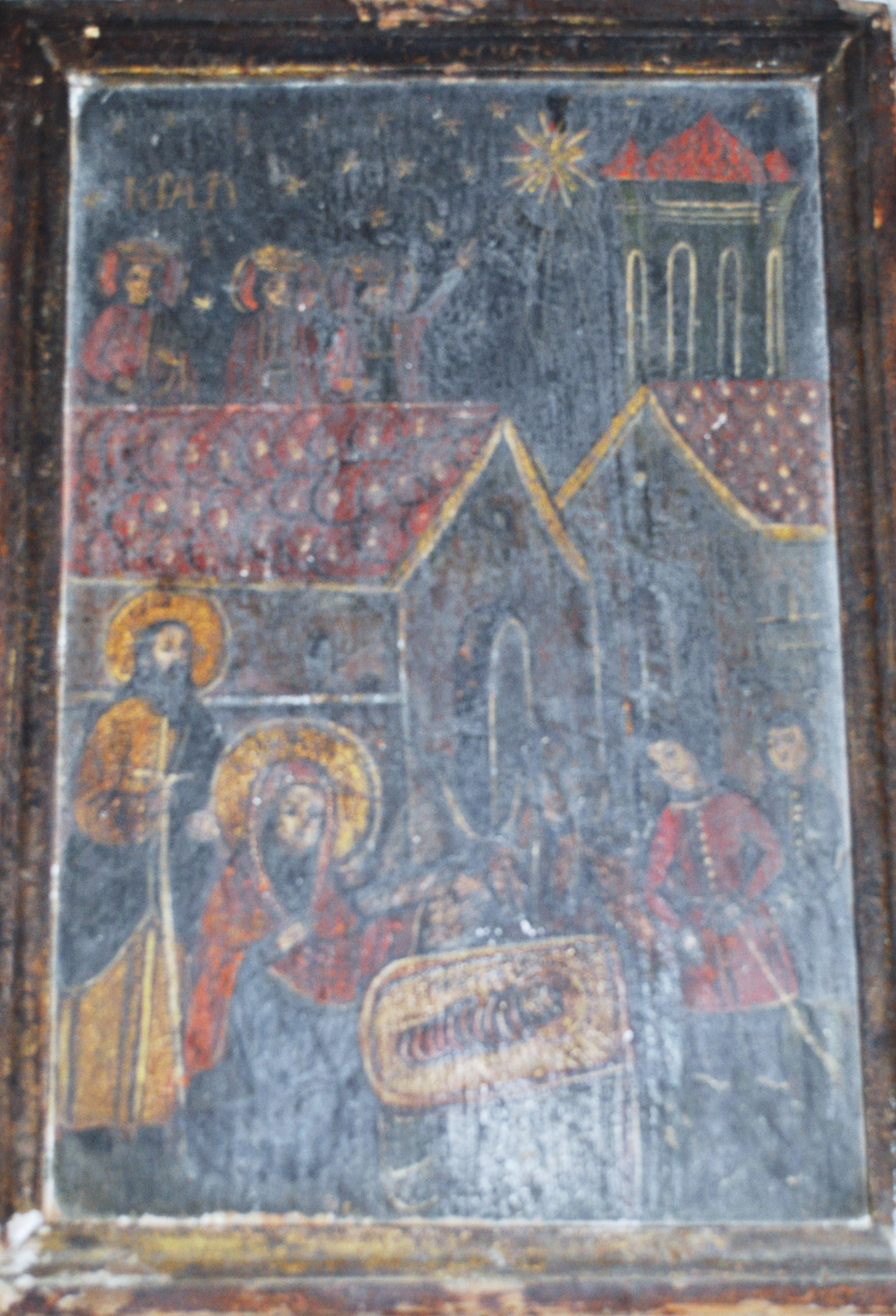
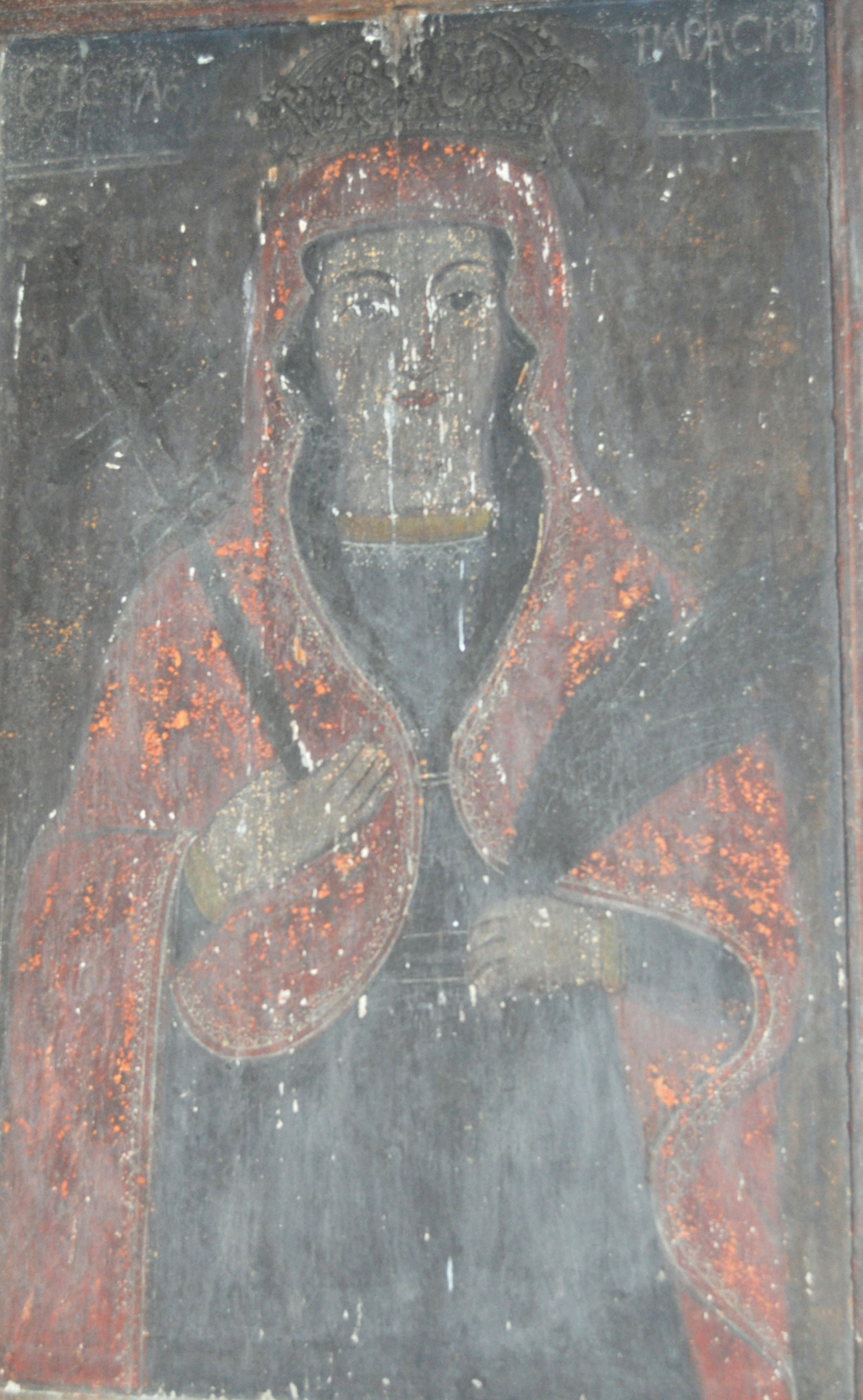
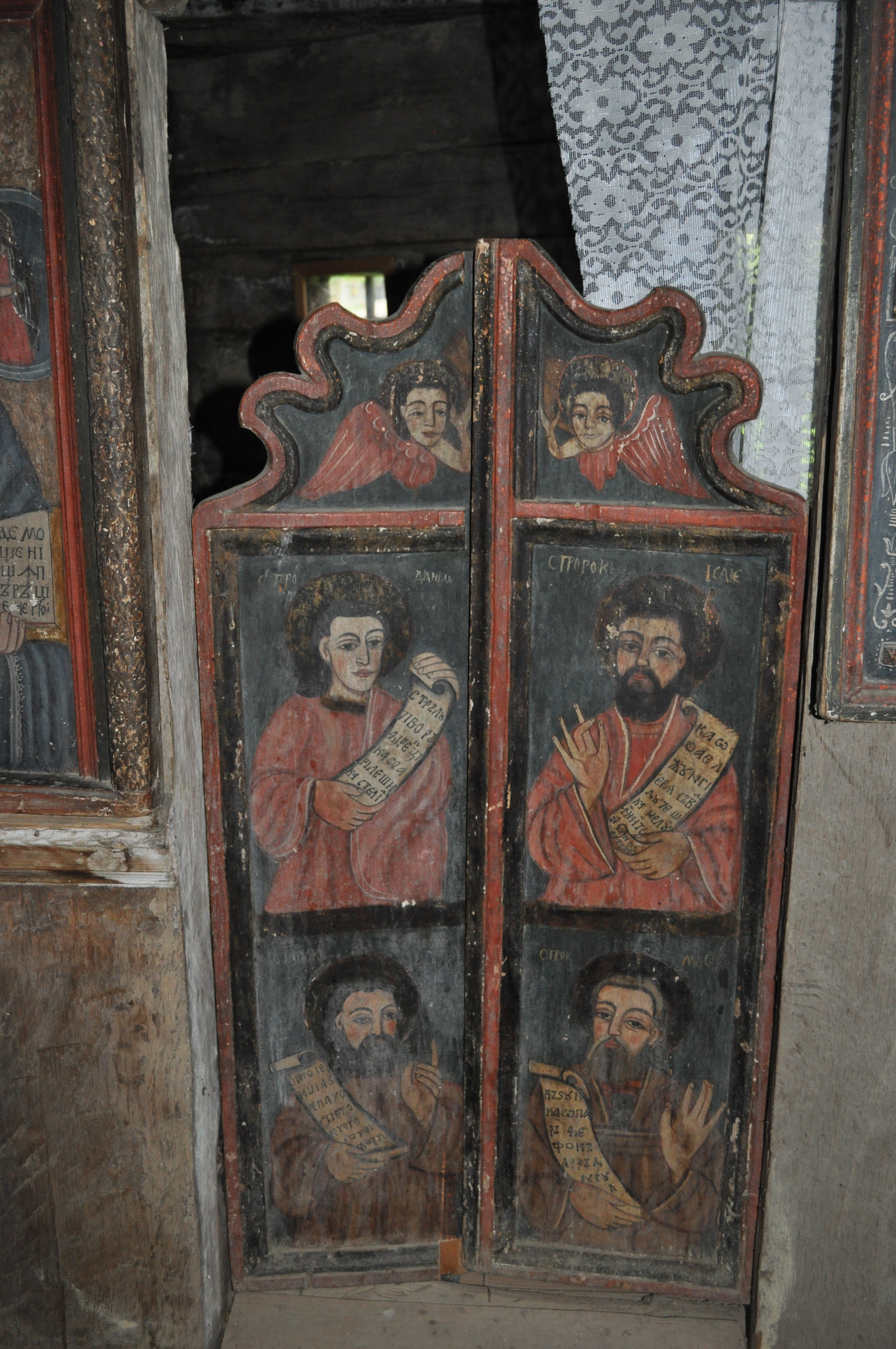
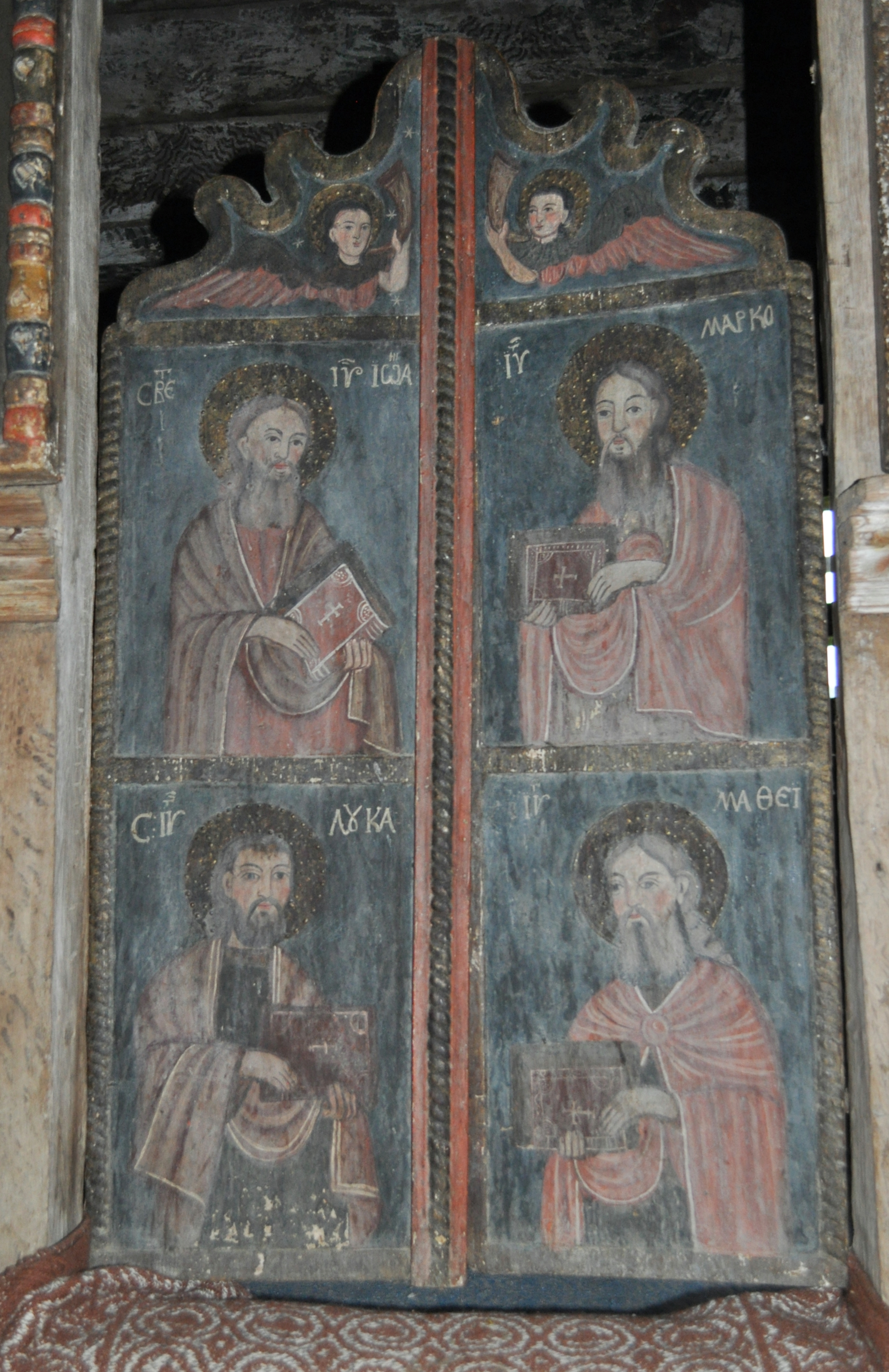
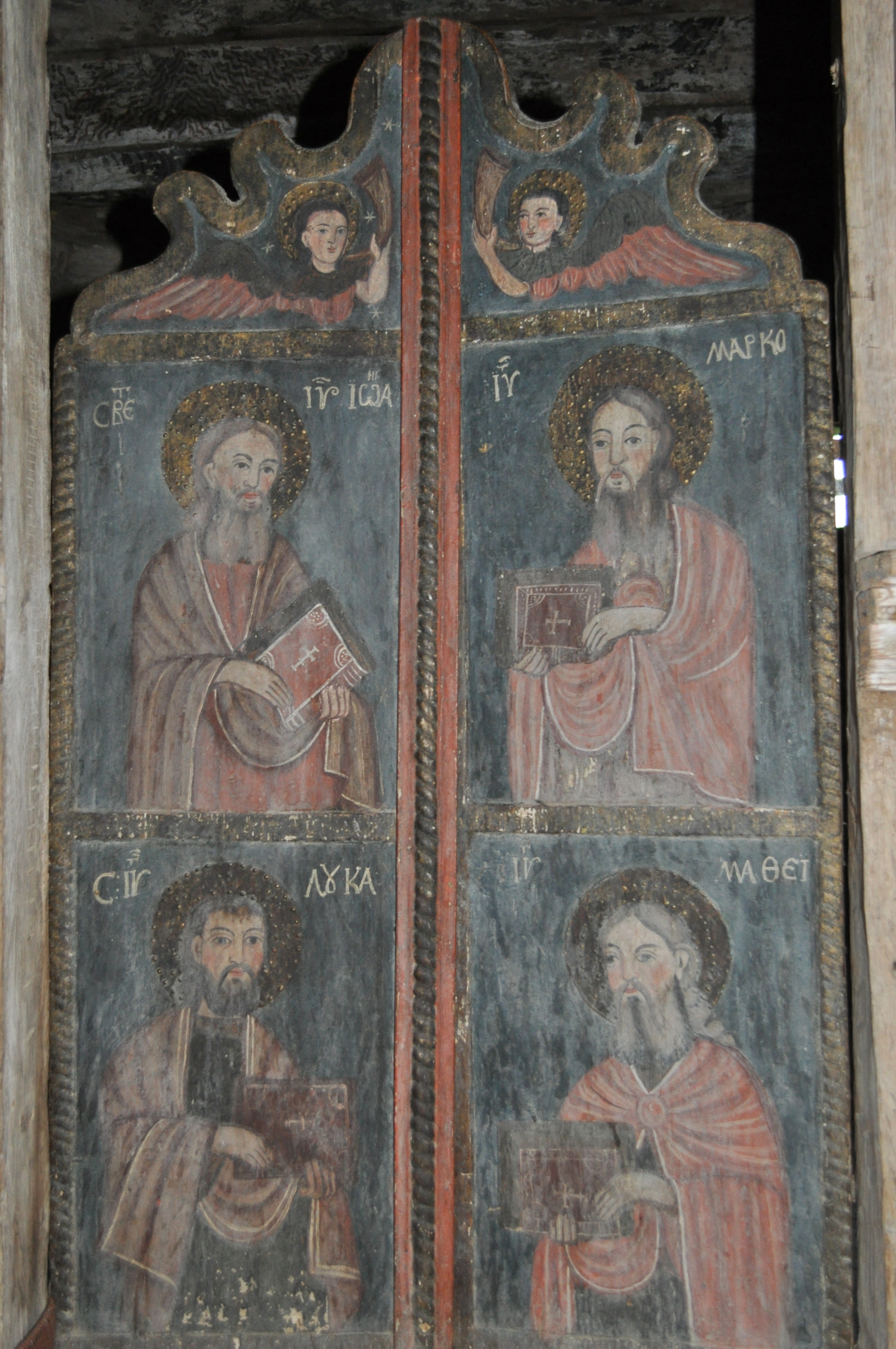
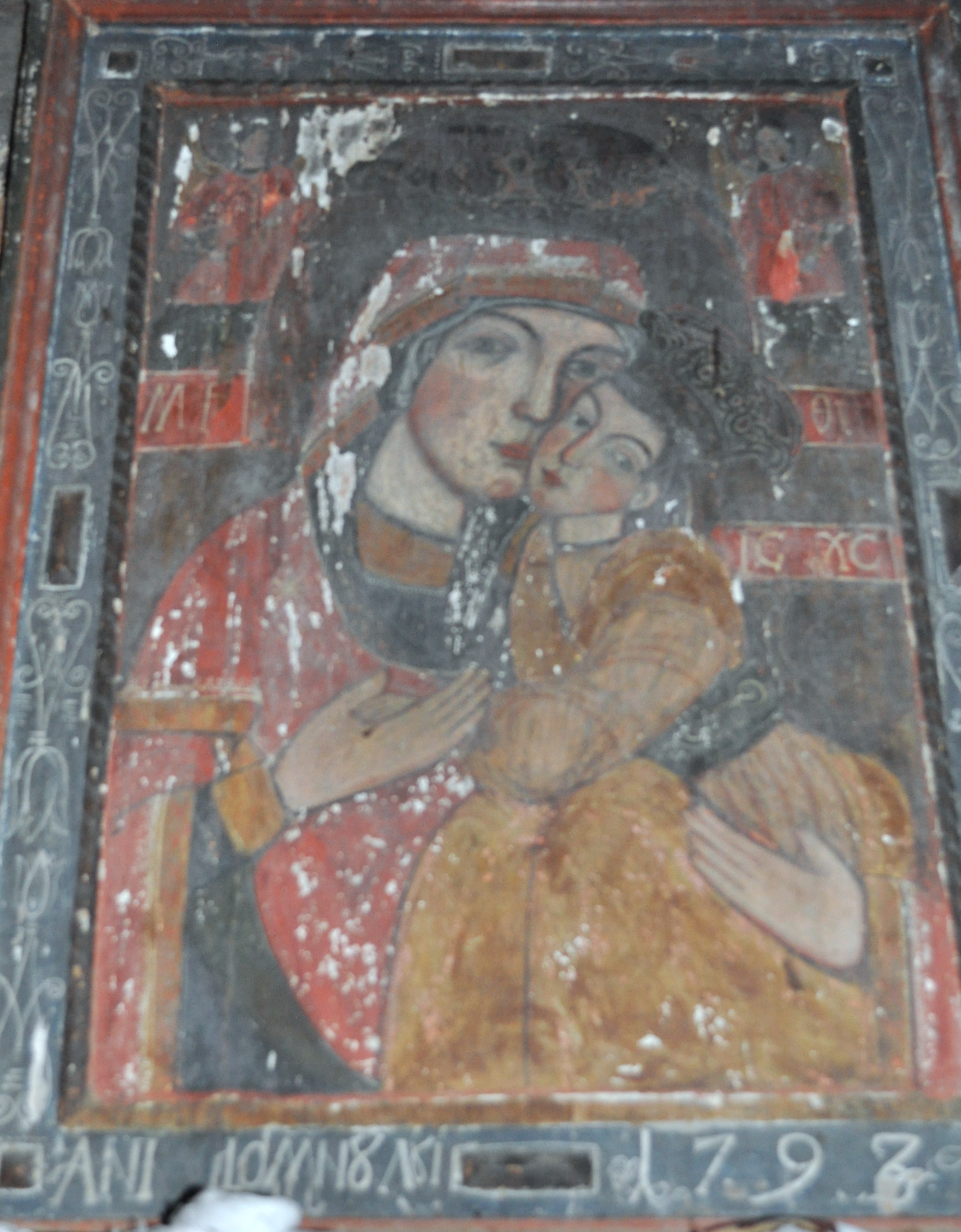
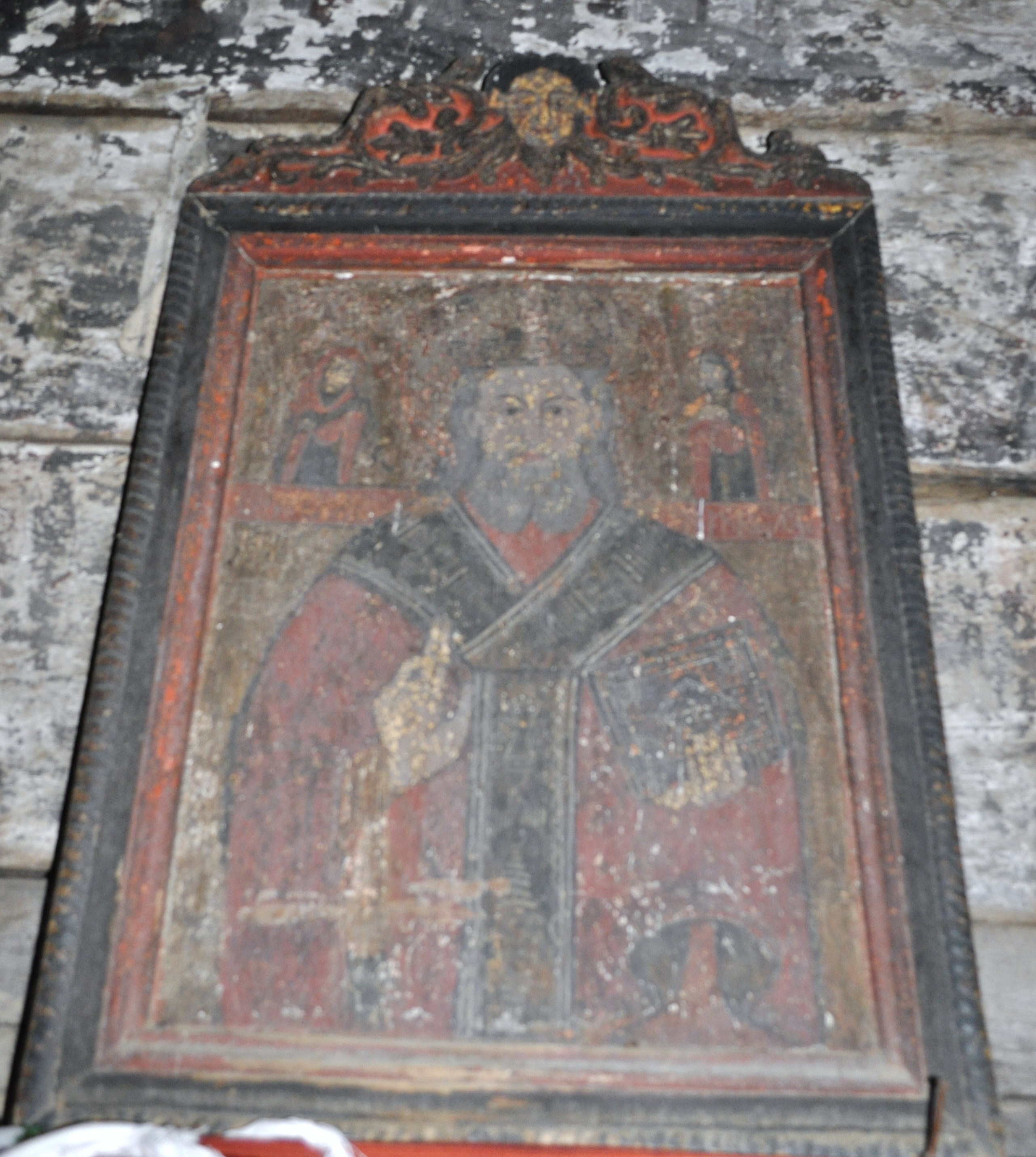
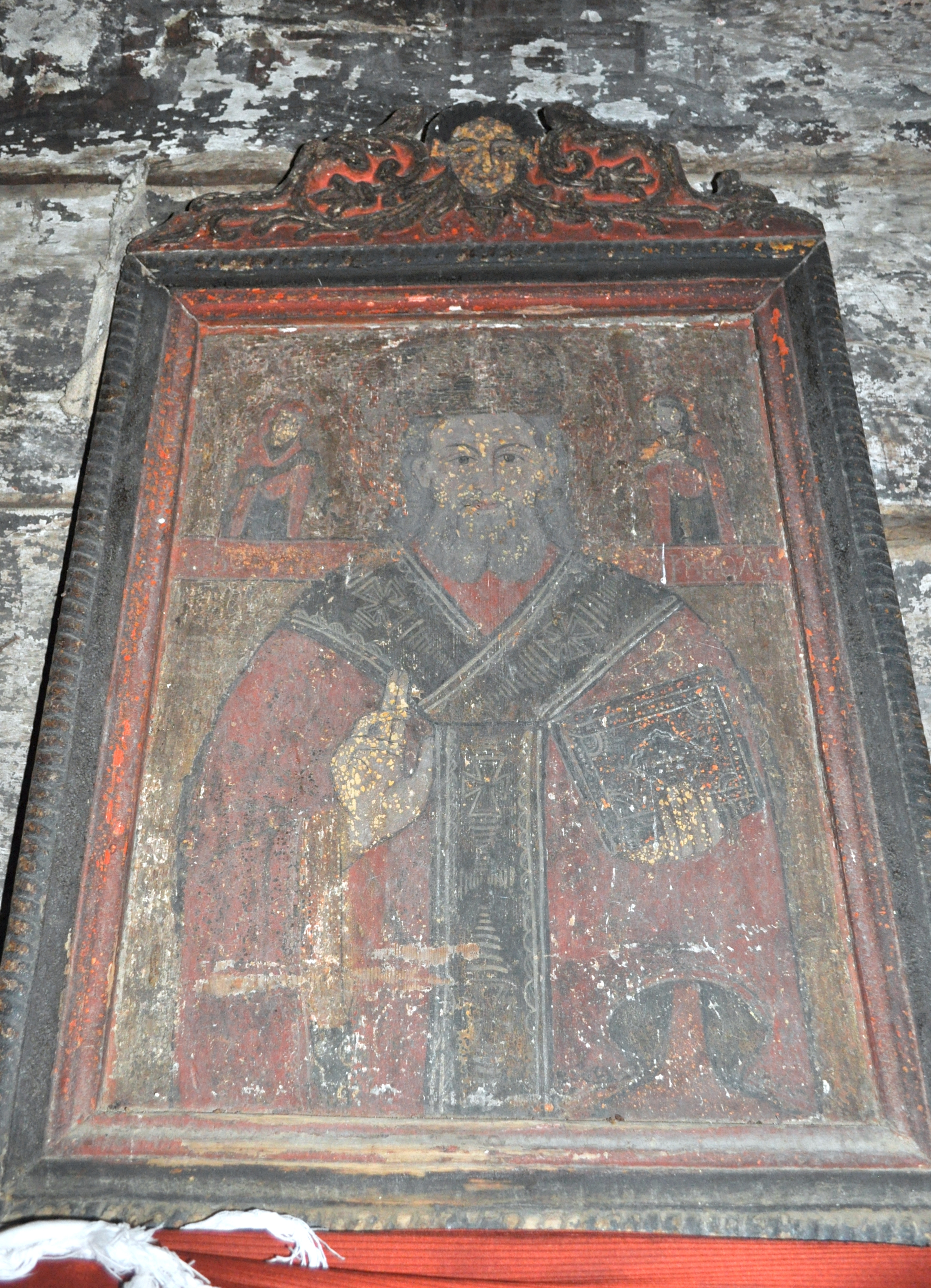
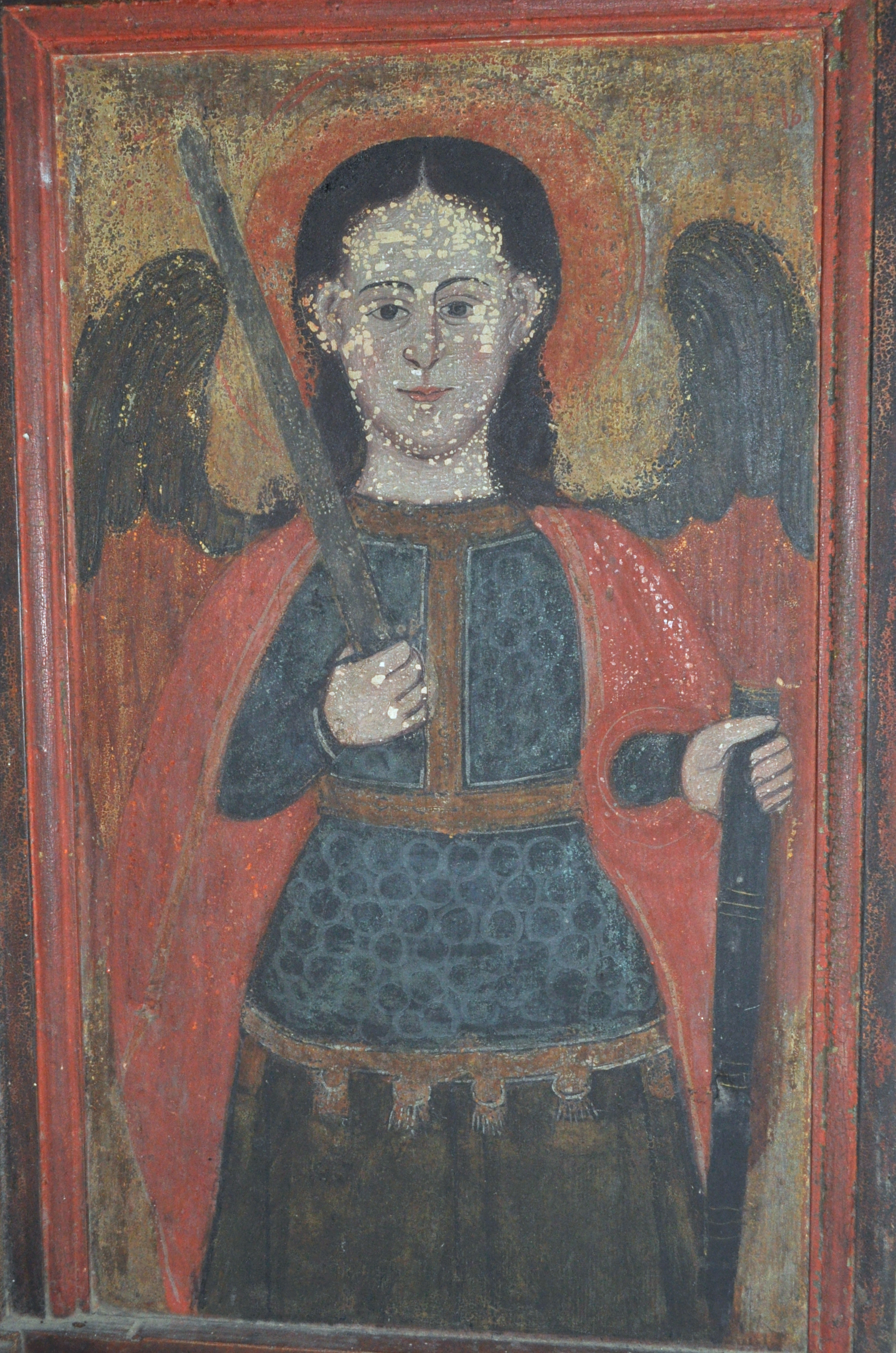
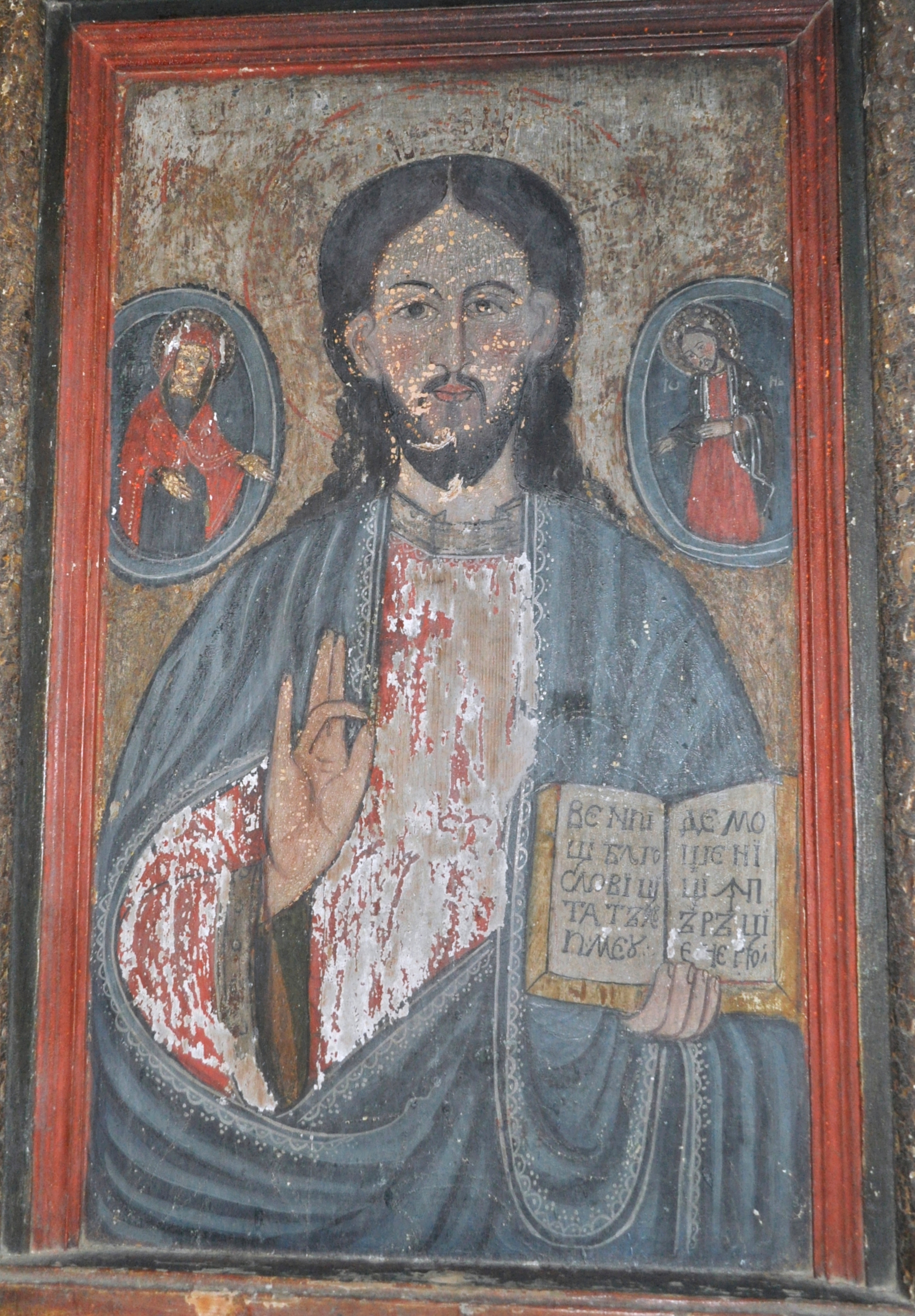
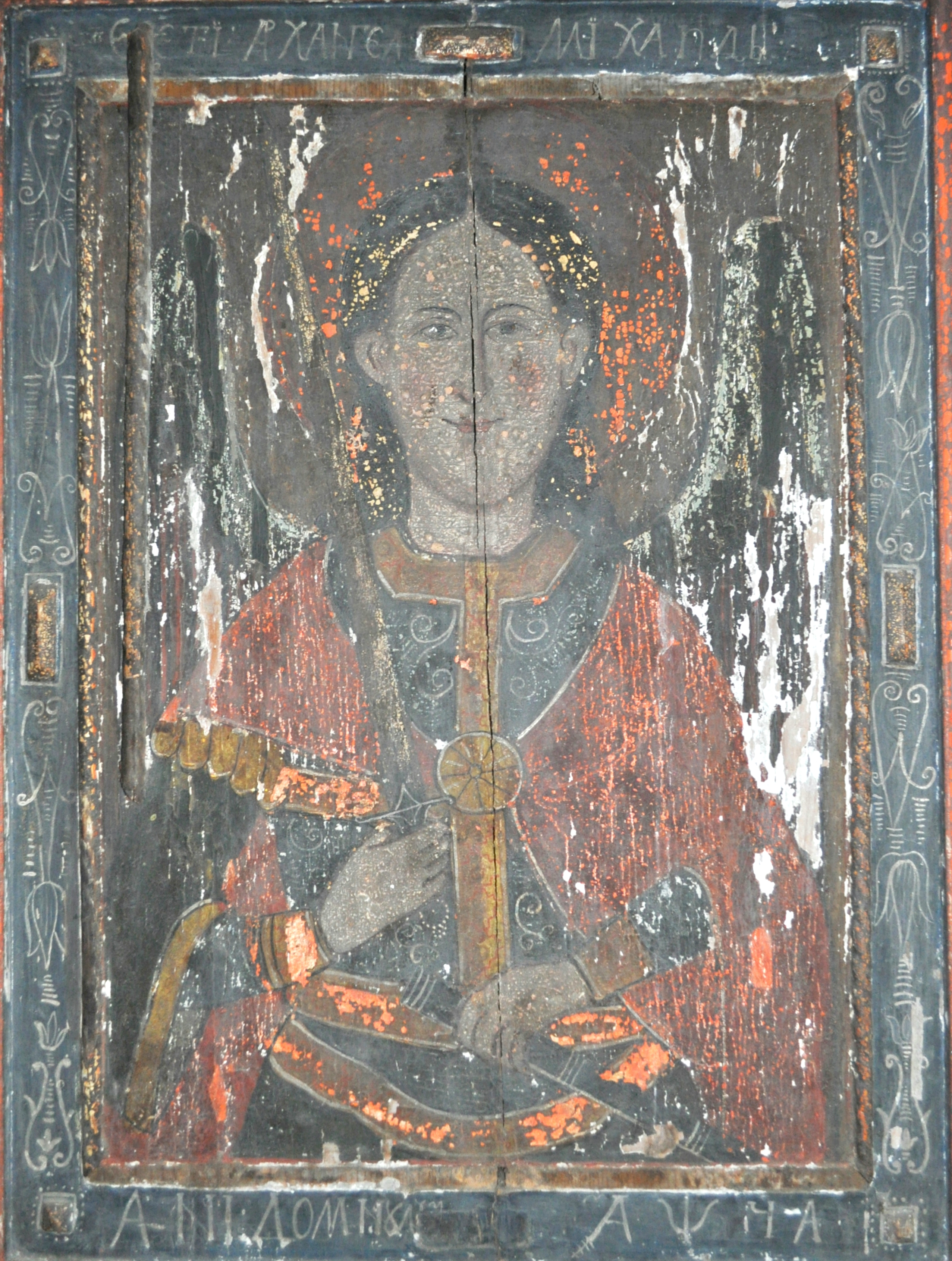
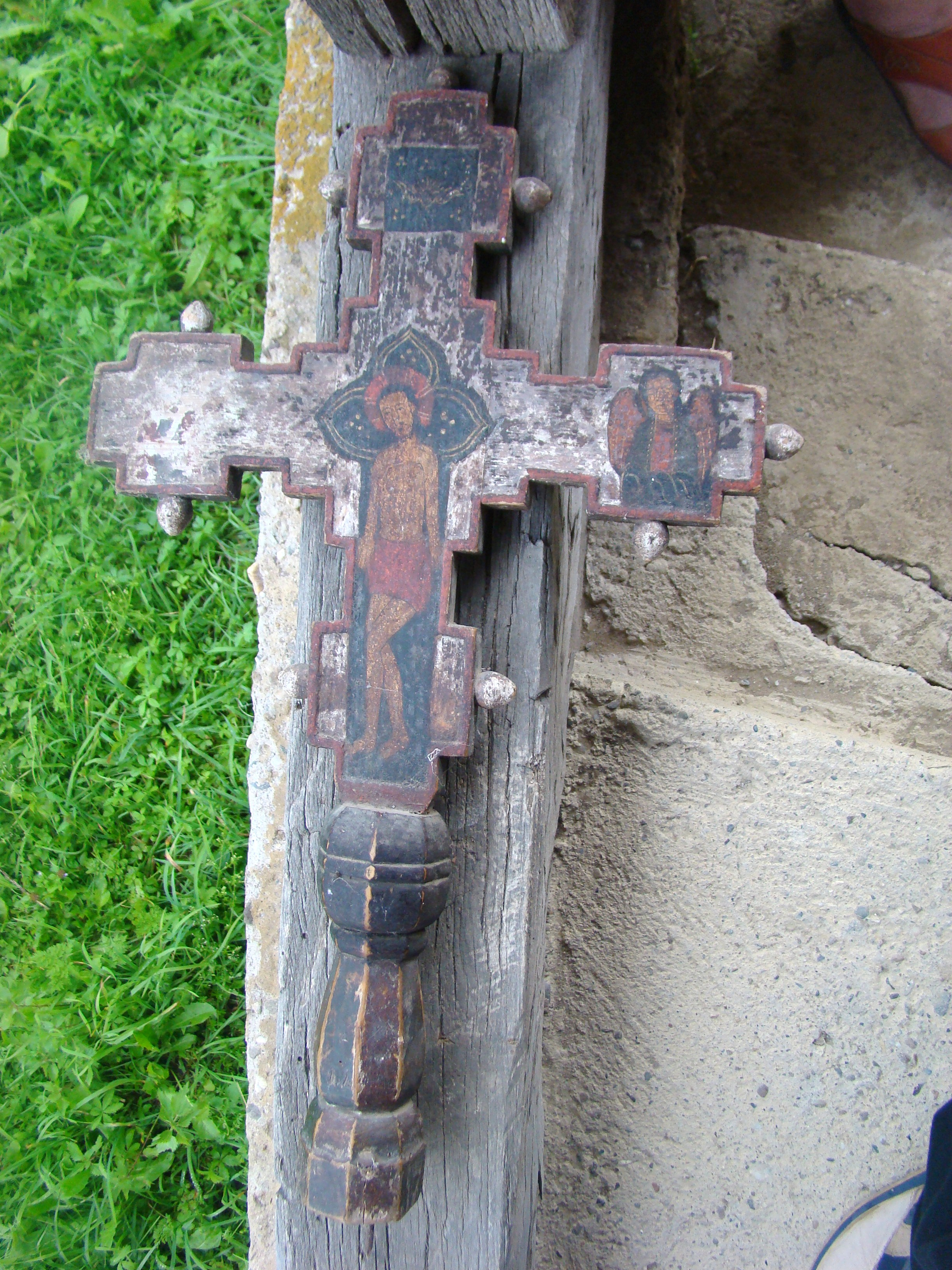
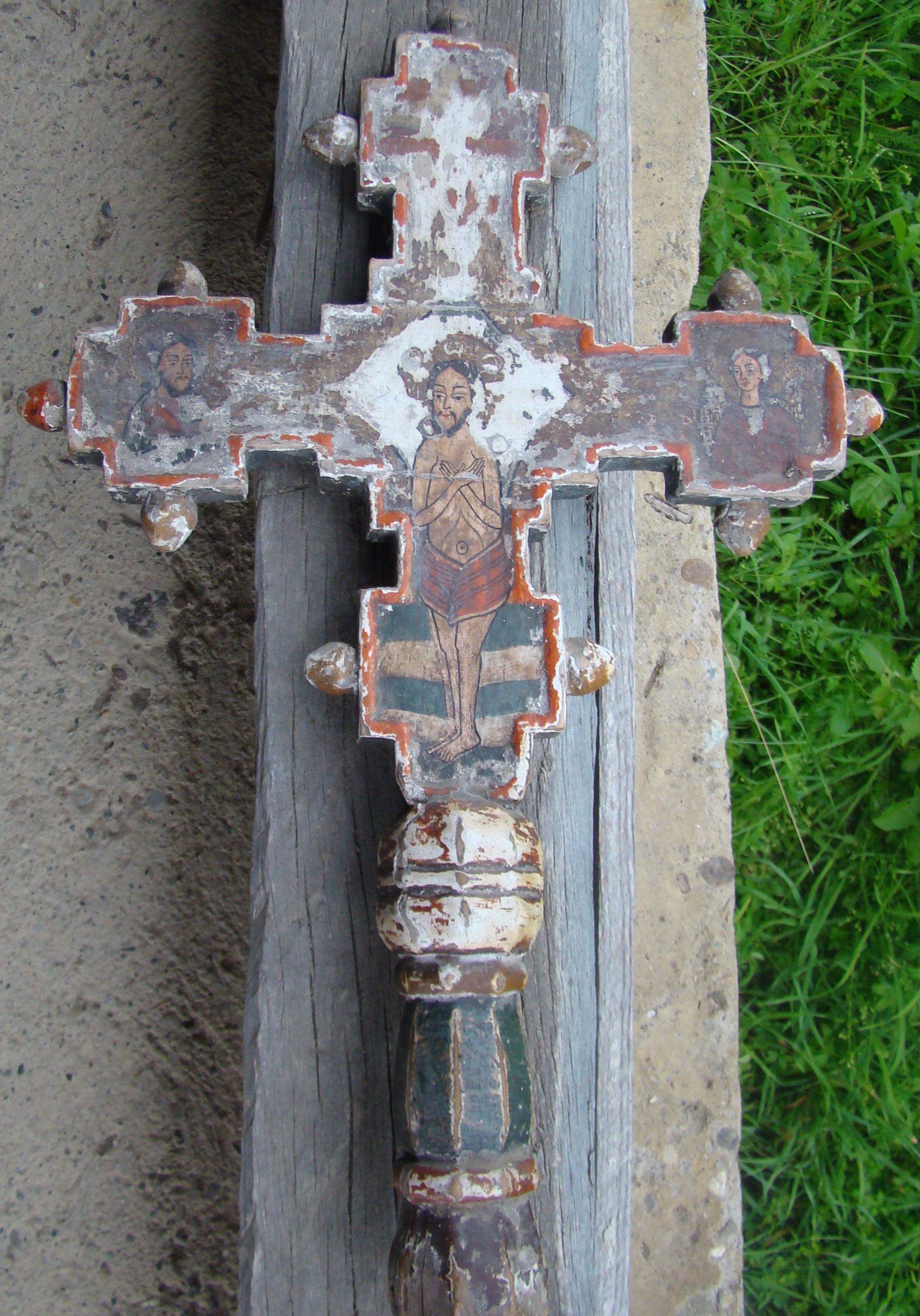
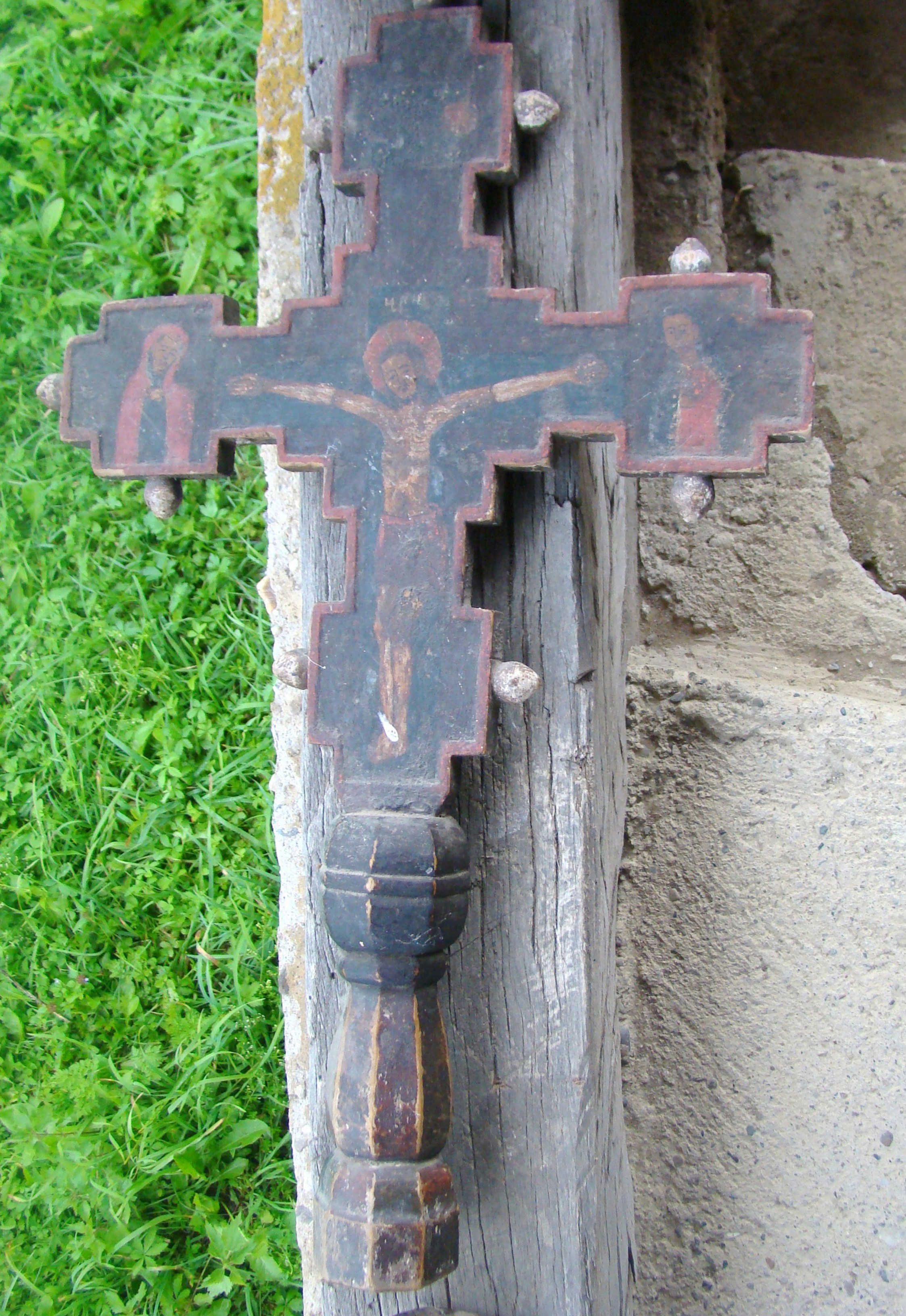
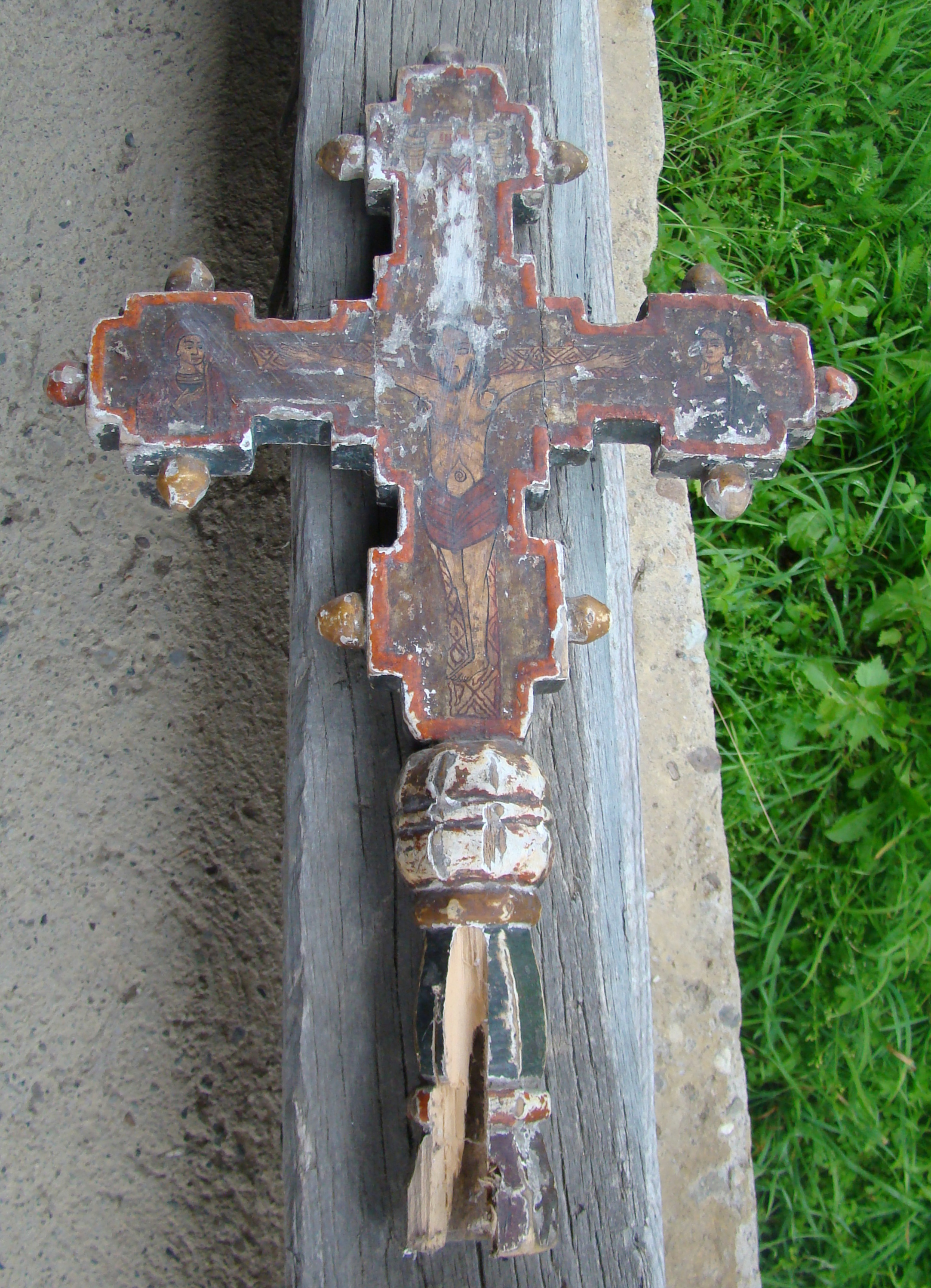
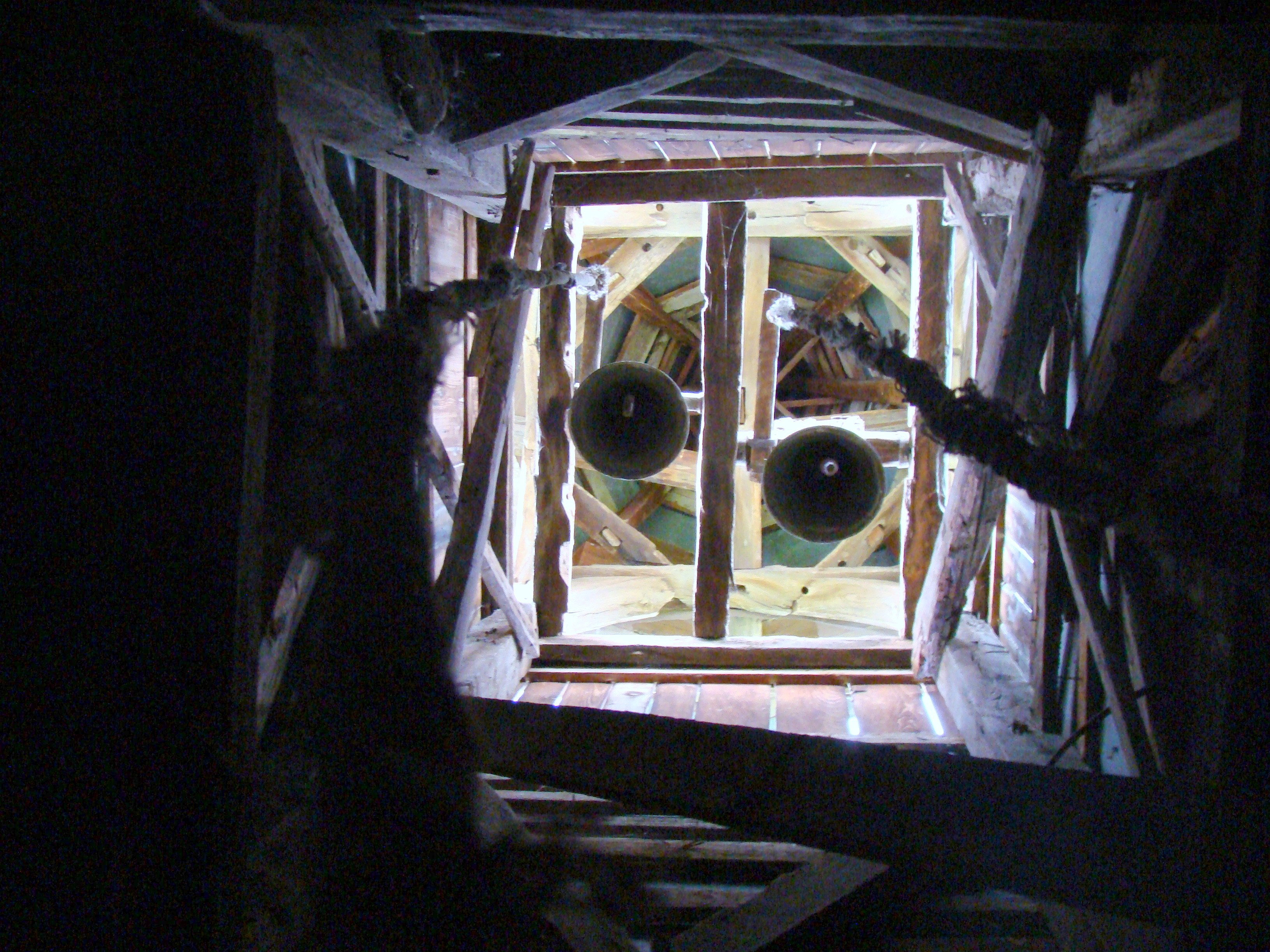
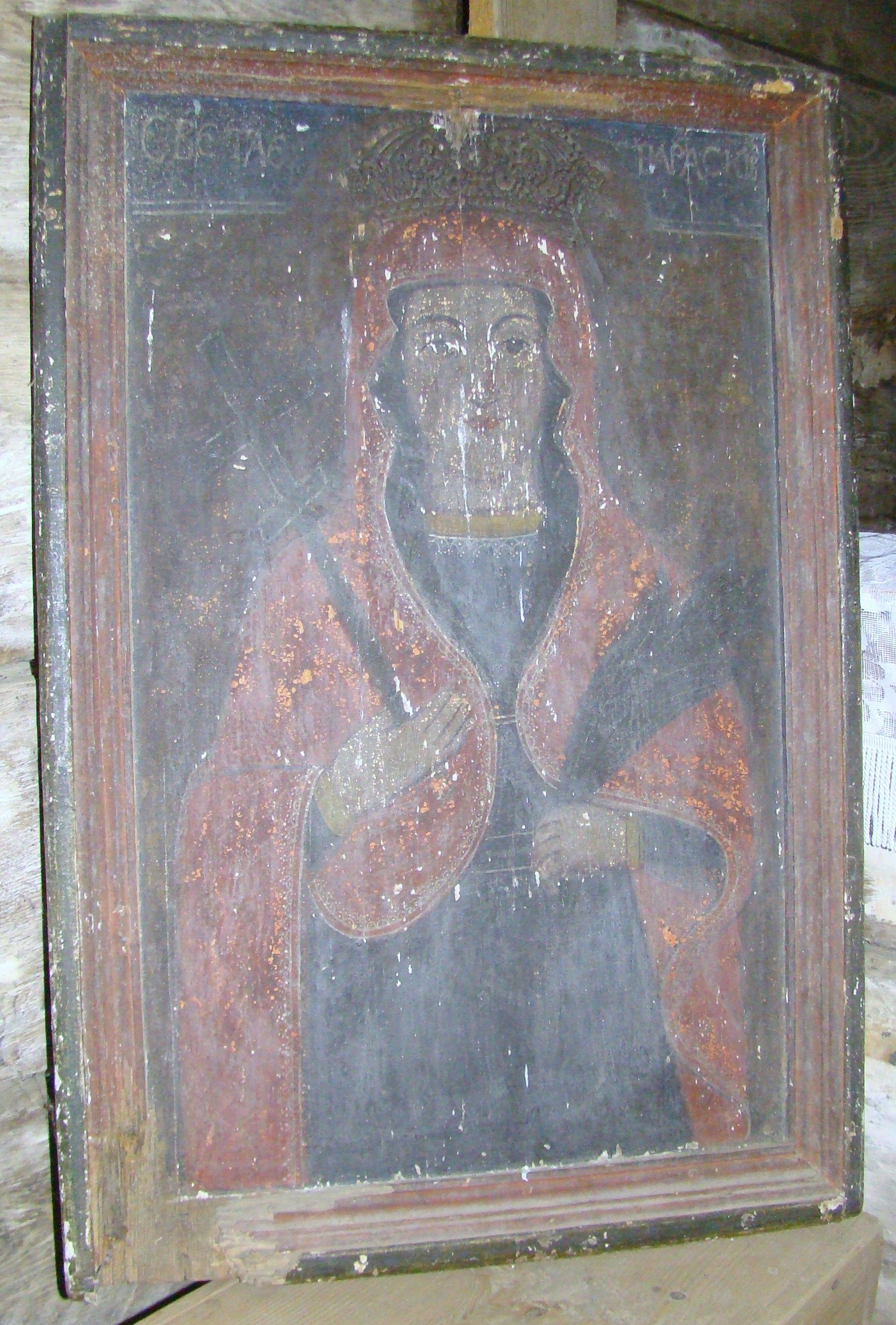
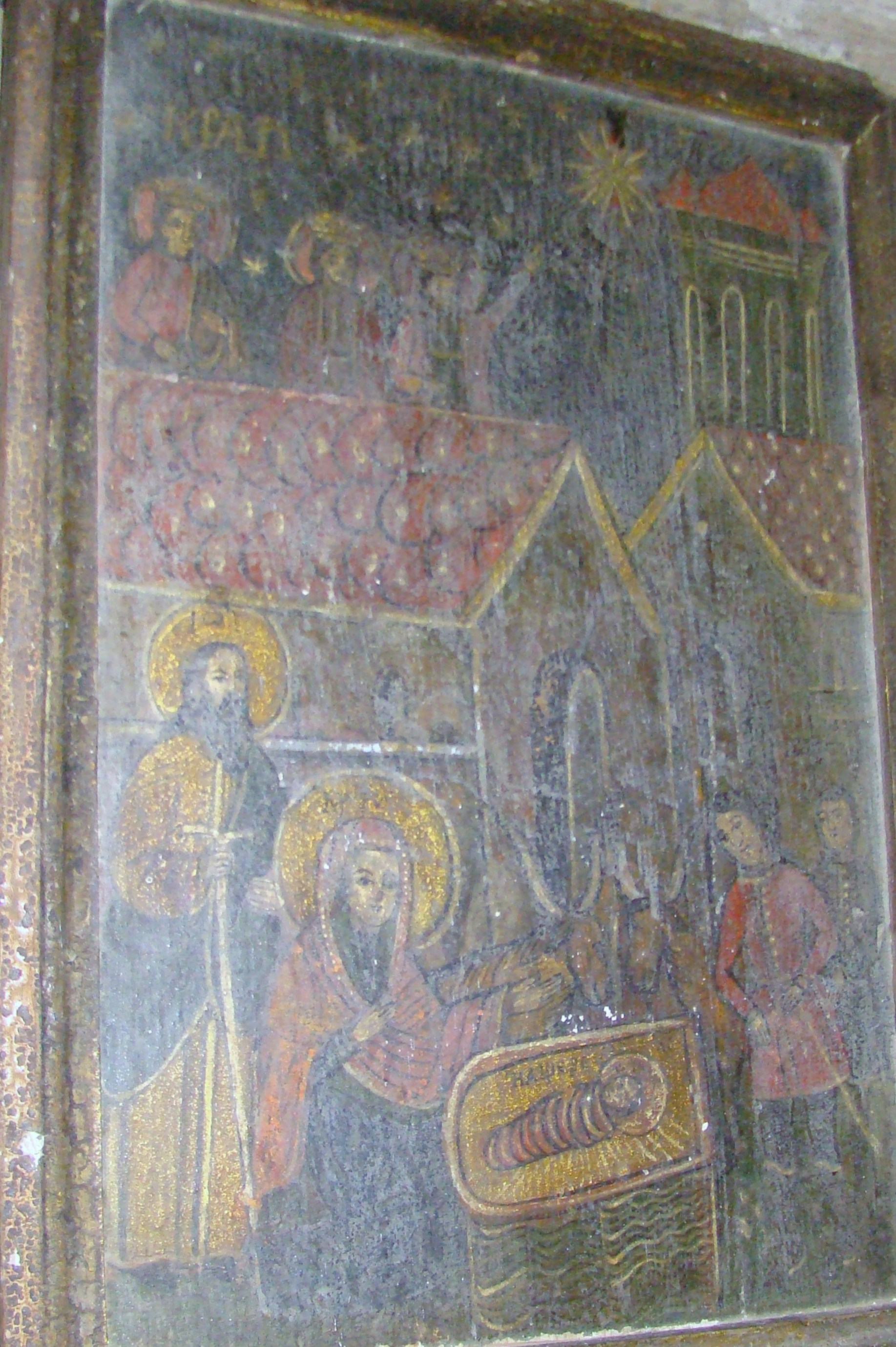
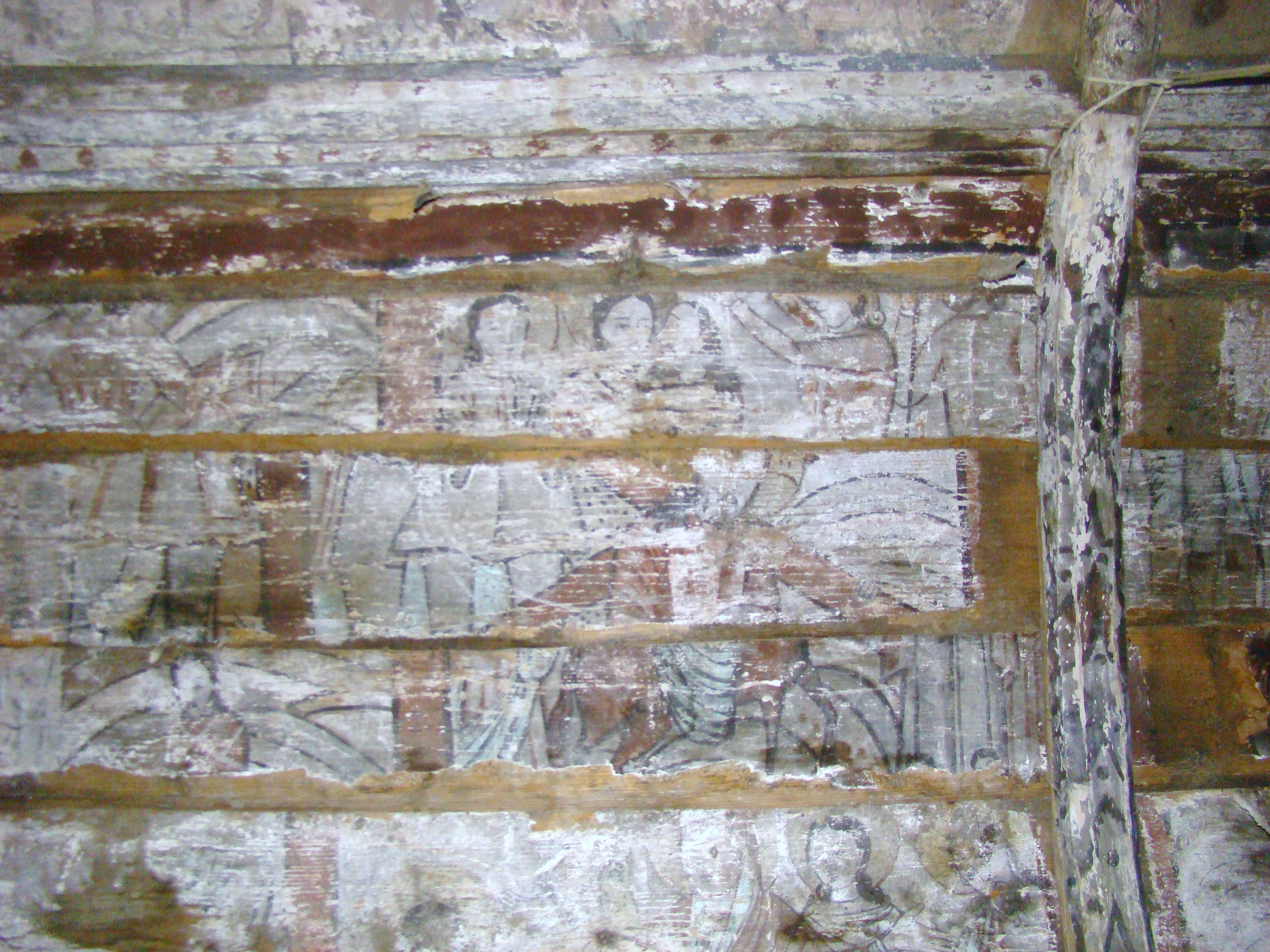
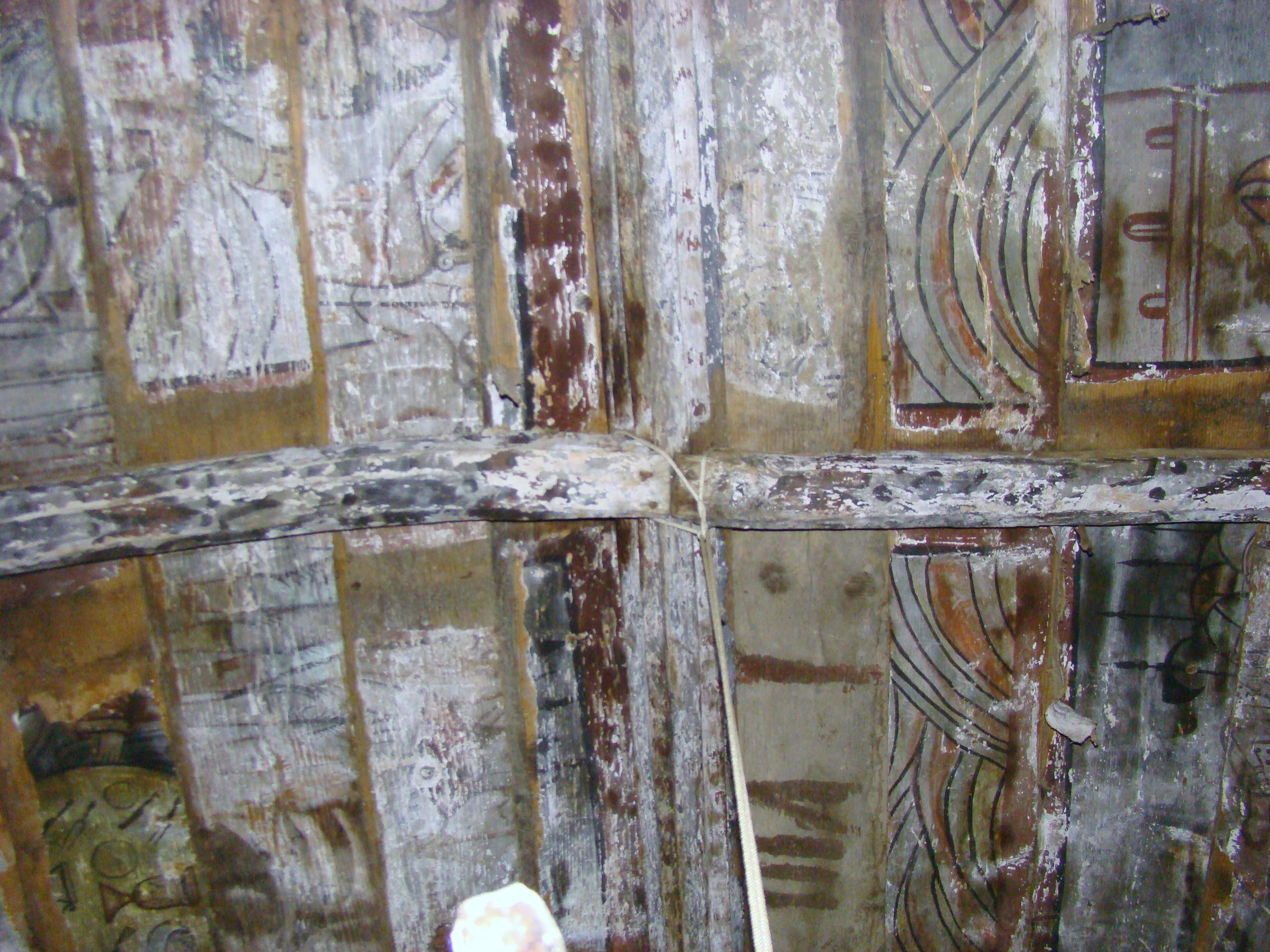
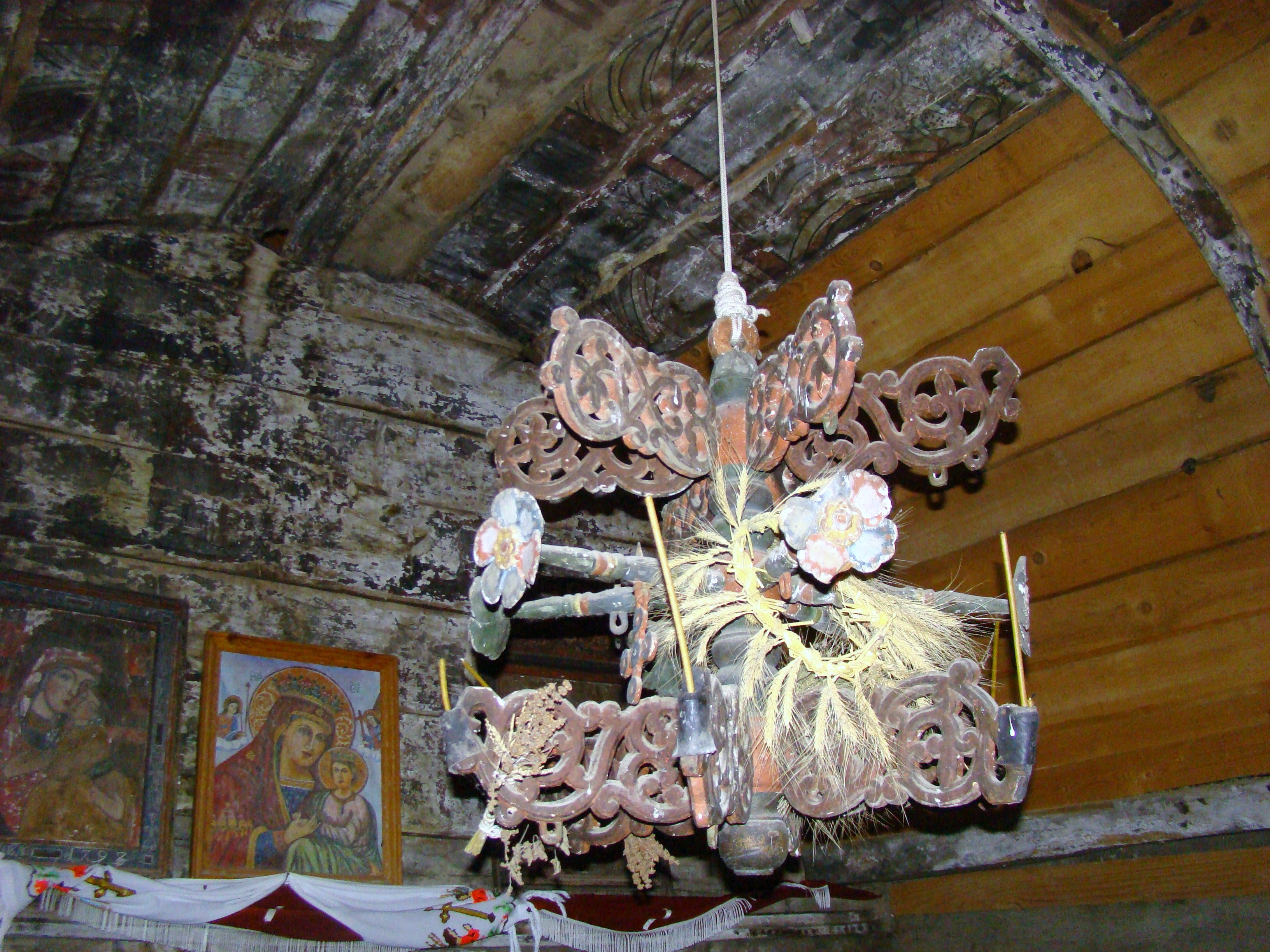
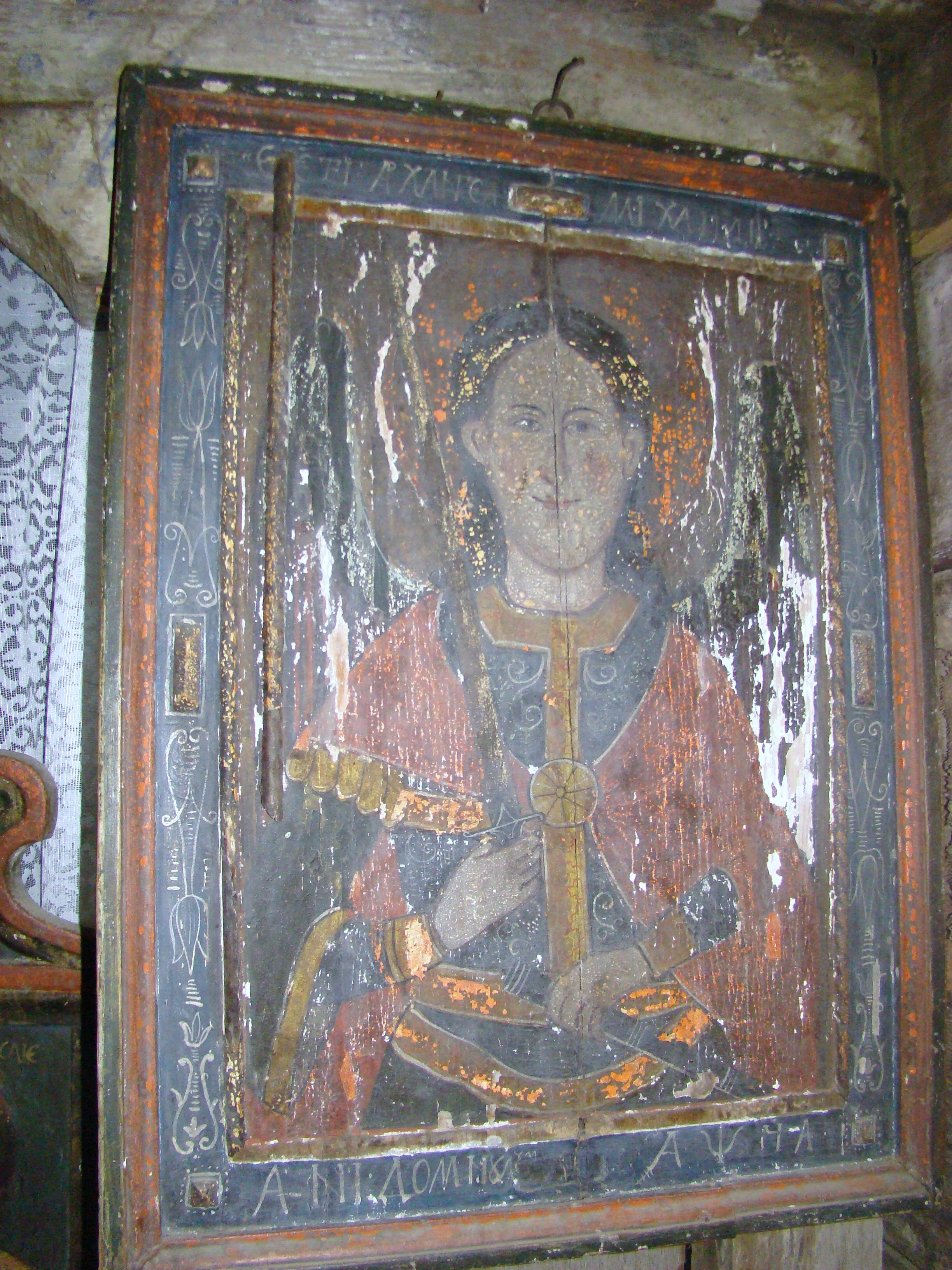
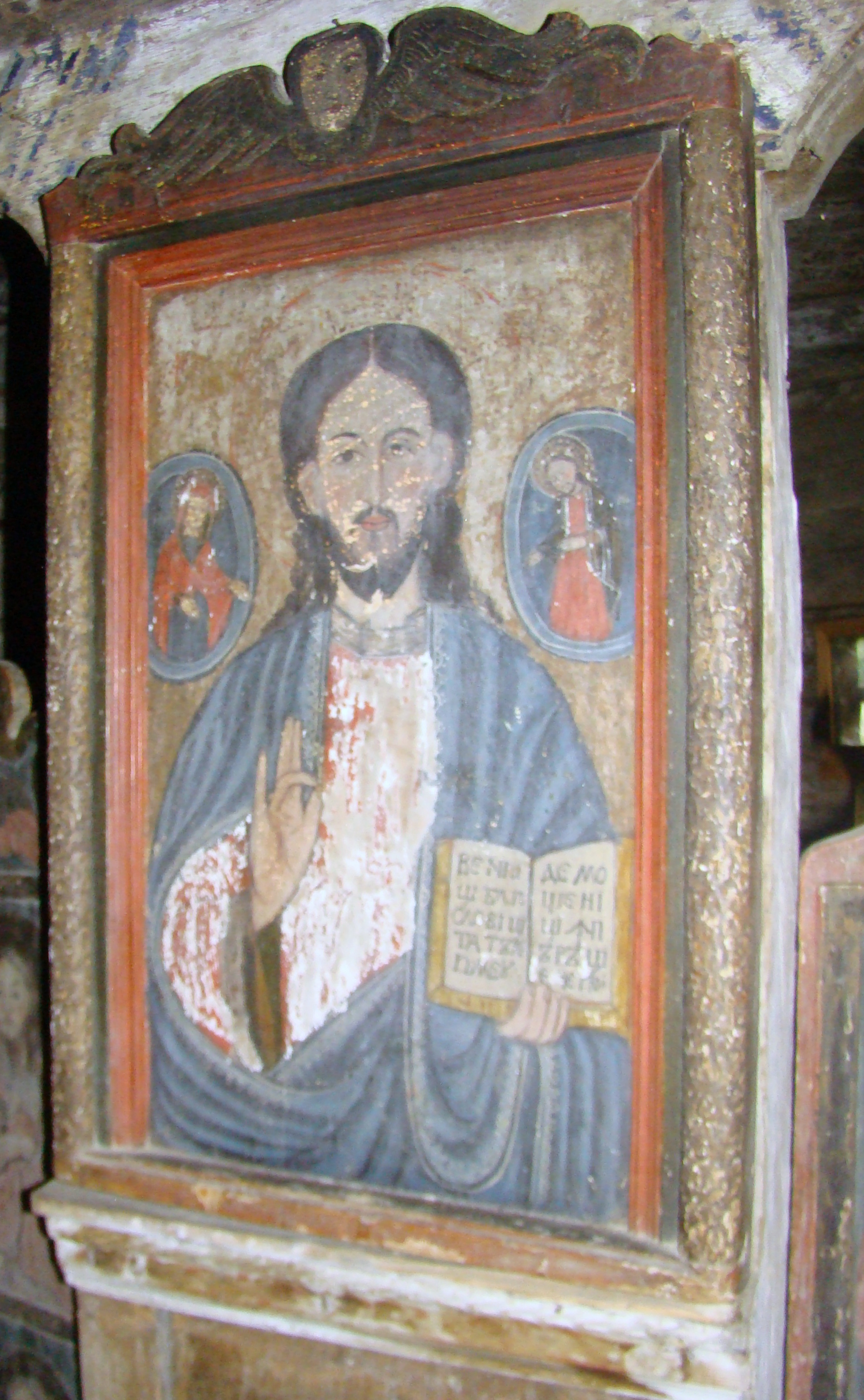
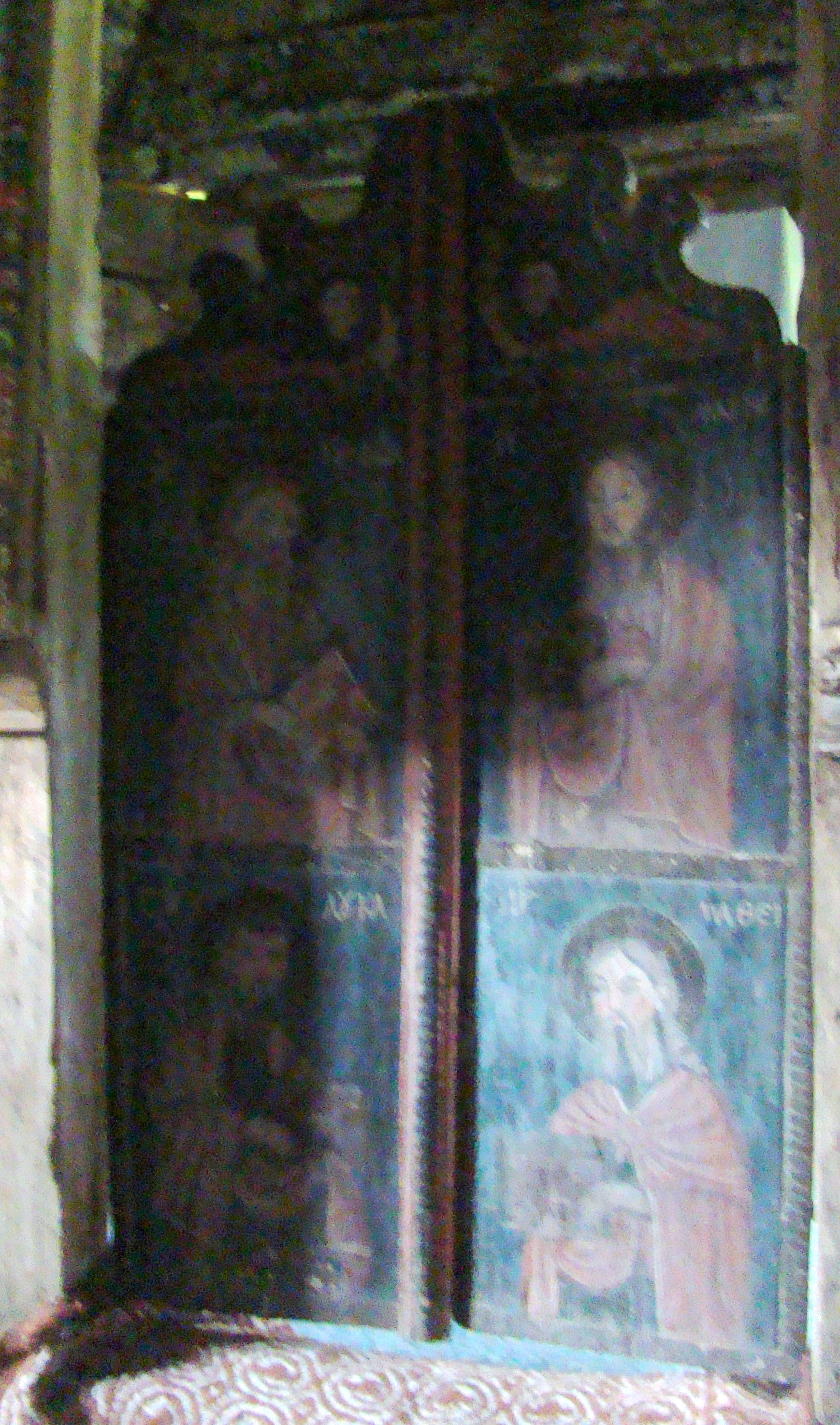
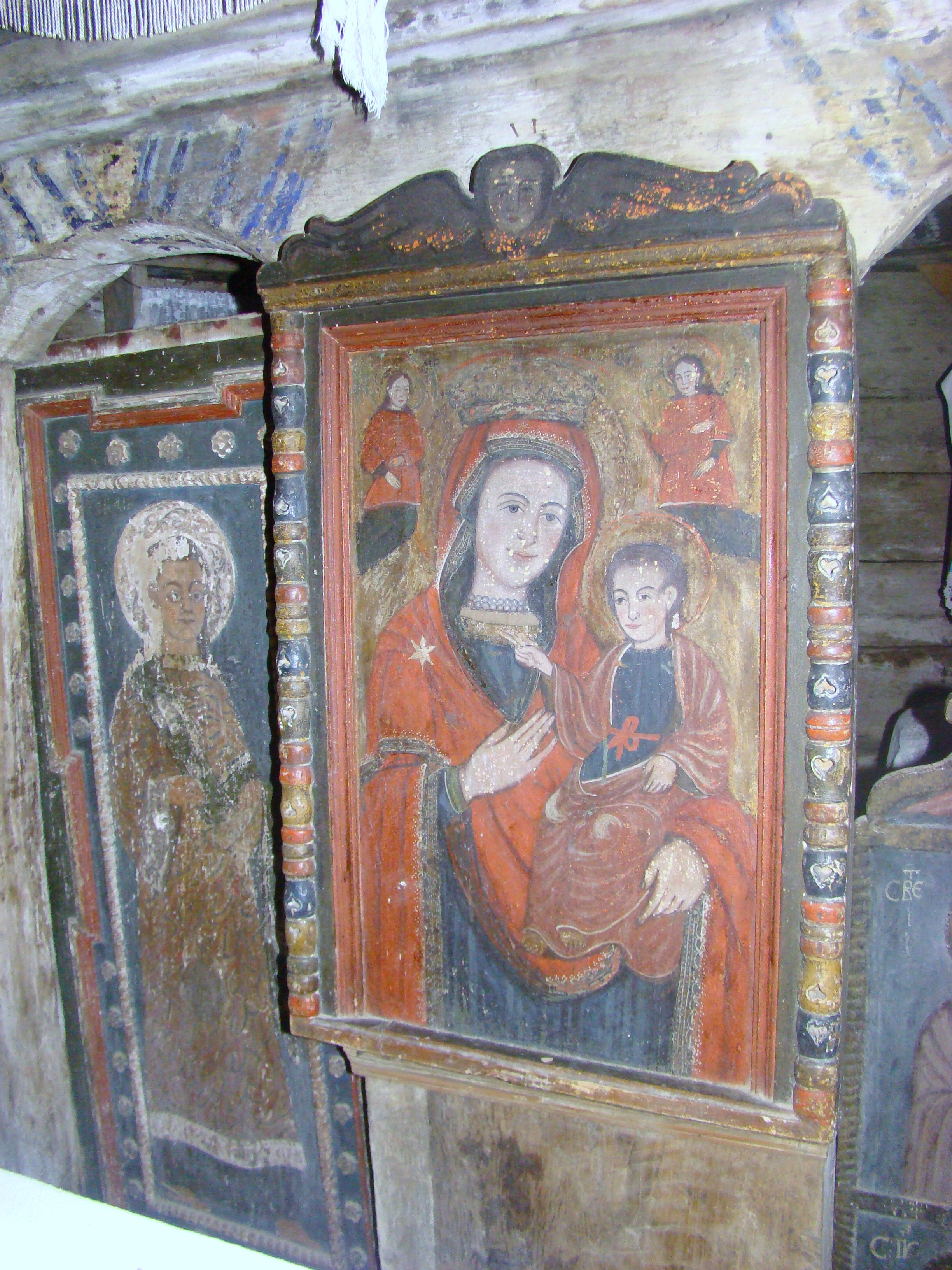
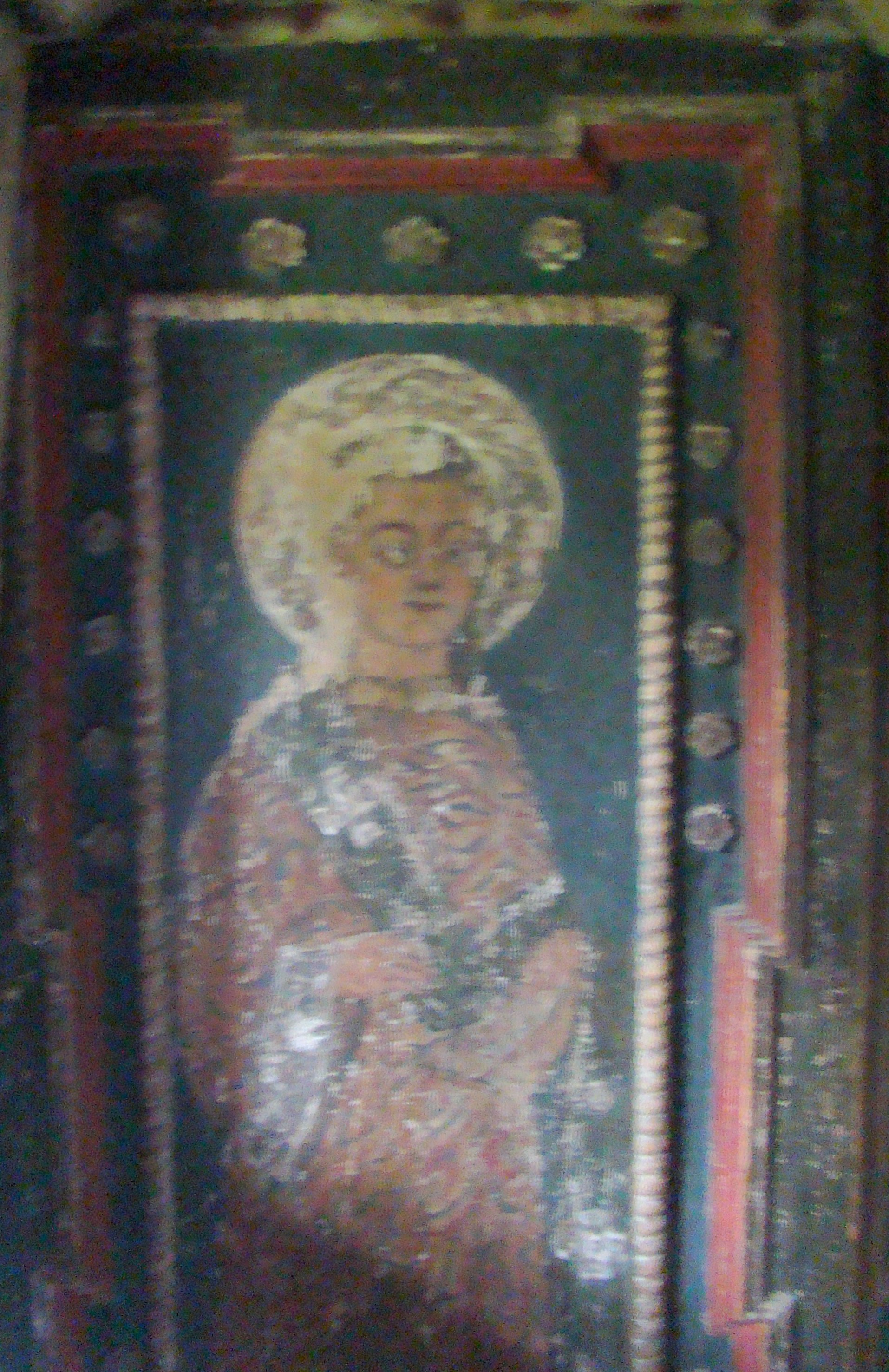
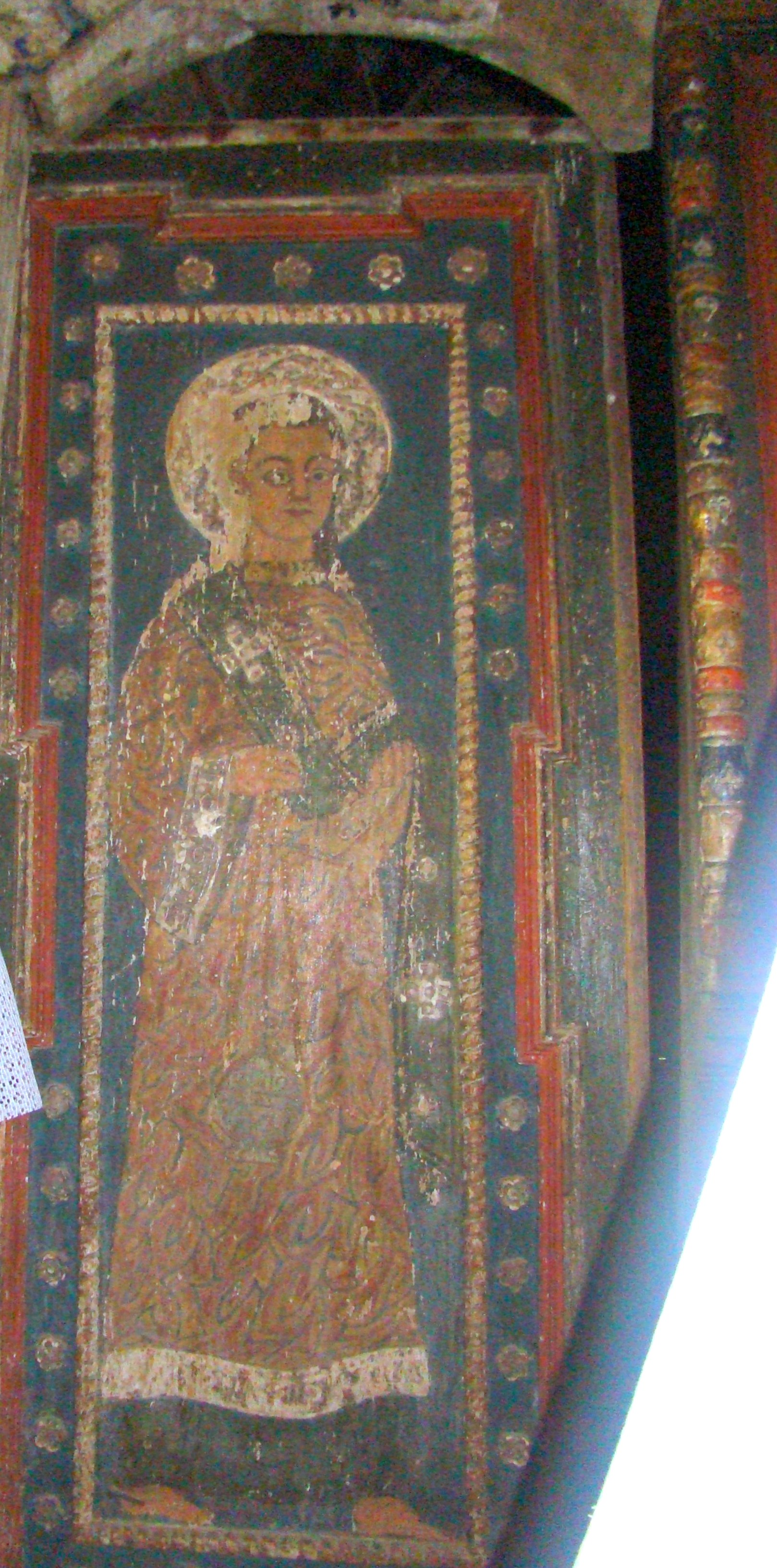
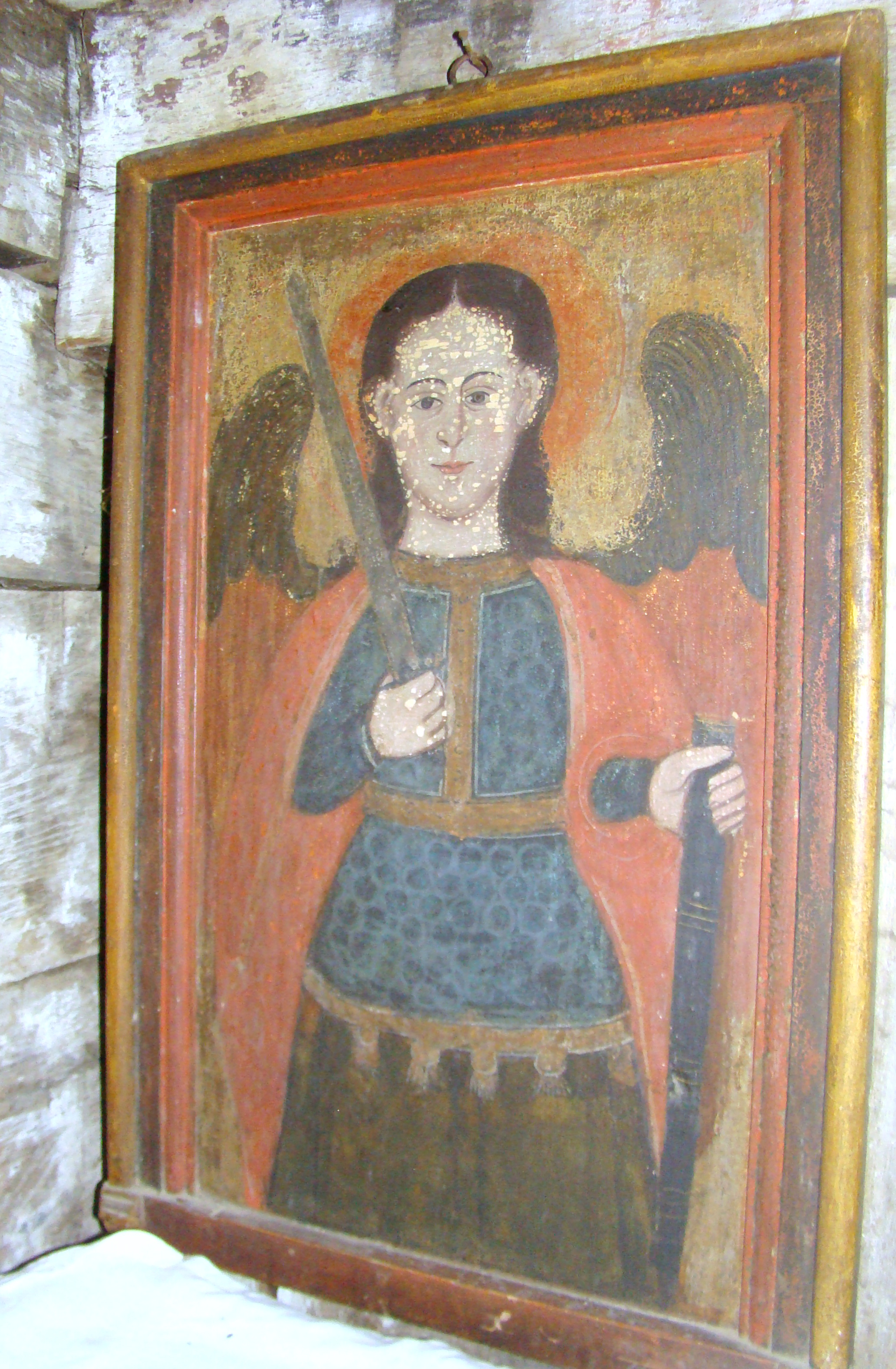
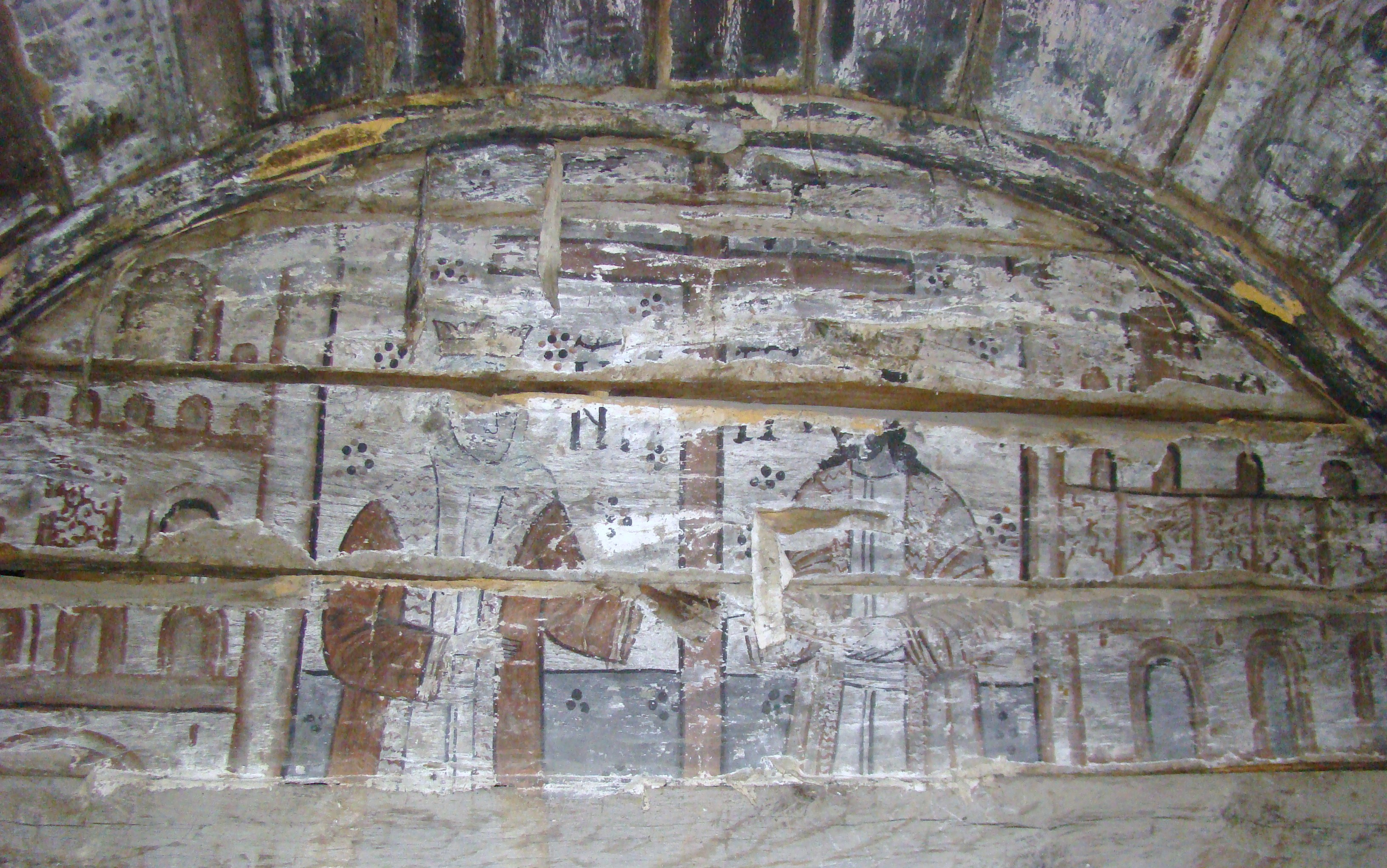
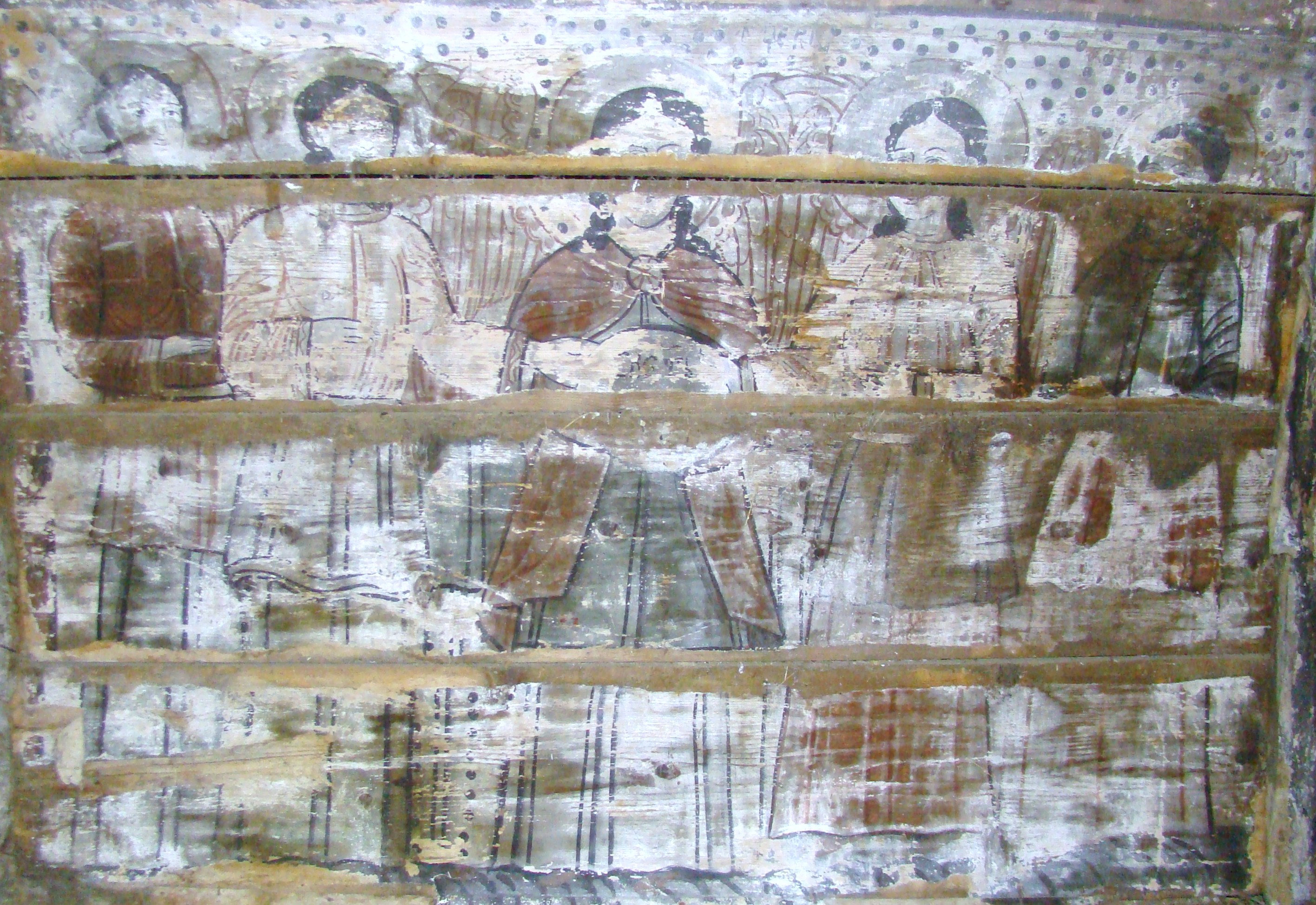
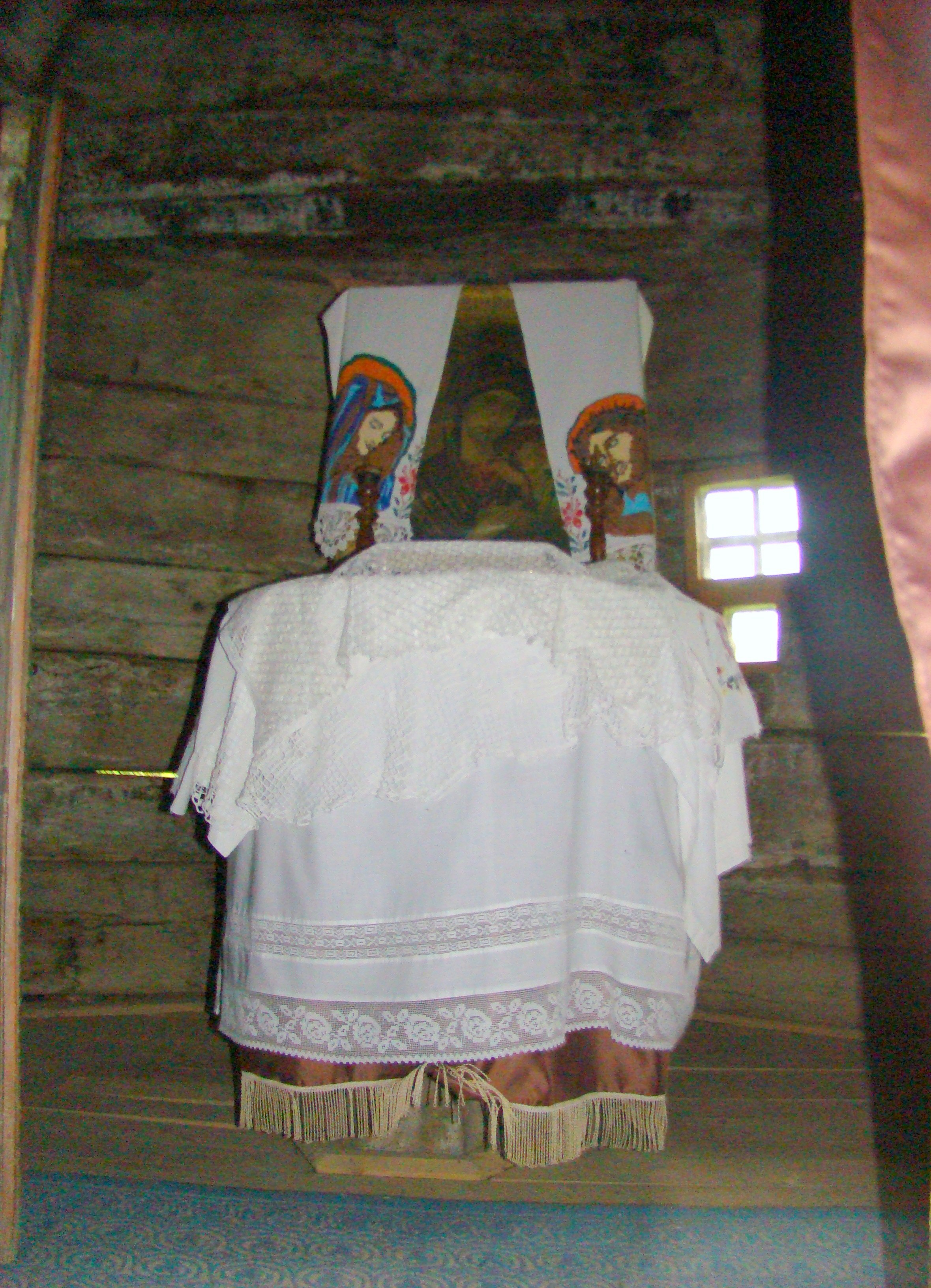
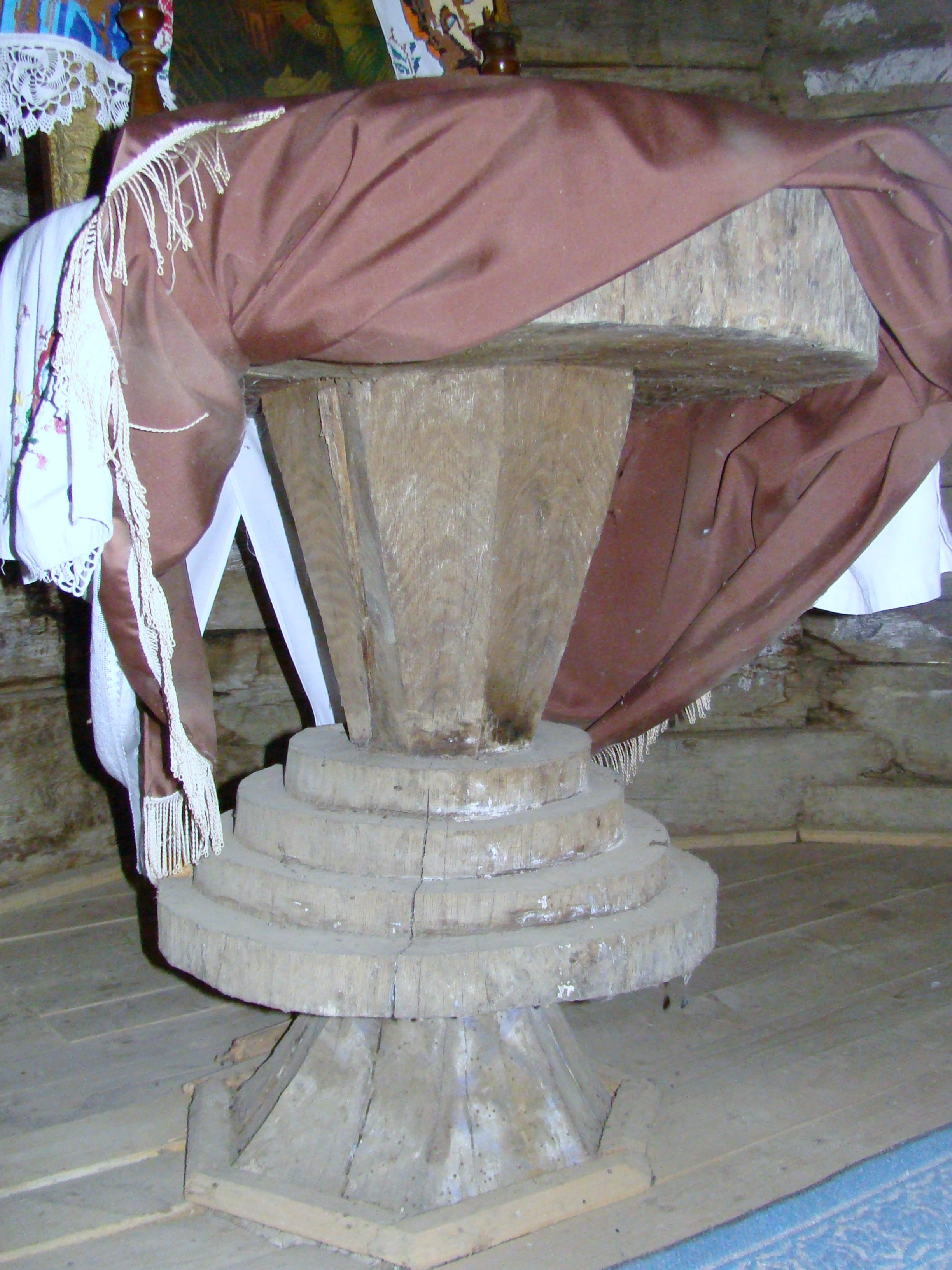
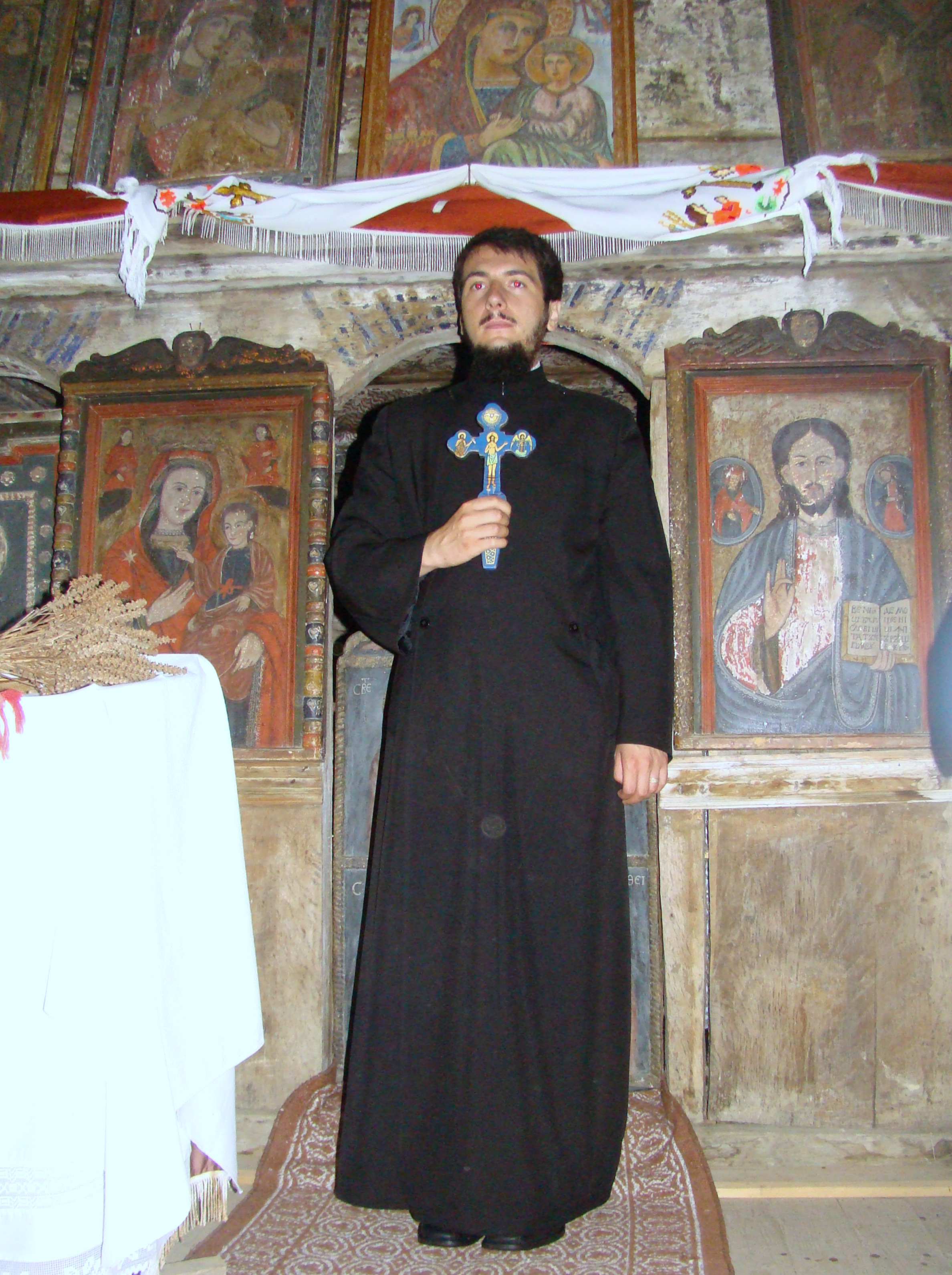
Preotul paroh Pop Ioan
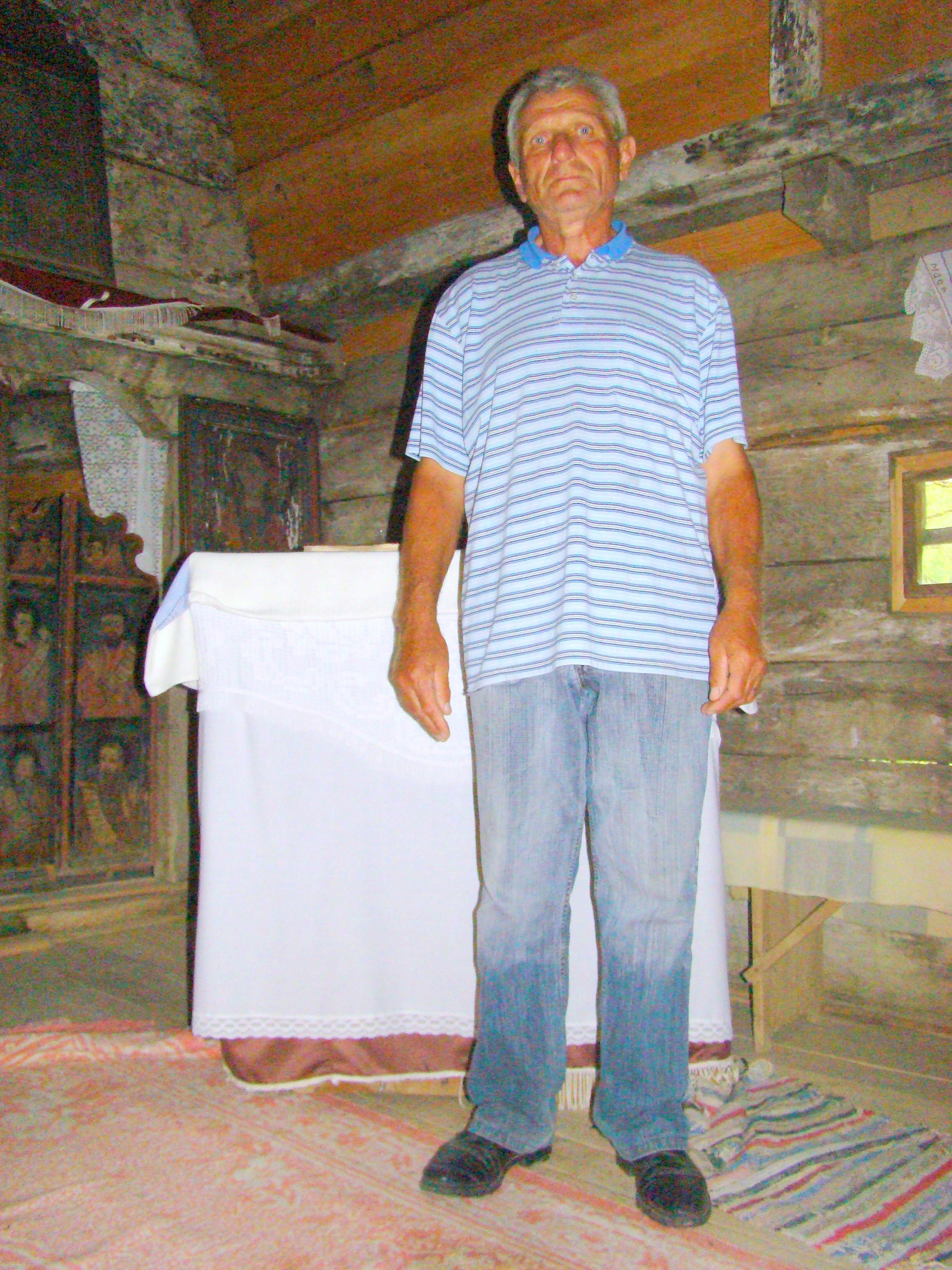
Sfătul